# Neustrelitz

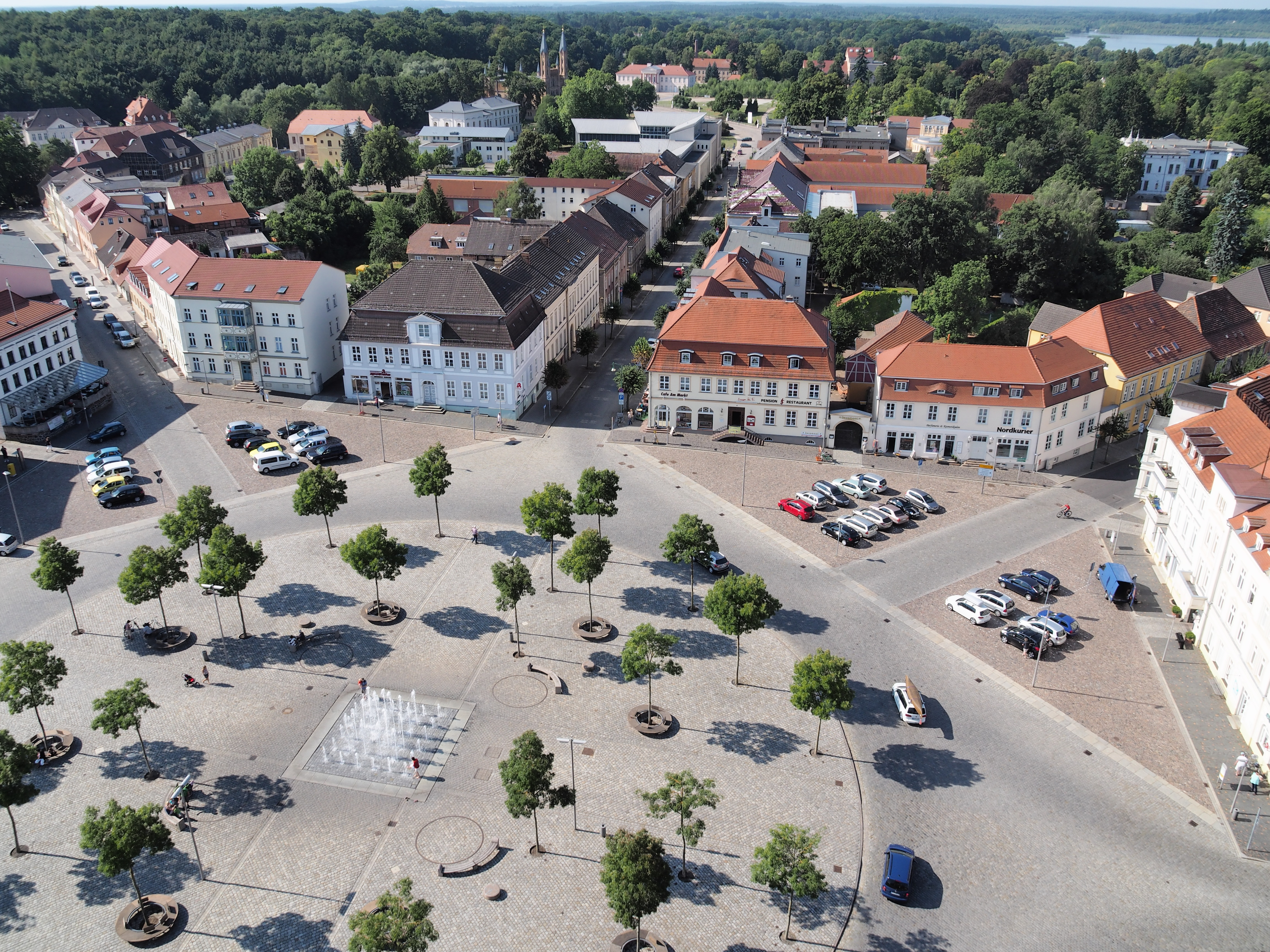
Quadratischer Marktplatz
mit acht sternförmig abgehenden Straßen

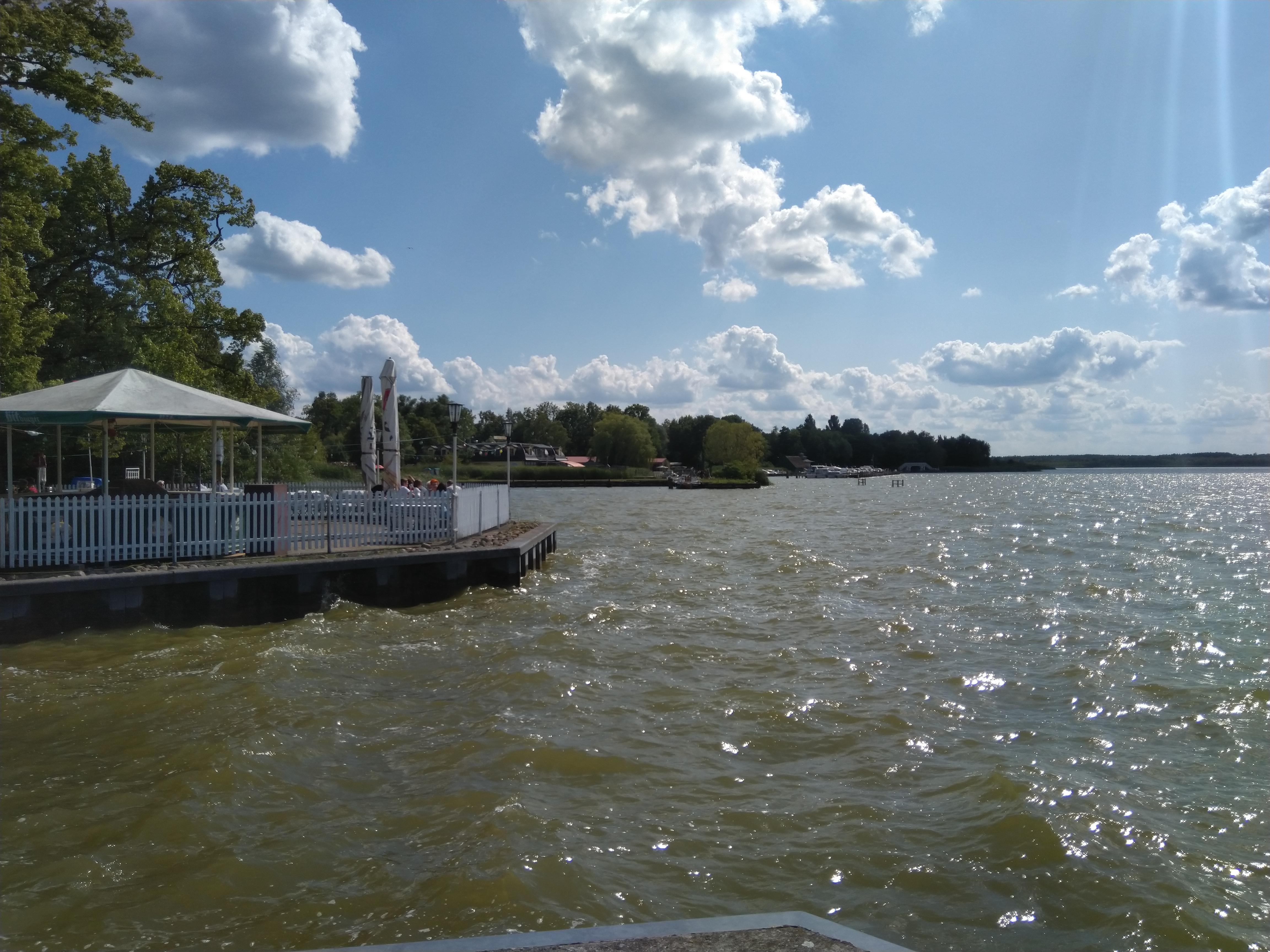
Ufer des Zierker Sees

Neustrelitz [nɔɪ̯ˈʃtʁeːlɪt͡s] (plattdeutsch: Niegenstrelitz) ist eine Mittelstadt im Landkreis Mecklenburgische Seenplatte im Land Mecklenburg-Vorpommern. Die frühere Residenzstadt mecklenburgischer Herzöge und einstige Landeshauptstadt von Mecklenburg-Strelitz ist heute eines der 18 Mittelzentren des Landes. Sie liegt 30 km südlich des Oberzentrums Neubrandenburg. Durch die zentrale Lage im Mecklenburger Seenland, an der B 96 sowie Berliner Nordbahn und Lloydbahn, die schiffbare Verbindung mit überregionalen Gewässern, Kulturveranstaltungen wie die Festspiele im Schlossgarten und das Immergut Festival sowie die vielen Baudenkmale in der Stadt wurde Neustrelitz zu einem der bekannten Urlaubsziele in Mecklenburg-Vorpommern. Seit 2022 ist Neustrelitz „staatlich anerkannter Erholungsort“.
Besondere Anziehungspunkte für Einheimische und Touristen sind der als Wasserwanderrastplatz ausgebaute Stadthafen am Zierker See und insbesondere für die Kinder der Tiergarten Neustrelitz mit rund 450 Tieren, darunter 40 vorwiegend heimische Tierarten.
Das Deutsche Fernerkundungsdatenzentrum (DFD) – ein Institut des Deutschen Zentrums für Luft- und Raumfahrt (DLR) – betreibt im Stadtteil Strelitz-Alt am Rande der Kalkhorst eine Bodenstation, die Fernerkundungsdaten von Erdbeobachtungssatelliten empfängt und analysiert.
Das Gymnasium Carolinum ist eine der größten Schulen in Mecklenburg-Vorpommern.
Im Kulturquartier Mecklenburg-Strelitz befinden sich mehrere kulturelle Einrichtungen der Stadt, wie die Stadtbibliothek und das Karbe-Wagner-Archiv. Es beherbergt aber auch ein Museum mit Exponaten aus der Zeit zwischen 1733 und 1918, in der Neustrelitz Residenzstadt der Herzöge und Großherzöge von Mecklenburg-Strelitz war.
Im Sport sind insbesondere die Vereine TSG Neustrelitz (hauptsächlich Fußball) und PSV Neustrelitz (im Wesentlichen Volleyball) in der Region aber auch überregional bekannt.

## Residenzschloss, Stadtgründung und Stadt zwischen 1731 und 2019

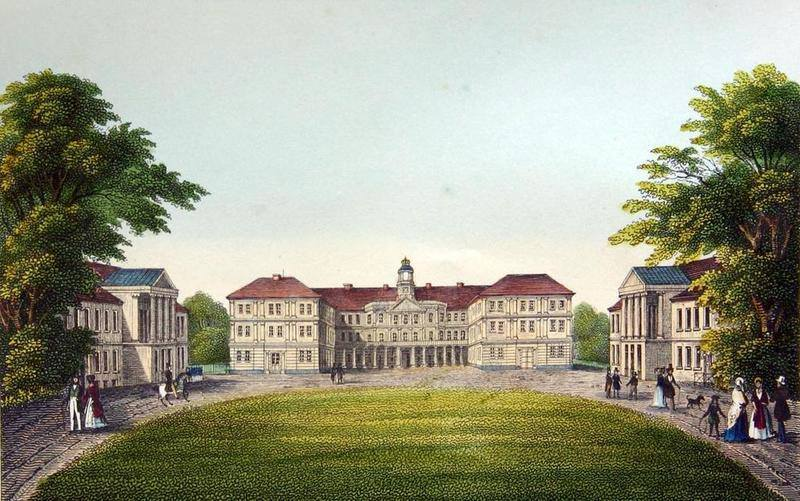
Neustrelitzer Schloss, Lithographie von 1843.

Neustrelitz wurde 1733 als Planstadt nahe der 1931 eingemeindeten Stadt Strelitz angelegt, nachdem das Strelitzer Wasserschloss des in Mecklenburg-Strelitz regierenden Herzogs, Adolf Friedrich III., 1712 abgebrannt war und er und seine Ehefrau 1731 bereits das im nahen Glienecke gelegene neue Residenzschloss bezogen hatten. Es folgte der Bau einer Siedlung für Hofstaat und Landesverwaltung nach den Plänen von Hofbaumeister Julius Löwe. Nach dem Aufruf des Herzogs zur Ansiedlung von Neubürgern vom 20. Mai 1733, der heute als Gründungsurkunde der Stadt gilt, wurde die Siedlung zu einer herzoglichen Residenzstadt erweitert.

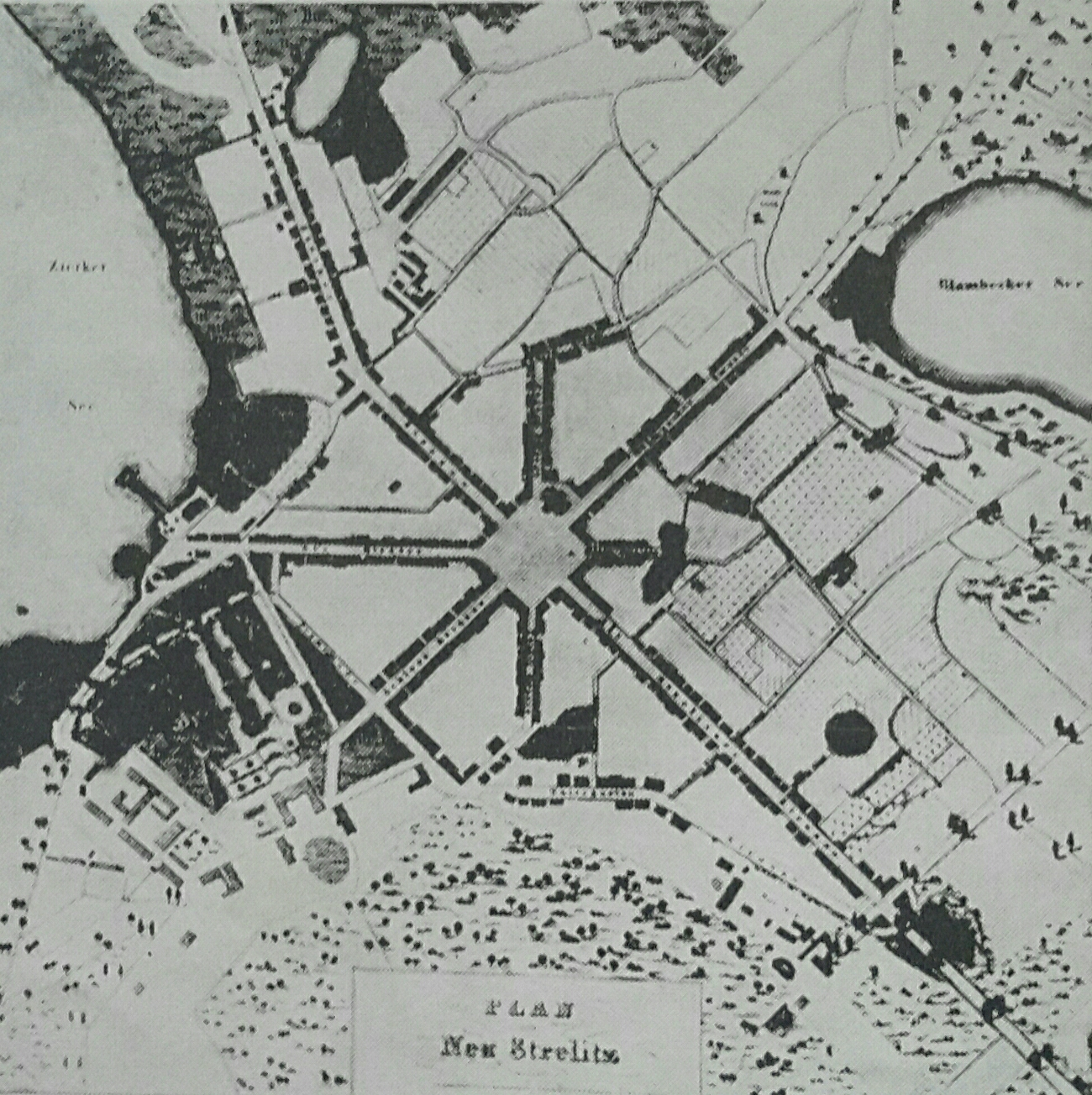
Der erste Stadtplan von 1837 (ohne Bebauung der Hinterhöfe)

Die europaweit einzigartige Stadtanlage von Neustrelitz entspricht der einer barocken Idealstadt. Von einem quadratischen 120 m × 120 m großen Platz im Stadtzentrum – dem Neustrelitzer Marktplatz – führen geradlinig vom gedachten Mittelpunkt eines Straßenfächers ausgehend acht Straßen sternförmig in alle Himmelsrichtungen. 1866 wurde der Platz nach Plänen von Friedrich Wilhelm Buttel in der Mitte um ein Rondell erweitert. Die Neugestaltung fand 2003/04 statt. Das Rondell wurde gepflastert und 32 kleinblättrige Eschen wurden angepflanzt. Die Platzmitte belebt nun ein Wasserspiel mit 36 Fontänen.

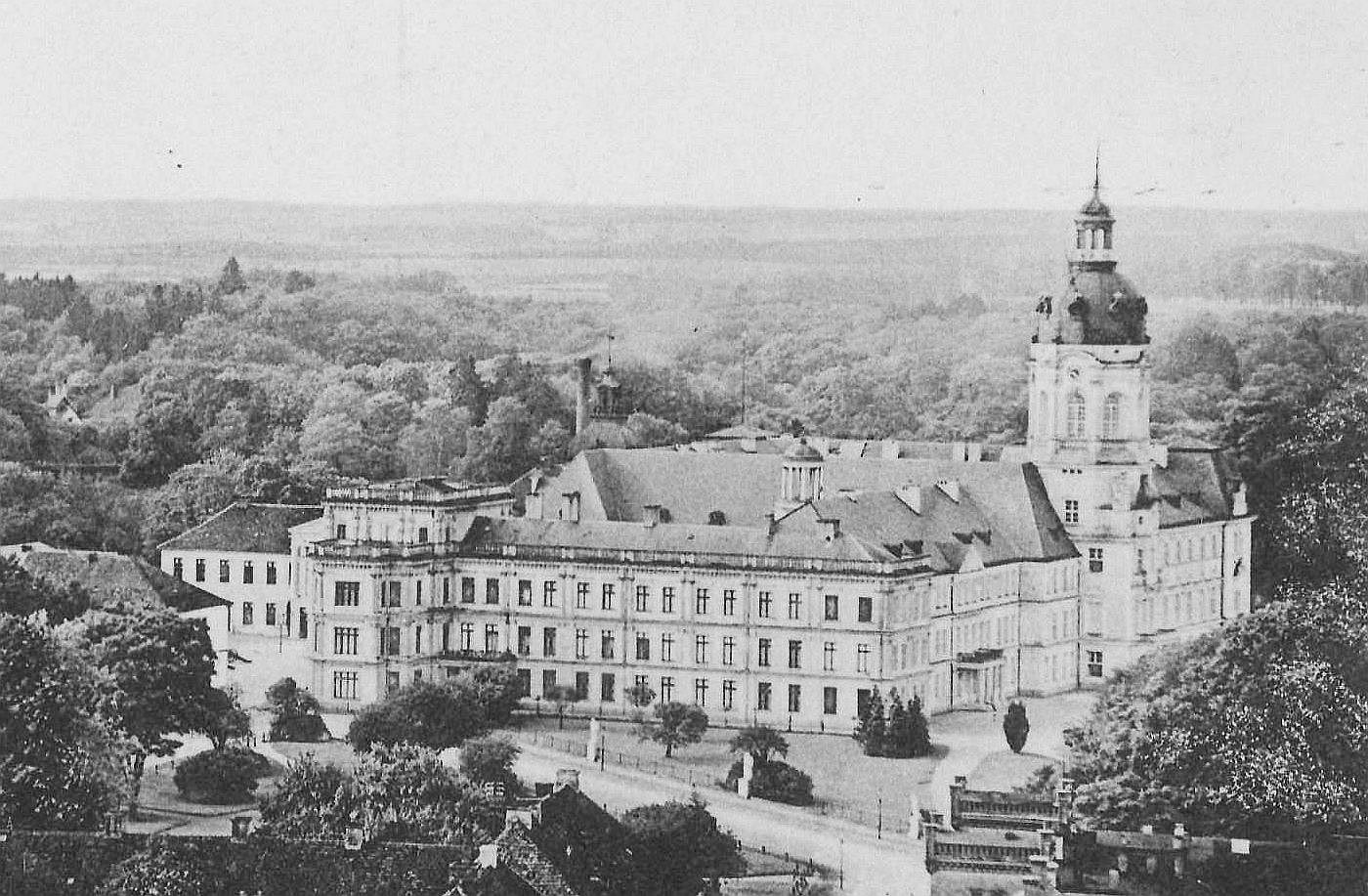
Residenzschloss um 1910

Zwischen 1905 und 1909 wurden drei weitere Gebäudeteile an den Westflügel des Residenzschlosses angefügt und so ein geschlossener Hof geschaffen; die Grundfläche des Schlosses wurde durch den Erweiterungsbau nahezu verdoppelt. In dieser Bauphase wurde auch der durch den Turm des Schlosses Charlottenburg inspirierte Schlossturm errichtet. Dieser war neben dem Schloss selbst, der Neustrelitzer Stadtkirche und dem Rathaus ein wichtiger baulicher Bezugspunkt der Stadt und eine weithin sichtbare Landmarke.
Nach dem Ende der Monarchie in Deutschland (1918) war das Schloss im neu konstituierten Freistaat Mecklenburg-Strelitz bis 1934 Sitz des Landtags. Weitere Räumlichkeiten des vormaligen Residenzschlosses wurden von März 1921 bis 1945 vom Mecklenburg-Strelitzschen Landesmuseum, von 1921 bis 1933 von der Mecklenburg-Strelitzsche Landesbücherei sowie von 1925 bis 1934 vom Mecklenburg-Strelitzschen Hauptarchiv genutzt.
In der Zeit des Nationalsozialismus in Deutschland (1933–1945) wurden im Erweiterungsbau des Neustrelitzer Schlosses von 1934 bis zum Ende des Zweiten Weltkrieges Sportlehrer und Sportlehrerinnen ausgebildet. Während des Krieges war dort außerdem ein Lazarett untergebracht.

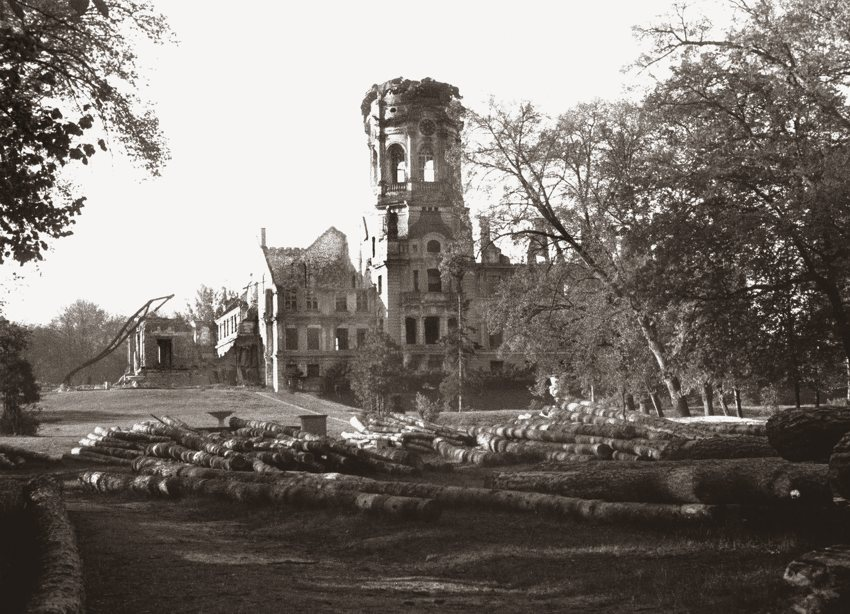
Ruinen des Neustrelitzer Schlosses (1949)

Am Ende des Zweiten Weltkriegs brannte das Neustrelitzer Schloss 1945 infolge von Brandstiftung aus; die Schlossruine wurde abgerissen und das Schloss auch nach der politischen Wende in Ostdeutschland (1990) nicht wieder aufgebaut. Erhalten blieben der Neustrelitzer Schlosspark und eine Reihe sehenswerter Gebäude im Neustrelitzer Residenzviertel.

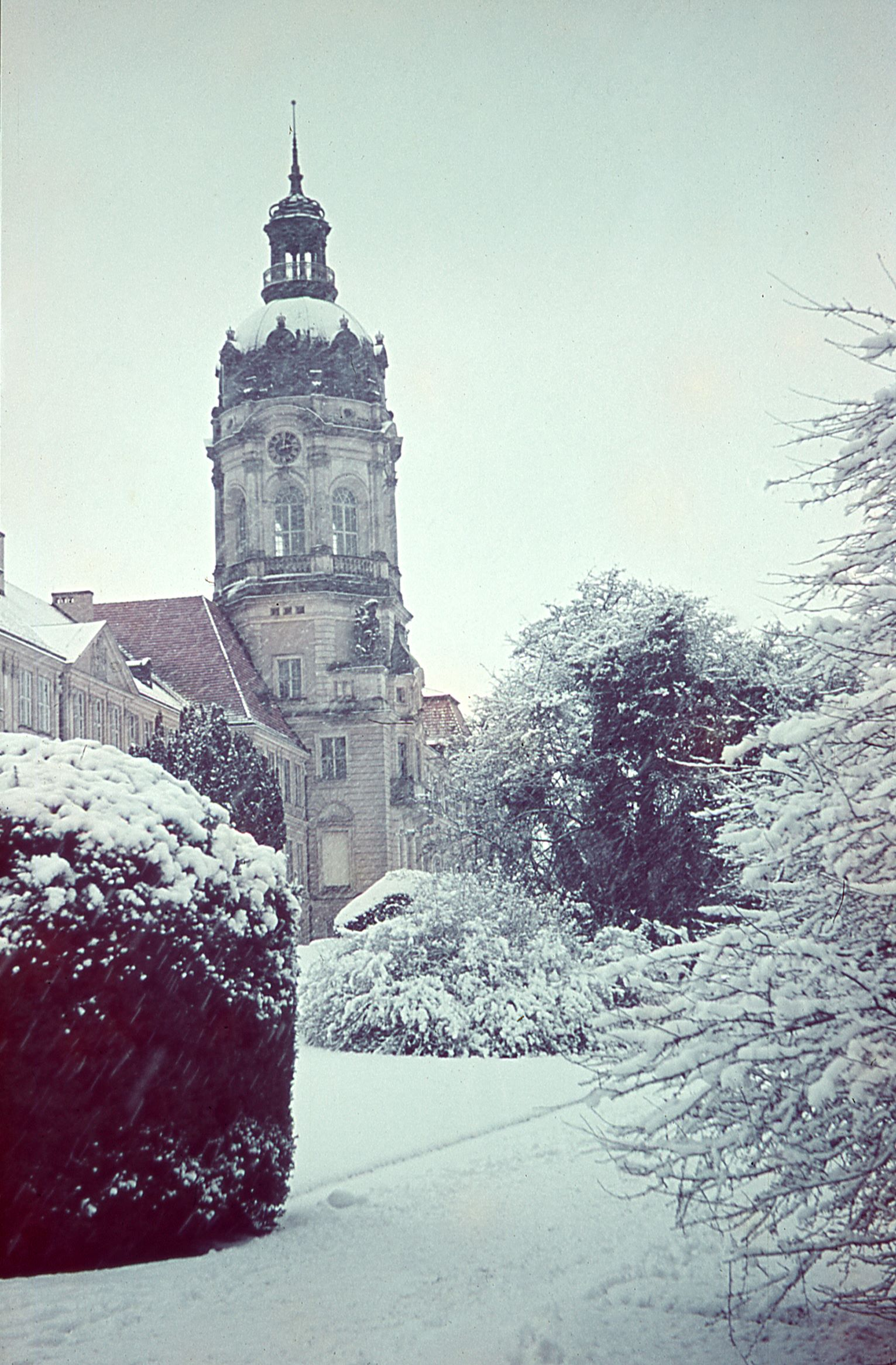
Schlossturms des Residenzschlosses in einem Winter um 1940

Im Oktober 2019 vereinbarten die Stadt Neustrelitz und das Land Mecklenburg-Vorpommern, den 51 Meter hohen zerstörten Schlossturm seinem früheren Äußeren entsprechend wieder aufzubauen, die denkmalgeschützten Kellerräume zu beräumen, begehbar zu machen und mit einer nutzbaren Betondecke zu überspannen. Außerdem wurde das ehemalige Residenzschloss in die Liste: Orte der Demokratiegeschichte aufgenommen. Am Anfang des Jahres 2024 wurden die Kosten für den Bau des Turms auf etwa 9,5 Millionen Euro geschätzt. Der Bund und das Land Mecklenburg-Vorpommern hatten 6,5 Millionen Euro Fördergeld zugesagt. Die verbleibende Finanzierungslücke von mindestens 3 Millionen Euro war zu diesem Zeitpunktvon von der Kommune, der Stadt Neustrelitz, als dem für die Errichtung des Bauwerks infragekommenden Bauherren, noch nicht zu schließen. Auch seien nach Aussage des Neustrelitzer Bürgermeisters die zukünftigen Unterhaltskosten nicht gegenzufinanzieren. Nach wie vor fehlte auch zu Beginn des Jahres 2025 der finale Aufstellungsbeschluss der Neustrelitzer Stadtvertretung zum Bau des Turms, sodass mit den Bauarbeiten bislang noch nicht begonnen werden konnte.

## Geographie

### Lage
Naturräumlich ist Neustrelitz Teil des Neustrelitzer Kleinseenlandes in der Mecklenburgischen Seenplatte. Die Stadt liegt am Zierker See, der über den Kammerkanal und den Woblitzsee mit der Oberen Havel-Wasserstraße verbunden ist. Innerhalb oder nahe der Stadt liegen 29 größere und kleinere Seen, wie der an die Innenstadt grenzende Zierker See mit Stadthafen, Glambecker See, Domjüchsee, Großer Fürstenseer See, Großer Prälanksee, Langer See, Krebssee, Kluger See und Buttersee.
Das Mittelzentrum Neustrelitz ist vom nächsten Mittelzentrum, der Stadt Waren (Müritz), knapp 45 km entfernt. Das nächste Oberzentrum von Neustrelitz aus ist die 28 km entfernte Stadt Neubrandenburg. Grundzentren im Umkreis von 40 km sind Wesenberg, Penzlin, Mirow, Burg Stargard, Rechlin und Feldberger Seenlandschaft. Die nächstgelegenen Ballungsräume sind Berlin im Süden, Stettin im Osten, die Regiopole Rostock im Nordwesten und Hamburg im Westen.

### Stadtgliederung
Das Stadtgebiet von Neustrelitz umfasst eine Fläche von 13.815 ha und ist in sechs Stadtteile untergliedert:
- Innenstadt
- Kiefernheide
- Strelitz-Alt (am 10. September 1931 eingemeindet)
- Zierke mit den Ortslagen Wiesenthal und Prälank (Ende des 19. Jh. eingemeindet), des Weiteren die Ortschaften und Wohnplätze Rudow, Tannenhof, Wiesenthal, Sophienhof, Kiebitzbruch[14]
- Fürstensee (am 30. Januar 1992 eingemeindet),
- Klein Trebbow mit den Ortslagen Groß Trebbow und Drewin (am 30. Januar 1992 eingemeindet)

## Geschichte
Zur Geschichte der bis 1931 und von 1945 bis 1946 selbstständigen Stadt Strelitz-Alt siehe dort.

### Name
Der Name Neustrelitz (in älteren Schriften auch: Neu-Strelitz, N. Strelitz oder missverständlich einfach nur Strelitz) wurde vom Namen der Mutterstadt Strelitz abgeleitet, welche erst 1931 eingemeindet wurde. Der Ortsname der Mutterstadt Strelitz geht auf altslawisch strělci (Schützen) zurück und war möglicherweise die Bezeichnung einer Dienstsiedlung, wie es sie im Mittelalter in Ostmitteleuropa mehrfach gab. Strelitz bedeutet damit „Ort der Schützen“ bzw. „Ort, wo die Schützen wohnen“. Als Neuenstrelitz erscheint der Ort bereits am 20. März 1732 in einer Quittung, die der Hofgärtner und herzogliche Baumeister Julius Löwe einem Arbeiter ausstellte. Seit dem Entstehen der sich entwickelnden neuen Residenz Neustrelitz wurde die alte Mutterstadt Strelitz zur besseren Unterscheidung umgangssprachlich immer häufiger als Alt-Strelitz bezeichnet, ohne dass es jedoch zu einer offiziellen Umbenennung gekommen wäre. Strelitz trägt seit 1994 offiziell den Stadtteilnamen Strelitz-Alt.

### Vorgeschichte (1701–1733)

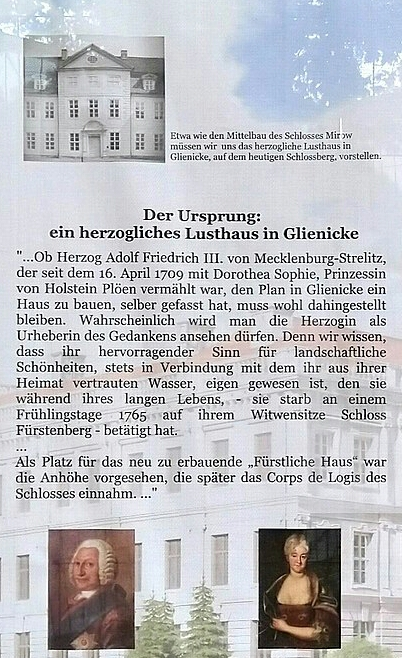
Das „Fürstliche Haus“ in Glieneke – Ursprung der Stadt Neustrelitz (Ausschnitt aus einer Infotafel des Neustrelitzer Schlossverein e. V. zur Geschichte des Neustrelitzer Schlosses)

Im Ergebnis des Hamburger Vergleichs (1701) erfolgte die Dritte Mecklenburgische Hauptlandesteilung. Es entstanden die mecklenburgischen (Teil-)Herzogtümer Mecklenburg-Schwerin und Mecklenburg-Strelitz. Der erste Regent des Landesteils Mecklenburg-Strelitz war Herzog Adolf Friedrich II., der als nunmehr regierender Herzog von Mecklenburg-Strelitz eine standesgemäße Residenz und eine Hauptstadt für sein Herzogtum benötigte. Nachdem der Herzog seine ursprüngliche Absicht, Neubrandenburg zur Landeshauptstadt zu machen, nicht umsetzen konnte, wählte er Strelitz als Hauptresidenz. Zunächst wohnte er mit seiner ersten Gemahlin Herzogin Marie, geb. Prinzessin von Mecklenburg-Güstrow weiterhin im alten Strelitzer Wasserschloss, das beide bereits vor der Dritten Mecklenburgischen Hauptlandesteilung bewohnt hatten. Die Stadt Strelitz wurde zur Haupt- und Residenzstadt ausgebaut; es folgte die Ansiedlung von Hofbediensteten und Regierungsbehörden. Die Lage änderte sich erst, nachdem Adolf Friedrich II. am 12. Mai 1708 gestorben war und dessen Sohn Adolf Friedrich III. regierender Herzog von Mecklenburg-Strelitz wurde. Zunächst wohnte dieser mit seiner Ehefrau Dorothea Sophie, geb. Prinzessin von Schleswig-Holstein-Plön, weiterhin im Strelitzer Residenzschloss – bis in der Nacht vom 24. zum 25. Oktober 1712 das Schloss und fast alle Nebengebäude niederbrannten. Das Schloss wurde nicht wieder aufgebaut. Adolf Friedrich III. fehlte das nötige Geld für den Wiederaufbau; zudem sollen die Strelitzer Bürger dem Herzog die Hand- und Spanndienste verweigert haben. Hinzu kam, dass dem Herzog und seiner Gattin der Standort des abgebrannten Schlosses im sumpfigen Gelände der feuchten und nebligen Strelitzer Niederung für einen zeitgemäßen Neubau im Stil des Barock ungeeignet schien. Da der Herzog am Ufer des Zierker Sees im nahe gelegenen Glienecke seit 1710/11 ein kleines Jagdhaus besaß, ließen Herzog und Herzogin das „neue fürstliche Haus“ von 1726 bis 1731 zu einem hochherrschaftlichen barocken Residenzschloss um- und ausbauen und bezogen sodann ihr neues Domizil.

### Residenzstadt, Landeshauptstadt, Kreisfreie Stadt (1733–1933)

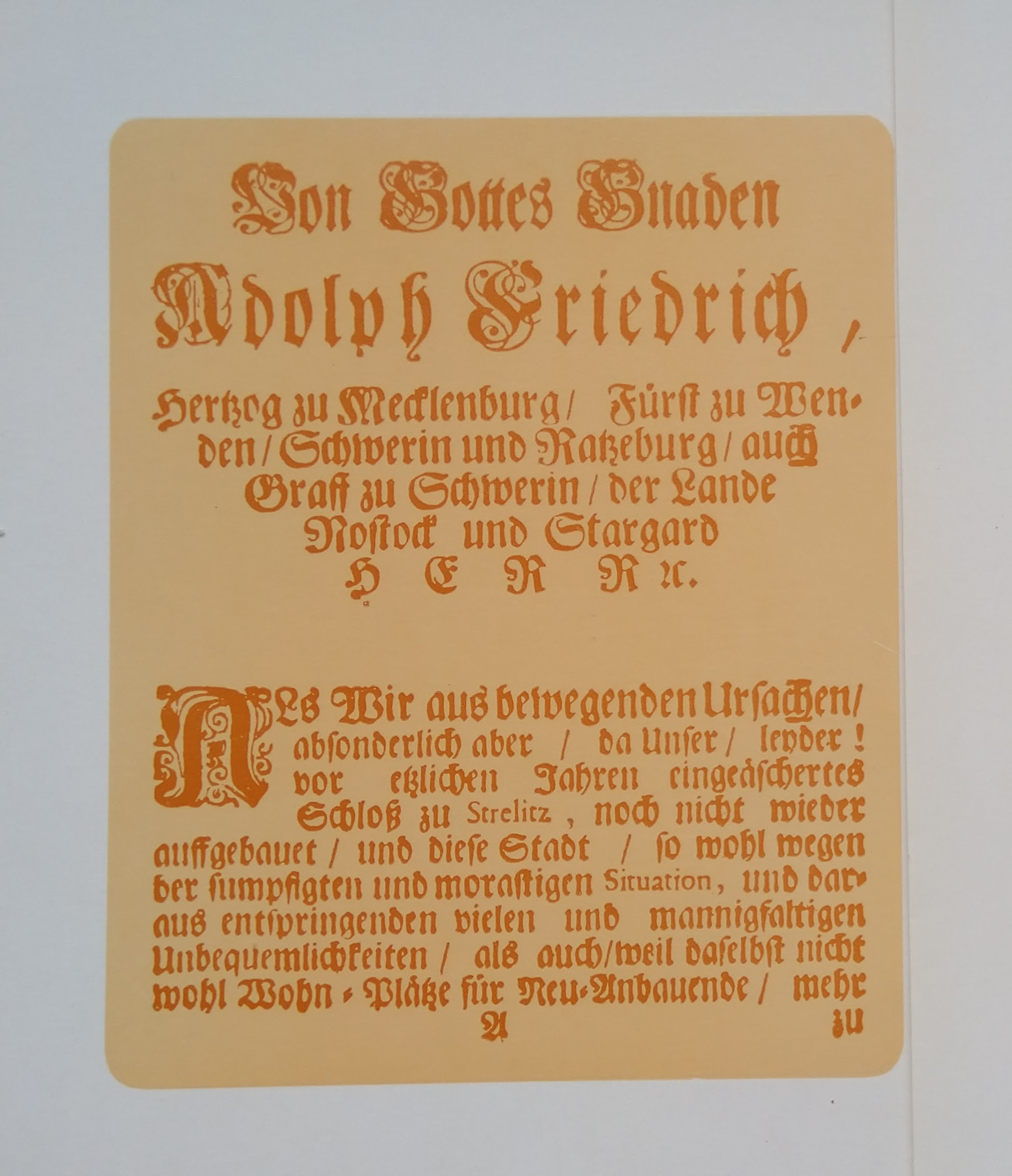
Frontseite des Aufrufs von Herzog Adolf Friedrich III. an alle Bauwilligen zum Aufbau eines Neuen-Strelitz

Da die Entwicklung von einer Siedlung für Hofbedienstete zu einer neuen Stadt dem regierenden Herzog Adolf Friedrich III. und dessen Ehefrau Dorothea Sofie nicht zügig genug voranschritt, erließ er am 20. Mai 1733 einen Aufruf an alle, die gewillt waren, sich dort anzusiedeln, und gewährte jedem Bauwilligen einen kostenfreien Bauplatz, kostenloses Bauholz und Steuerfreiheit für zehn Jahre. Dieses Schriftstück wird heute als Gründungsurkunde der Stadt Neustrelitz angesehen, obwohl die ersten Wohngebäude schon Jahre zuvor entstanden waren. In der Folgezeit kamen viele Handwerker in die Stadt, die selbst am Bau der Stadtkirche und weiterer Bauwerke mitwirkten. Zuvor war das erste Neustrelitzer Residenzschloss bereits von Neubürgern errichtet worden.
Noch um die Mitte des 18. Jahrhunderts gab man sich unentschlossen, ob Neustrelitz nur ein Stadtteil von Strelitz werden sollte oder eine eigene Stadt. Auf die Ursprungsidee eines neuen Stadtteils deutet hin, dass für Neustrelitz die sonst im Stadtgründungsakt übliche Übertragung von kommunalen Selbstbestimmungs- und Selbstverwaltungsrechten an die neugegründete Stadt unterblieben war (bekannt als Stadtrecht). Damit blieb Neustrelitz auch weiterhin Teil des fürstlichen Grundbesitzes – des Domaniums. Es gab keine gewählten Volksvertreter, und die Bürger hatten auch sonst zunächst kaum Mitspracherechte. Folge davon war auch, dass Neustrelitz im politischen System des mecklenburgischen Staates bis zum Ende der Monarchie 1918 bedeutungslos blieb, während die benachbarte Mutterstadt Strelitz, die nahe gelegene Vorderstadt Neubrandenburg und alle anderen Landstädte des Strelitzschen Landesteils landtagsfähig waren und damit zumindest de jure an politischen Entscheidungen mitwirken konnten.
Der baufreudige Landesherr Herzog Adolf Friedrich IV. („Dörchläuchting“) ließ Neubrandenburg mit dem Baubeginn des Palais am Markt und dem Bau des Belvedere ab 1775 zur Sommer- und Nebenresidenz der Herzöge von Mecklenburg-Strelitz ausgebauen. Unter der Regierung der Großherzöge Georg (1816–1860) und  Friedrich Wilhelm II. (1860–1904) wurde das Stadtbild von Neustrelitz  durch Hofbaumeister Friedrich Wilhelm Buttel zwischen 1821 und 1869 durch die Errichtung markanter Bauwerke in eigenständiger, anmutiger Formensprache geprägt, die sowohl Stilelemente des Klassizismus als auch der Neogotik aufweisen.

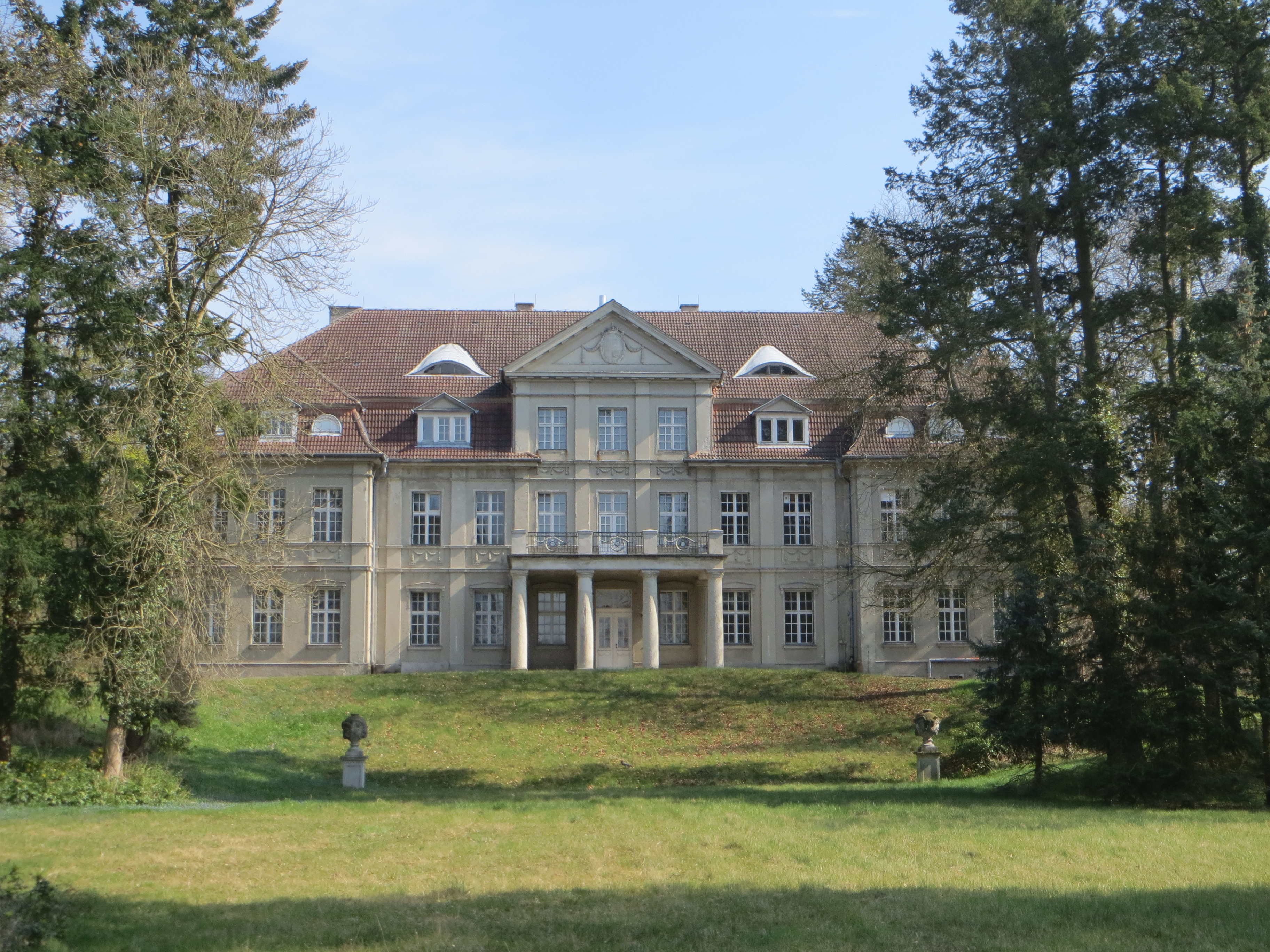
Parkhaus – Palais des letzten Großherzog von Mecklenburg-Strelitz, Adolf Friedrich VI.

Von 1913 bis 1916 entstand das Großherzogliche Parkhaus im neoklassizistischen Stil als privates Wohnhaus der Herzogsfamilie.
Es wurde vom letzten Großherzog des Landes Mecklenburg-Strelitz, Adolf Friedrich VI., als neue Residenz in Auftrag gegeben und von 1915 bis zu seinem Tod 1918 von ihm bewohnt.
Nach dem Ende der Monarchie war Neustrelitz von 1919 bis 1933 Landeshauptstadt des gleichnamigen Freistaates Mecklenburg-Strelitz. Nach Eingemeindung der Stadt Strelitz (1931) war Neustrelitz bis 1945 kreisfreie Stadt.

### Zeit des Nationalsozialismus (1933–1945)
Am 30. Januar 1933 begann mit der Ernennung Adolf Hitlers zum Reichskanzler die Zeit des Nationalsozialismus, im Folgenden kurz als NS-Zeit bezeichnet.
Am 1. Januar 1934 wurden die nur eineinhalb Jahrzehnte selbstständigen Länder Mecklenburg-Strelitz und Mecklenburg-Schwerin zum Land Mecklenburg wiedervereinigt. Mit der Vereinigung verlor Neustrelitz die Funktion einer Landeshauptstadt. Die Aufgaben ehemaliger Landesbehörden wurden 1934 nach Schwerin verlagert und das Hauptarchiv des früheren Landes Mecklenburg-Strelitz dorthin überführt; bis heute bildet es im Landeshauptarchiv Schwerin einen eigenen Bestand. Die Kultureinrichtungen – das erst in den 1920er Jahren im Neustrelitzer Schloss eingerichtete Mecklenburg-Strelitzsches Landesmuseum und die bis ins 18. Jahrhundert zurückreichende Mecklenburg-Strelitzsche Landesbücherei – gerieten immer mehr ins Abseits.
Im Jahre 1934 öffnete im ehem. Residenzschloss mecklenburgischer Fürsten die „SA-Stammschule für Geländesport“. Diese wurde 1935 in eine „Führerschule des Berliner-Institutes für Leibungsübungen“ der damaligen „Friedrich-Wilhelms-Universität zu Berlin“ umgewandelt. Von 1934 bis 1936 war die „Führerschule Neustrelitz“ eine zentrale Prüfungs- und Fortbildungsstätte für Sportlehrerinnen, Sportlehrer und Funktionäre im System der „nationalsozialistischen Leibeserziehung“. Die Zielsetzung dieser Bildungseinrichtung wurde im Handbuch über den Preußischen Staat verdeutlicht: „Dem Berliner Hochschulinstitut ist die Führerschule in Neustrelitz unterstellt. Sie dient der Veranstaltung von zentralen Lehrgängen zur Einführung der Lehrer, Schulleiter und Schulaufsichtsbeamten in Sonderaufgaben der körperlichen Erziehung“ (Handbuch über den Preußischen Staat, 1938, S. 103). Das „Konzept der nationalsozialistischen Leibeserziehung“, das während der NS-Zeit dort umgesetzt werden sollte, prägte der Sportfunktionär und -wissenschaftler Carl Krümmel. Mit dem Beginn des Zweiten Weltkrieges 1939 erfolgte an der „Führerschule Neustrelitz“ nur noch die Ausbildung von Sportlehrerinnen. Sowohl die Schule als auch das im Krieg eingerichtete Lazarett nutzten Räume im neuen Teil des Schlosses; im alten Schlossteil wurden 38 Räume weiterhin vom Mecklenburg-Strelitzschen Landesmuseum für Ausstellungszwecke genutzt. Noch vor Kriegsende zerstörte ein Großbrand das Neustrelitzer Schloss.
Seit 1935 war Neustrelitz wieder Garnisonsstadt für das ehemalige Infanterieregiment Döberitz (später Infanterieregiment 48). Dafür wurden neue Kasernen am Ende der Penzliner Straße sowie ein neues Offizierskasino (später Haus der Werktätigen) im Gelände der Schlosskoppel errichtet.
Die Bücherverbrennungen in Neustrelitz fanden 1933 auf dem heutigen Buttelplatz statt.
Die Heil- und Pflegeanstalt Domjüch war während der Zeit des Nationalsozialismus in die NS-Krankenmorde involviert. Für die Opfer der Aktion T4 gibt es kein Erinnerungszeichen.
Nichts in der Stadt erinnert mehr an die Lager für Zwangsarbeiter und Kriegsgefangene im Zweiten Weltkrieg. In Fürstensee, heute ein Stadtteil von Neustrelitz, befand sich eine Lufthauptmunitionsanstalt, in der einheimische Arbeiterinnen beschäftigt waren, und Häftlinge des KZ Ravensbrück arbeiten mussten.

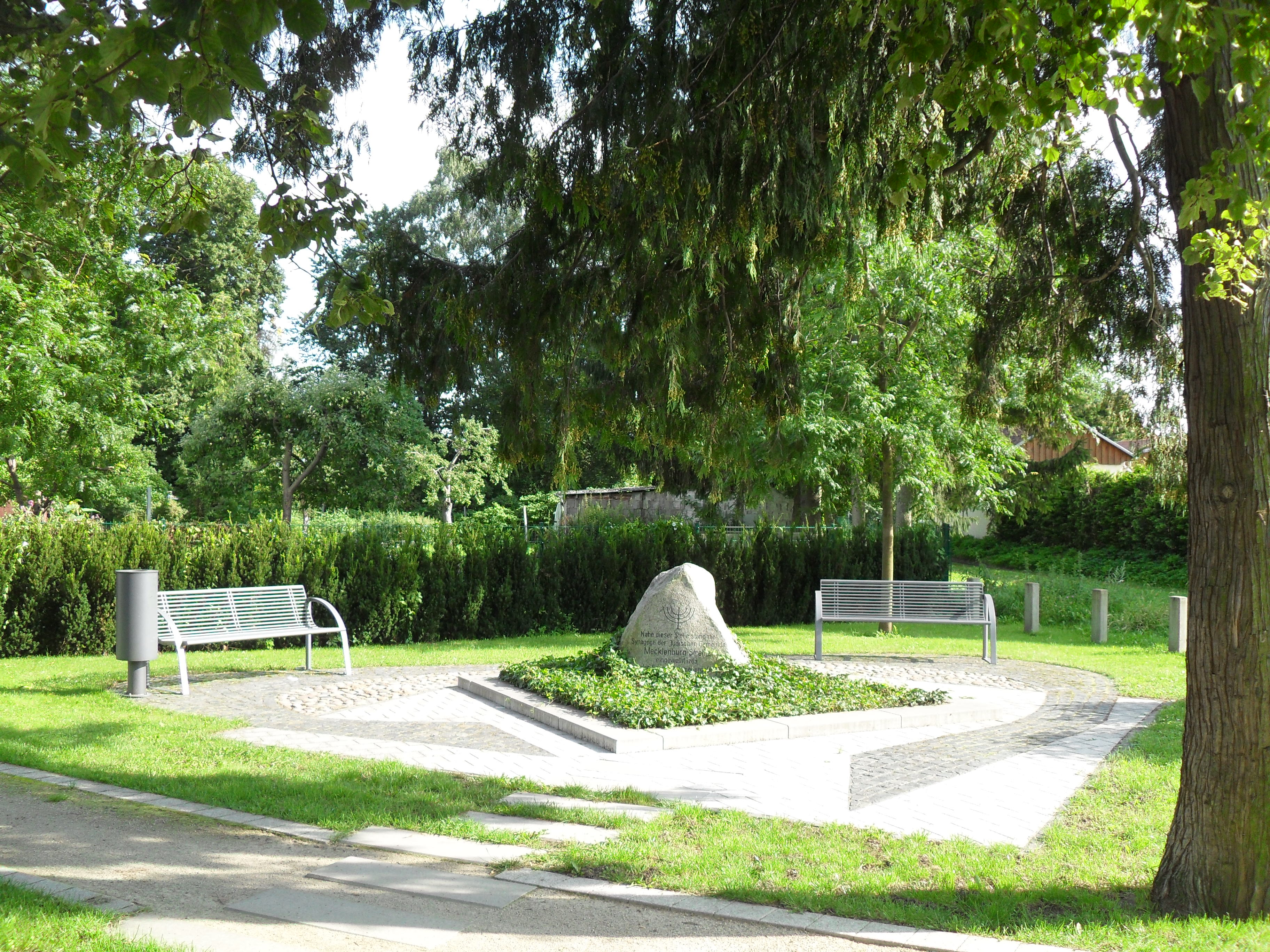
Gedächtnisstätte für die Altstrelitzer Juden, zur Erinnerung an die Synagoge und die nach der Reichspogromnacht deportierten Juden des Neustrelitzer Stadtteils

Mit der Machtergreifung der Nationalsozialisten begann im NS-Staat die Verfolgung der Juden – in Alt- und Neustrelitz lebten zu dieser Zeit noch 50 Angehörige des Judentums. Schon bald hingen an mehreren Geschäften in Altstrelitz Schilder mit der Aufschrift „Juden haben keinen Zutritt“ oder „Deutsche kauft nicht beim Juden“. An den Wochenenden marschierten Marschkolonnen der SA durch den Stadtteil und riefen wiederholt im Sprechchor „Deutschland erwache, Juden raus“. Der Antisemitismus in Neustrelitz wie auch in ganz Deutschland nahm für die Juden existenzbedrohliche Formen an. Die Juden – wer im Deutschen Reich ab 1935 als „Jude“ galt, definierte die Erste Verordnung zum Reichsbürgergesetz – waren nach Inkrafttreten der Nürnberger Gesetze (1935) zunehmender Diskriminierung und nationalsozialistischem Terror ausgesetzt. In den Frühstunden des 10. November 1938 – während der von den Nationalsozialisten organisierten Reichspogromnacht – wurde die Altstrelitzer Synagoge der Jüdischen Gemeinde in Brand gesetzt. Der Zeitzeuge und Heimatforscher Klaus Giese berichtete über die Hintergründe:

„Allmählich sickerte die Wahrheit über die Brandstiftung durch. Danach waren drei jugendliche NS-Fanatiker von der NSDAP-Leitung Neustrelitz angefeuert worden, in ihrem Heimatort Strelitz mit Unterstützung der SA ein Exempel der ‚Volksempörung‘ zu statuieren.“

Am Vormittag, aber auch noch am nächsten Tag, wurden auf Veranlassung der Gestapo von der Neustrelitzer Polizei elf jüdische Frauen und acht Männer verhaftet, in das Altstrelitzer Gefängnis gebracht und vorübergehend in „Schutzhaft“ genommen. Daraufhin setzte eine Auswanderungswelle ein. Mit dem 15. Oktober 1941 begann die systematische Deportation deutscher Juden in den Osten. Nur wer in „Mischehe“ lebte, blieb vorerst verschont. Ab 23. Oktober 1941 war allen Juden die Auswanderung aus Deutschland verwehrt. Am 12. November 1942 wurden die letzten 20 bis 24 jüdischen Einwohner – darunter auch Großstadtflüchtlinge – von Sammelpunkten in Alt- und Neustrelitz abgeholt und mit einem Eisenbahntransport in das KZ Theresienstadt gebracht. Hier und nach weiterer Deportation starben 85,85 % (36.848 Tote) der deportierten Deutschen. Die Ruine der Altstrelitzer Synagoge wurde abgerissen. Nur der Jüdische Friedhof blieb erhalten. Der Schriftsteller Helmut Sakowski äußerte in einem Zeitungsartikel:

„In ganz Mecklenburg haben kaum mehr als 5 Juden den Holocaust überlebt. Sie sind nicht imstande alle Friedhöfe zu pflegen.“

Am 29. April 1945 besetzte die Rote Armee Neustrelitz. Durch Brandstiftung wurden in der Nacht 29./30. April 1945 das Schloss Neustrelitz teilweise, das Theater, ein Pavillon auf dem Schlossplatz, das Alte Palais und das Kollegiengebäude ganz zerstört. Im Stadtteil Strelitz-Alt wurde die Bausubstanz durch Kampfhandlungen und Brandstiftung zu etwa 85 % zerstört. Der alte Stadtkern der früheren Stadt Strelitz wurde ein Opfer der Flammen. Mit Inkrafttreten der bedingungslosen Kapitulation der Wehrmacht am 8. Mai 1945 war der Zweite Weltkrieg in Europa beendet.

### Sowjetische Besatzung (1945–1949)
Nach der Niederlage im Zweiten Weltkrieg wurde Deutschland 1945 von den Alliierten in Besatzungszonen aufgeteilt; Mecklenburg gehörte von 1945 bis 1949 zur Sowjetischen Besatzungszone (SBZ), die von der Sowjetischen Militäradministration in Deutschland (SMAD) regiert wurde. Die SMAD etablierte zunächst handlungsfähige Gemeindeverwaltungen. Strelitz wurde so in den Jahren von 1945 bis 1946 für wenige Monate nochmals selbstständige Stadt.
Das vom sowjetischen NKWD genutzte Altstrelitzer Gefängnis kam am 7. August 1947 wieder in deutsche Hände und war bis zur Schließung 2001 Justizvollzugsanstalt (JVA).
In der Sowjetischen Besatzungszone wurden nach dem Zweiten Weltkrieg die Truppen der Gruppe der Sowjetischen Streitkräfte in Deutschland (GSSD) dauerhaft stationiert – insgesamt sollen es in Neustrelitz ca. 25.000 Personen gewesen sein. Neustrelitz war damit Standort der 16. Panzerdivision und Strelitz-Alt Standort des 66. Garde Fla Raketenregiments.
Nach der ergebnislosen Berliner Außenministerkonferenz (1954) über die Deutsche Frage erfolgte durch die Sowjetunion die ausdrückliche Anerkennung der DDR als souveräner Staat. Vertraglich wurde dies am 20. September 1955 geregelt. Die sowjetischen Truppen wurden aber nicht abgezogen, sondern verblieben als „Schutztruppen“ auf dem Staatsgebiet der DDR.
Erst im Zwei-plus-Vier-Vertrag wurde am 12. September 1990 zwischen den beiden deutschen Staaten und den Siegermächten des Zweiten Weltkrieges der Abzug der GSSD bis spätestens 1994 vereinbart. Im Jahre 1993 erfolgte der Abzug der sowjetischen Truppen aus Neustrelitz.
Marktplatz mit dem Sowjetischen Ehrenmal

Link zum Bild

In der Mitte des Neustrelitzer Marktplatzes erinnerte bis 1995 das weithin sichtbare, von einem Soldatenstandbild gekrönte Sowjetische Ehrenmal an die im Zweiten Weltkrieg gefallenen Sowjetsoldaten. Die Demontage erfolgte am 22. Mai 1995, nach Abzug der sowjetischen Truppen aus Neustrelitz (1993). Das knapp 3,5 Meter hohe und rund fünf Tonnen schwere Soldatenstandbild kam zunächst in das Depot des städtischen Bauhofes in Neustrelitz-Kiefernheide; die umgebenden Soldatengräber wurden in den 1852 angelegten Englischen Garten – einen irrtümlich auch als „Prinzengarten“ bezeichneten abgegrenzten Bereich des Neustrelitzer Schlossparks – nahe dem Theater umgebettet. Das Soldatenstandbild erlebt nun an anderer Stelle eine Renaissance. Es wurde auf dem Gelände einer ehemaligen Kaserne der Roten Armee an der Domjüch aufgestellt und dem Verein zur Erhaltung der Domjüch – ehemalige Landesirrenanstalt e. V. von der Stadt Neustrelitz als Dauerleihgabe überlassen. Der restaurierungsbedürftige Soldat steht nun ohne Sockel, aber auf einem Fundament verankert, auf dem Vereinsgelände.

### DDR-Zeit (1949–1990)
Blick in die DDR-Zeit

Link zum Bild

Das Neustrelitzer Residenzschloss der Herzöge von Mecklenburg-Strelitz war in der Nacht 29./30. April 1945 durch einen Großbrand zerstört worden. Es blieben nur einige Umfassungsmauern übrig, die bis 1950 in mehreren Abschnitten gesprengt und abgetragen wurden. Einige noch vorhandene Keller dienten der Kreisverwaltung als Lager. Das Land Mecklenburg-Vorpommern beabsichtigt, diese einsturzgefährdeten Räume mit Sand zu verfüllen.
Am 1. Juli 1950 wurden die bis dahin eigenständigen Gemeinden Landshagen und Prälank nach Neustrelitz eingemeindet. Bis in die 1970er Jahre hinein blieb Neustrelitz Sitz verschiedener Behörden des 1952 gebildeten Bezirkes Neubrandenburg. Von 1952 bis 1990 war Neustrelitz Kreisstadt des Kreises Neustrelitz im vorgenannten Bezirk. Am 17. Mai 1990 wurde aus dem Kreis der Landkreis Neustrelitz.
Mit der Großwohnsiedlung Kiefernheide wurden über 2650 Wohnungen zumeist in Plattenbauweise für rund 7000 Menschen geschaffen. Zudem entstand innerhalb der Stadt in nördlicher Richtung am Rande eines großen ehemaligen Kasernenkomplexes das Wohngebiet Dr.-Schwentner-Straße mit circa 630 Wohnungen. Seit Herbst 1989 sank die Einwohnerzahl der Stadt um rund 5000 Personen – das sind etwa 25 Prozent der Gesamteinwohnerzahl.

### Nach der Wiedervereinigung

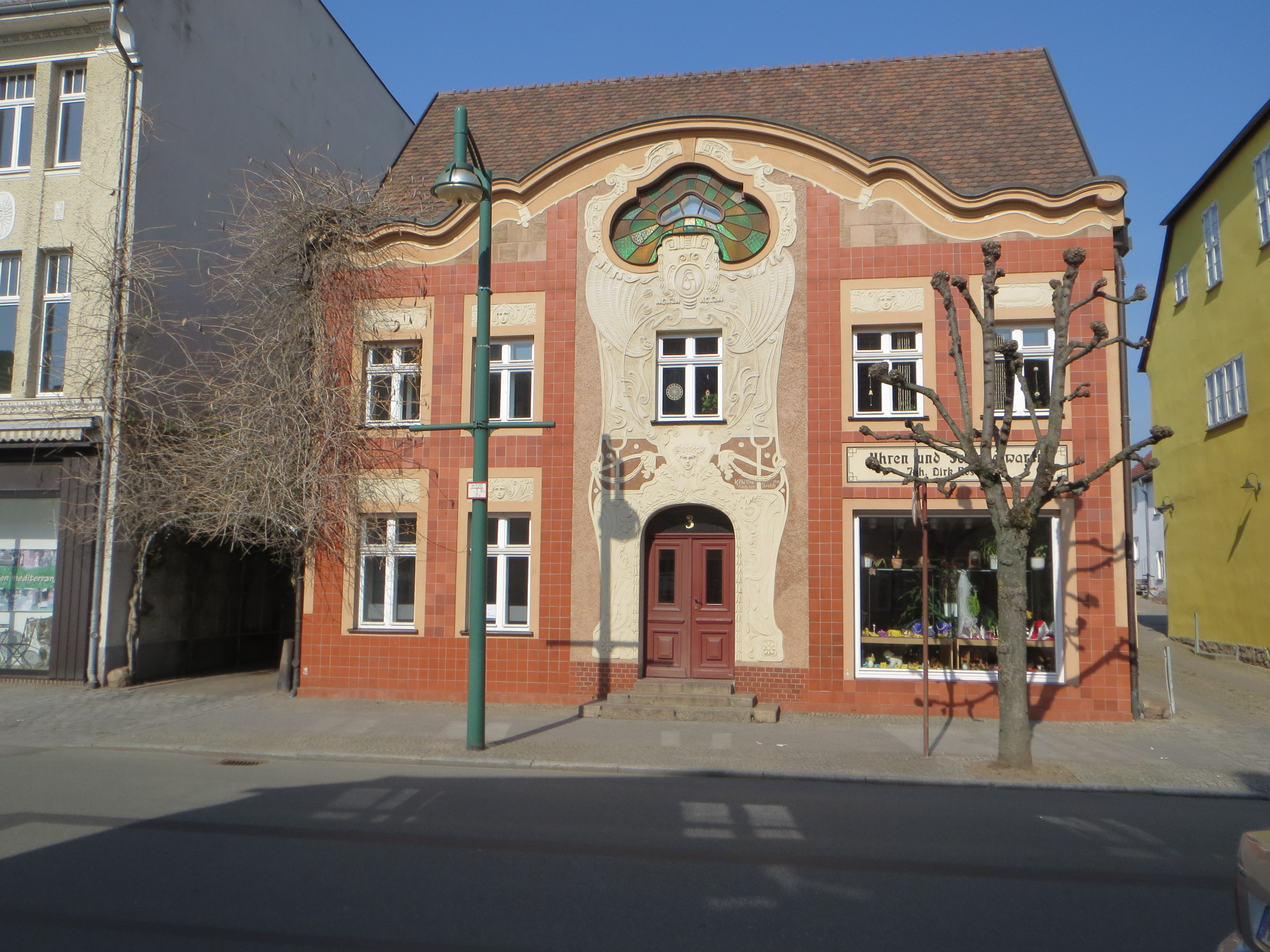
Viele Baudenkmale der Stadt konnten durch Städtebauförderung und Engagement der Bürger saniert werden (Jugendstilfassade Glambecker Straße 3).

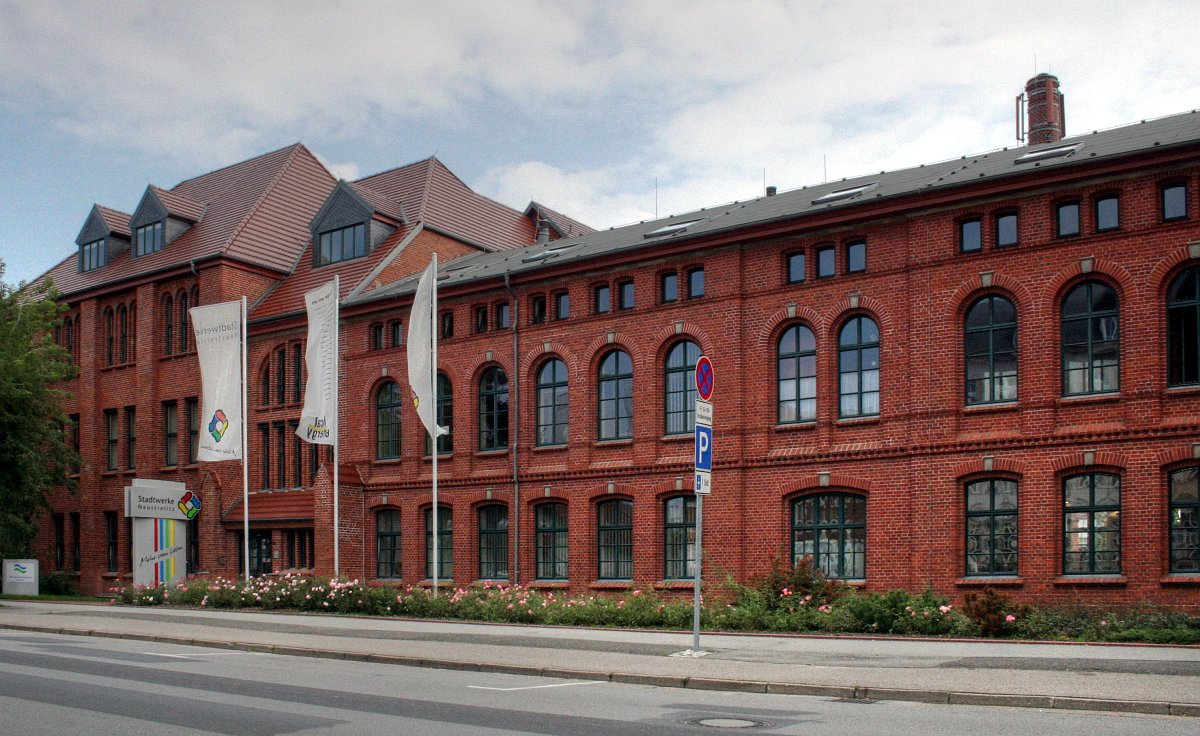
Gebäude des ehemaligen Technikums in Strelitz-Alt

Nach der deutschen Wiedervereinigung am 3. Oktober 1990 wurden gemäß Art. 1 Einigungsvertrag die im Ländereinführungsgesetz vorgesehenen fünf neuen Bundesländer gebildet. Neustrelitz kam zum Bundesland Mecklenburg-Vorpommern. Bis 1994 war Neustrelitz Kreisstadt des Landkreises Neustrelitz, der 1994 zum Landkreis Mecklenburg-Strelitz wurde. Seit der Kreisgebietsreform Mecklenburg-Vorpommern 2011 gehört sie zum Landkreis Mecklenburgische Seenplatte mit Sitz in der ehemaligen Bezirkshauptstadt Neubrandenburg.
In der Wirtschaftsstruktur von Neustrelitz gab es nach 1990 gravierende Veränderungen. Aber auch die Infrastruktur der Stadt war von Veränderungen betroffen. Einige Schulen, wie z. B. die VII. Oberschule „Jawaharlal Nehru“ und die „Schule der sowjetischen Garnison“, mussten wegen Schülerrückgangs geschlossen werden; die Gebäude wurden später abgerissen.
Im Altstrelitzer Technikum – offiziell Ingenieurschule für Bauwesen Neustrelitz genannt – wurden von 1875 bis 1991 Bauingenieure ausgebildet. In der Folge der Fachhochschule Neubrandenburg angegliedert, erfolgte später von dort die Weiterverlegung zur Hochschule Wismar. Heute ist das denkmalgeschützte Gebäude Sitz der Stadtwerke Neustrelitz.
Das Altstrelitzer Gefängnis wurde 2001 in die Justizvollzugsanstalt Neustrelitz umgewandelt, in der Jugendliche und junge Erwachsene inhaftiert sind.
Seit 1991 werden im Rahmen der Städtebauförderung große Teile des historischen Stadtkerns der nach dem Bau des Glieneker Schlosses sternförmig angelegten früheren Residenzstadt saniert. Restauriert wurden auch die Orangerie und die Schlosskirche. Das Wohnumfeld im Stadtteil Kiefernheide wird seit 1993 verbessert und durch einen Stadtumbau seit 2000 neu strukturiert. Gänzlich neue Wohnsiedlungen entstanden infolge von staatlich gefördertem Eigenheimbau nach 1990 unter anderem zwischen Schlangenallee und Wesenberger Chaussee (Wohngebiet Kalkhorst), auf den ehemals landwirtschaftlich genutzten Flächen zwischen der Woldegker Chaussee und Strelitz-Alt (Wohngebiet Woldegker Chaussee), in Zierke, am Heinrich-Schliemann-Weg und am Sandberg. Zwischen 1991 und 2019 förderten Land, Bund und Stadt die Restaurierung des Stadtzentrums mit insgesamt rund 111 Millionen Euro.
Der Tourismus hat nach 1990 deutlich zugenommen. Der Neustrelitzer Stadthafen bietet – nach dem Umbau des Hafens zum Wasserwanderrastplatz mit Hafenmeisterei – Liegeplätze für Boote, einen Reisemobilstellplatz, eine Anlegestelle für Ausflugsschiffe und gut ausgebaute Gastronomie direkt am Hafen oder in unmittelbarer Nähe am angrenzenden Zierker See. Auch das Bau- und Kulturerbe der Stadt lockt Besucher, vor allem der Schlosspark und die historische Altstadt.
Seit 2019 wird gemäß einer Vereinbarung mit dem Land Mecklenburg-Vorpommern das Schlossbergareal entwickelt.
Vom 11. bis 13. Oktober 2022 verlegte der Bundespräsident Frank-Walter Steinmeier im Rahmen seines Programms „Ortszeit“ seinen Amtssitz für drei Tage nach Neustrelitz. Am 13. Oktober 2022 wurde dabei auf dem Marktplatz der slowenische Staatspräsident Borut Pahor mit militärischen Ehren empfangen.

### Randnotizen zur Stadtgeschichte
Im Jahre 1787 fand in Neustrelitz die erste Volkszählung statt: In 317 Häusern wohnten damals 2873 Menschen. Im Jahre 1732 wurde die erste Windmühle auf dem Sandberg und 1746 eine Windmühle „vor dem Zierker Tor“ gebaut. Im Jahre 1792 folgten zwei weitere auf dem Mühlenberg in Höhe der heutigen Mühlenstraße.

## Bevölkerung
| Jahr | Einwohner |
| ---- | --------- |
| 1875 | 8.525     |
| 1880 | 9.407     |
| 1890 | 9.481     |
| 1925 | 12.260    |
| 1933 | 19.226    |
| 1939 | 23.807    |
| 1950 | 26.780    |
| 1971 | 27.806    |
| 1981 | 27.047    |

| Jahr | Einwohner |
| ---- | --------- |
| 1990 | 26.586    |
| 1995 | 24.471    |
| 2000 | 23.333    |
| 2005 | 22.271    |
| 2010 | 21.207    |
| 2015 | 20.504    |
| 2020 | 20.151    |

| Jahr | Einwohner |
| ---- | --------- |
| 2021 | 20.103    |
| 2022 | 20.340    |
| 2023 | 20.385    |

ab 1990: Stand: 31. Dezember des jeweiligen Jahres

## Politik

### Stadtvertretung
Die Stadtvertretung von Neustrelitz besteht aus 29 Mitgliedern. Die Kommunalwahl am 9. Juni 2024 führte bei einer Wahlbeteiligung von 60,2 % zu folgendem Ergebnis:
| Partei / Wählergruppe                                            | Stimmenanteil 2019 | Sitze 2019 |  | Stimmenanteil 2024 | Sitze 2024 |
| ---------------------------------------------------------------- | ------------------ | ---------- |  | ------------------ | ---------- |
| CDU                                                              | 23,1 %             | 7          |  | 28,3 %             | 8          |
| AfD                                                              | 14,6 %             | 4          |  | 25,2 %             | 7          |
| SPD                                                              | 21,8 %             | 7          |  | 17,9 %             | 5          |
| Parteiunabhängige Liste Strelitzer Bürgerinnen und Bürger (PuLS) | 04,4 %             | 1          |  | 08,4 %             | 3          |
| Die Linke                                                        | 16,2 %             | 5          |  | 08,3 %             | 3          |
| Bündnis 90/Die Grünen                                            | 09,8 %             | 3          |  | 04,8 %             | 1          |
| Einzelbewerberin Daniela Preuß                                   | –                  | –          |  | 02,3 %             | 1          |
| FDP                                                              | 07,9 %             | 2          |  | 02,1 %             | 1          |
| Einzelbewerber Guido Dörband                                     | –                  | –          |  | 01,0 %             | –          |
| Einzelbewerber Robert Behrendt                                   | –                  | –          |  | 01,0 %             | –          |
| Einzelbewerber Norbert Böhs                                      | 00,8 %             | –          |  | 00,6 %             | –          |
| Einzelbewerber Nico Kosche                                       | 00,8 %             | –          |  | –                  | –          |
| Einzelbewerber Dirk Pagelow                                      | 00,5 %             | –          |  | –                  | –          |
| Insgesamt                                                        | 100 %              | 29         |  | 100 %              | 29         |

### Bürgermeister
Neustrelitz hatte, wie viele andere mecklenburgische Städte, in der Frühzeit zeitgleich mehrere Bürgermeister, die jedoch wegen der bis zum Ende der Monarchie (1918) fehlenden Kommunalautonomie der Stadt (groß-)herzogliche Beamte und von den Landesherrn berufen waren. Zwischen 1933 und 1946 war die Amtsbezeichnung des Stadtoberhaupts Oberbürgermeister, gewöhnlich wurden dessen Stellvertreter dann als Bürgermeister bezeichnet.
- vor 1756 Detloff Barnekow
- 1757–1798 Heinrich Friedrich Strübing
- 1759–1782 Johann Christoph Eggers
- um 1780 Johann Christian Wilhelm Verpoorten
- um 1794 Franz Bartholdi
- um 1805 Johann Friedrich Theodor Rahne
- 1812–1837 Johann Steinfeld
- 1837–1881 Eduard Fischer
- 1881–1891 Hermann Buttel
- 1892–1919 Ewald Wohlfahrt
- 1920–1933 Otto Heipertz
- 193300000 Lüder (kommissarisch)
- 193300000 Ernst Retzlaff (kommissarisch)
- 1933–1945 Fritz Heyden, Oberbürgermeister
- 194500000 Paul Bruse, Oberbürgermeister (?)
- 194500000 Alexander Graf Stenbock-Fermor, Oberbürgermeister (?)
- 1945–1946 Rudolf Büttner, Oberbürgermeister
- 1946–1949 Adolf Wagner
- 1950–1951 Fritz Dobath
- 1951–1952 Heinz Michael
- 1952–1954 Charlotte Hellwig
- 1955–1956 Marianne Hahn
- 1956–1957 Fritz Grduzak
- 1957–1960 Hermann Wichmann
- 1960–1967 Dieter Reinhardt
- 1967–1969 Peter Lössmann
- 1969–1978 Edith Böttcher
- 1978–1990 Dieter Franke
- 1990–1994 Georg Huschke
- 1994–2003 Rainer Günther
- 2003–0000 Andreas Grund

Im Jahr 2003 wurde Andreas Grund (parteilos) für eine Amtszeit von neun Jahren zum Bürgermeister gewählt. 2012 wurde er mit 67,1 Prozent der gültigen Stimmen, in der Stichwahl am 2. Mai 2021 mit 54,3 % in seinem Amt bestätigt. Seine Amtszeit beträgt seitdem sieben Jahre.

### Wappen

Neustrelitzer Wappen

| | Blasonierung: „Gespalten; vorn in Rot ein aus einer silbernen Wolke am Spalt hervorgehender silberner rechter Frauenarm, bekleidet mit einem Puffärmel nebst Schleife, zwischen Daumen und Zeigefingerin einen diamantenbesetzten goldenen Ring haltend; hinten in Gold ein hersehender, golden gekrönter schwarzer Stierkopf mit aufgerissenem Maul, silbernen Zähnen, ausgeschlagener roter Zunge, in sieben Spitzen abgerissenem Halsfell und mit silbernen Hörnern.“ |
| Wappenbegründung: Das wohl 1794 vom regierenden Herzog von Mecklenburg-Strelitz zusammen mit dem Siegel des Magistrats in der Residenzstadt Neustrelitz verliehene Wappen vereint zwei Herrschaftszeichen. Mit dem Stargarder Arm soll auf die Zugehörigkeit der Stadt zur ehemaligen Herrschaft Stargard hingedeutet, mit dem Stierkopf als kleines landesherrliches Symbol des mecklenburgischen Herrscherhauses auf den Landesherrn als Gründer der einstigen Residenzstadt verwiesen werden. Das Wappen wurde nach 1990 neu gezeichnet und unter der Nr. 216 der Wappenrolle des Landes Mecklenburg-Vorpommern registriert. | |

### Dienstsiegel
Das Dienstsiegel zeigt das Stadtwappen mit der Umschrift „RESIDENZSTADT NEUSTRELITZ“.

### Partnerstädte
- Die älteste Partnerbeziehung besteht seit 1963 mit der finnischen Stadt Rovaniemi.
- Seit 1987 bestehen partnerschaftliche Beziehungen zu der polnischen Stadt Szczecinek (deutsch Neustettin).
- Im Jahre 1988, noch vor dem Zusammenbruch der DDR, wurde eine Städtepartnerschaft mit der Stadt Schwäbisch Hall in Baden-Württemberg geschlossen.
- Aus Anlass des Abzuges der Gruppe der Sowjetischen Streitkräfte in Deutschland folgte 1993 ein Freundschaftsvertrag mit der russischen Stadt Tschaikowski.[70]

## Sehenswürdigkeiten, Kultur und Freizeit

### Bauwerke
Der historische Stadtkern von Neustrelitz mit vielen Baudenkmalen ist weitgehend erhalten. Das frühere Neustrelitzer Residenzschloss fiel 1945 in Folge von Brandstiftung den Flammen zum Opfer. Die Ruine wurde anschließend abgerissen und das Schloss bisher nicht wieder aufgebaut. Dem Land Mecklenburg-Vorpommern gehören die Orangerie (Neustrelitz), das Landestheater Neustrelitz, der Schlosspark Neustrelitz und mehrere andere denkmalgeschützte Gebäude der Stadt.

#### Marktplatz

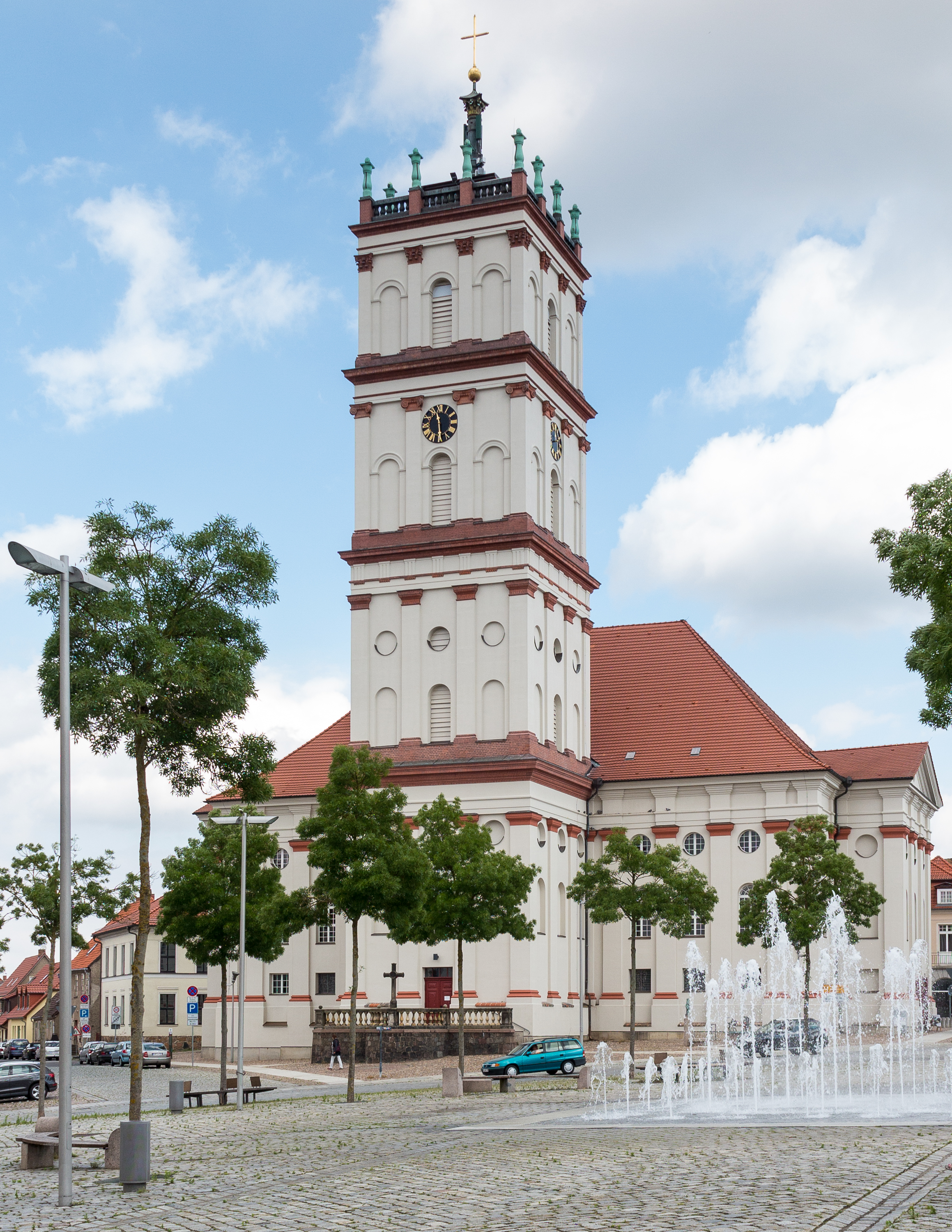
Stadtkirche Neustrelitz

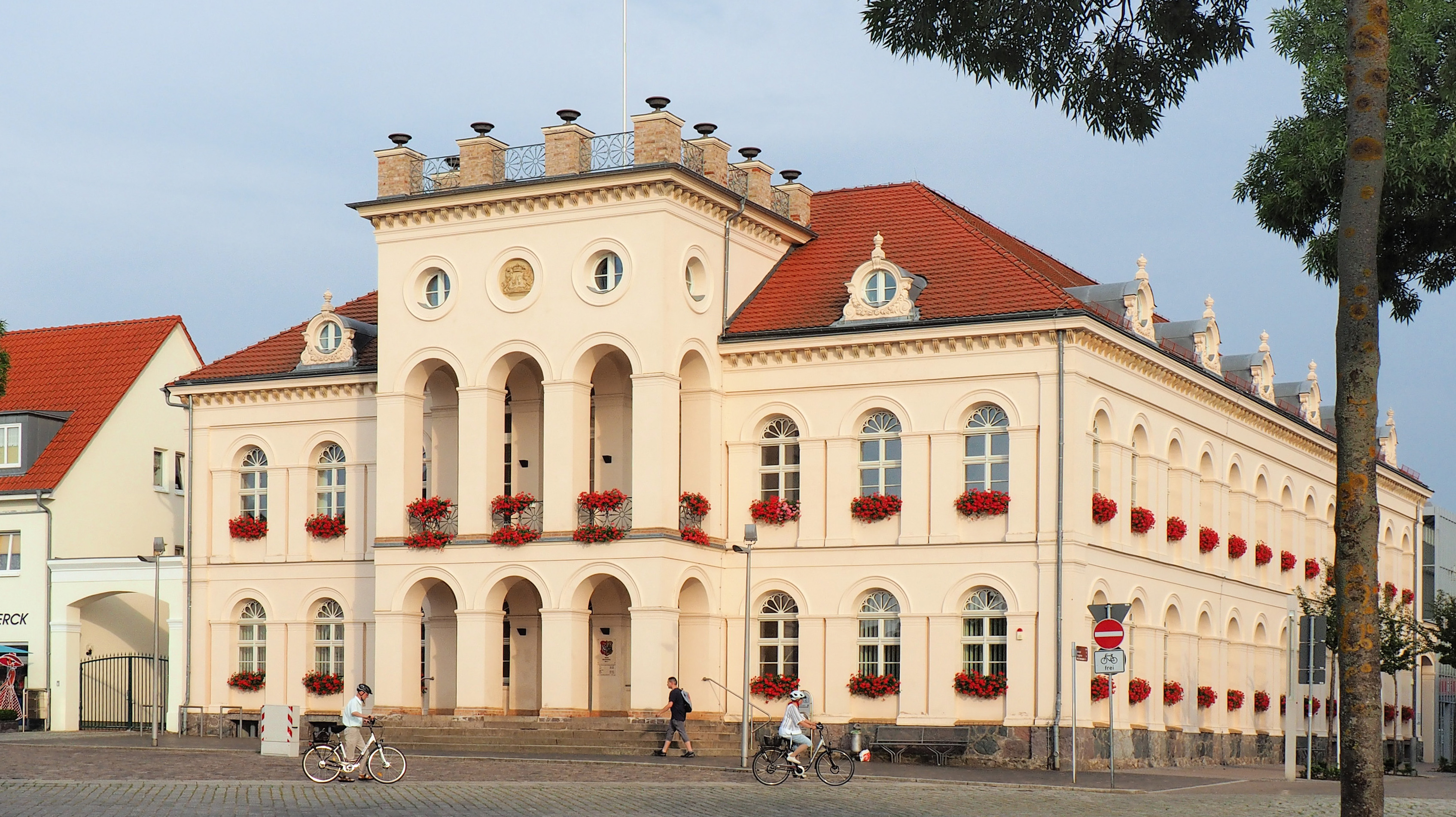
Rathaus Neustrelitz

Neustrelitz wurde als Planstadt im Stil des Barock mit dem Neustrelitzer Marktplatz als Zentrum nahe dem bereits zuvor erbauten Residenzschloss des regierenden Herzogs angelegt, von dem quadratischen Platz führen acht Straßen sternförmig in alle Himmelsrichtungen.
Im Jahre 1866 wurde in der Mitte des Marktplatzes, ein von einem Rondell umgebenes Denkmal für Großherzog Georg errichtet, der Mecklenburg-Strelitz von 1816 bis 1860 regiert hatte.
Das Großherzog-Georg-Denkmal wurde während der DDR-Zeit im Jahr 1956 abgebaut und das Bronzestandbild des Großherzogs eingelagert; der Granitsockel wurde zerstört. In der Marktplatzmitte wurde nun das Sowjetische Ehrenmal und ein Soldatenfriedhof für im Krieg gefallene Sowjetsoldaten angelegt. Nach der Deutschen Wiedervereinigung und dem Abzug der Gruppe der Sowjetischen Streitkräfte in Deutschland wurde das Sowjetische Ehrenmal im Mai 1995 abgerissen und die auf dem umgebenden Soldatenfriedhof bestatteten Soldaten der Roten Armee in ein früher als „Englischer Garten“ bezeichnetes Areal des Neustrelitzer Schlossparks umgebettet. Erst 1989 konnte das Bronzestandbild Großherzog Georgs auf dem ehem. Paradeplatz, dem heutigen Wilhelm-Buttel-Platz, auf einem neuen Sandsteinsockel wieder aufgestellt werden.
In den Jahren 2003 und 2004 wurden alle alten Bäume auf dem Neustrelitzer Marktplatz – trotz des Protestes vieler Neustrelitzer – gefällt, die Sträucher beseitigt und die Mitte des Marktplatzes nach einem vorangegangenen Architekturwettbewerb neu gestaltet. Die Marktmitte wurde durchgehend gepflastert, neue Bäume wurden gesetzt und Bänke aufgestellt. In der Mitte des Marktes erfreuen nun im Sommer Wasserspiele die Kinder von Einwohnern und Besuchern der Stadt. Die neu gesetzten Eschen kümmerten jedoch in den Jahren bis 2025 vor sich hin. Durch die Vergrößerung der Baumscheiben, das Fällen kranker Bäumen und Neupflanzungen soll sich dieser Zustand ab Herbst 2025 ändern. Von der Vergrößerung der Baumscheiben verspricht sich die Stadtverwaltung bessere Wachstums-Bedingungen für die verbleibenden und neu gepflanzten Bäume.
Mit dem Bau des am Marktplatz gelegenen Neustrelitzer Rathauses wurde 1841 begonnen. Die Pläne für den Bau erstellte der Mecklenburg-Strelitzer Landesbaumeister Friedrich Wilhelm Buttel – ein Schüler des Architekten Karl Friedrich Schinkel und des Bildhauers Johann Gottfried Schadow. Der Vorgängerbau war ein als Fachwerkbau errichtetes „Stadt- und Rathaus“ mit Mansarddach und einem Fachwerkturm. Der Neubau ist ein zweigeschossiger massiver Putzbau im Stil der Renaissance – ein Gegenstück zur gegenüberliegenden Stadtkirche, deren Turm ebenfalls Buttels Werk ist (1828–1831).
Die Stadtkirche Neustrelitz wurde nach Plänen des Hofarztes Johann Christian Wilhelm Verpoorten als rechteckige Saalkirche (20 × 37 m) in Backstein mit umlaufenden Emporen errichtet. Zu den Emporen führen Treppenhäuser, die die Vorbauten aufnehmen. Ein nach allen Seiten abgewalmtes, steil aufragendes Ziegeldach fasst den rechteckigen Bau zusammen. Die Grundsteinlegung erfolgte am 29. Juli 1768, die Weihe als „Stadtkirche“ am 5. November 1778. 2015 wurde die Außensanierung der Stadtkirche nach zweijähriger Bauzeit abgeschlossen.

#### Residenzviertel

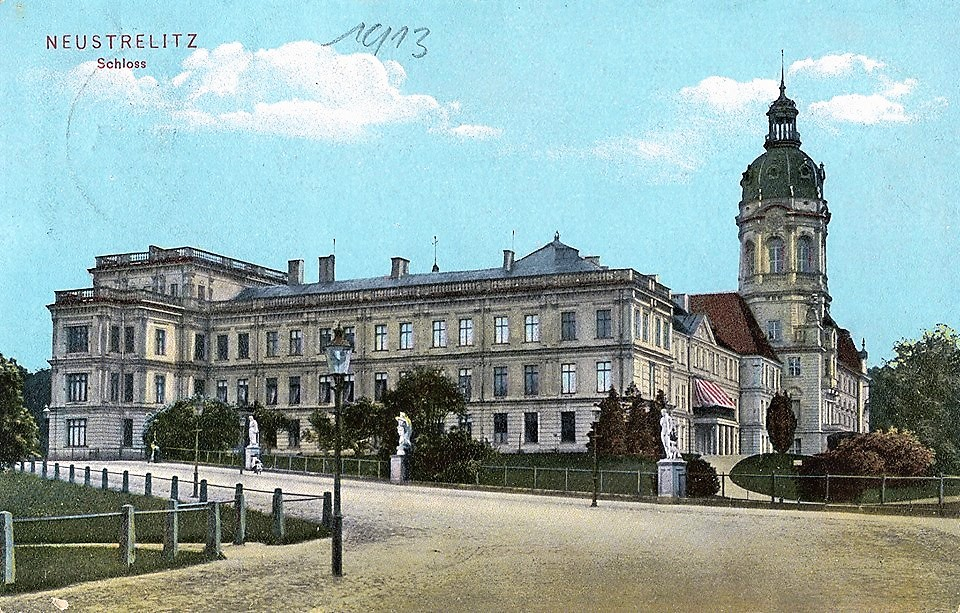
Neustrelitzer Residenzschloss um 1913 (1945 zerstört)

Das Neustrelitzer Residenzschloss war als fürstliches Barockschloss für den regierenden mecklenburgischen Herzog Adolf Friedrich III. zwischen 1726 und 1731 unter Leitung von Julius Löwe errichtet worden, nachdem dessen altes Wasserschloss in Strelitz 1712 abgebrannt war. In der folgenden Zeit wurde es mehrmals umgebaut. Entscheidend erweitert wurde es zwischen 1905 und 1909. Der weithin sichtbare neuerbaute Schlossturm, der den alten mit dem neu erbauten Teil des Schlosses verband, bestimmte danach maßgeblich die Silhouette des Schlosses. Nach 1918 wurde das einstige Residenzschloss mecklenburgischer Herzöge und Großherzöge Sitz des Landtags des Freistaates Mecklenburg-Strelitz. In den letzten Kriegstagen des Zweiten Weltkrieges wurde das Neustrelitzer Residenzschloss durch Feuer zerstört, die Ruine wurde 1949 gesprengt und bis 1950 komplett abgetragen. Nur die Kellergewölbe blieben erhalten.
Der Grundriss des einstigen Baus auf dem Schlossberg am Rande des Stadtzentrums wurden nach 1991 markiert. Die Stadt Neustrelitz und das Land Mecklenburg-Vorpommern vereinbarten 2019, das Schlossareal wieder zu entwickeln. Zunächst soll der am Ende des Zweiten Weltkrieges zerstörte, 51 m hohe Schlossturm seinem früheren Äußeren entsprechend wieder aufgebaut werden. Nach Beräumung der noch erhaltenen, denkmalgeschützten Kellerräume des Schlosses sollen diese mit einer begehbaren Betondecke überspannt und begehbar gemacht werden.
Im Residenzviertel blieben verschiedene Gebäude erhalten und wurden inzwischen restauriert. Zu diesen gehören:
- Die Schlosskirche wurde von 1855 bis 1859 von Friedrich Wilhelm Buttel als kreuzförmige und einschiffige Basilika im Stil der Neugotik unter Verwendung von gelben Backsteinen errichtet.[78] Die Figuren der vier Evangelisten am Hauptportal ebenso wie die Fensterrose dazwischen schuf der Bildhauer Albert Wolff.[78] Im Innenraum der Kirche ist die Holzdecke sehenswert.[78] Von der früheren Inneneinrichtung blieben nur Reste der Grüneberg-Orgel aus dem Jahr 1859 erhalten. Die evangelisch-lutherische Kirchgemeinde gab 1982 die Schlosskirche als Andachtsstätte auf.[79] Nach grundlegender Sanierung 2001 bietet das Gebäude jetzt als Plastikgalerie Schlosskirche Raum für Ausstellungen figürlicher Bildhauerei.

- Das Georgsdenkmal, gewidmet Georg von Mecklenburg – von 1816 bis 1860 Großherzog von Mecklenburg im Landesteil Mecklenburg-Strelitz – stand bis 1956 auf dem Neustrelitzer Marktplatz. Nach zwischenzeitlicher Einlagerung in einer Scheune auf dem Grundstück des früheren herzöglichen Forstministeriums in Altstrelitz wurde es nach der politischen Wende in Ostdeutschland in der Mitte des früher als Exerzierplatz für Apelle des herzöglichen Militärs genutzten Friedrich-Wilhelm-Buttel-Platzes aufgestellt.
- Das klassizistische Kavaliershaus wurde im Bereich des ehem. Schlosshofes, zwischen 1726 und 1731 von Julius Löwe erbaut und durch F. W. Buttel 1828 mit einem Obergeschoss versehen. 2012/13 wurde das Gebäude restauriert und für die Nutzung durch das Straßenbauamt Neustrelitz umgebaut.

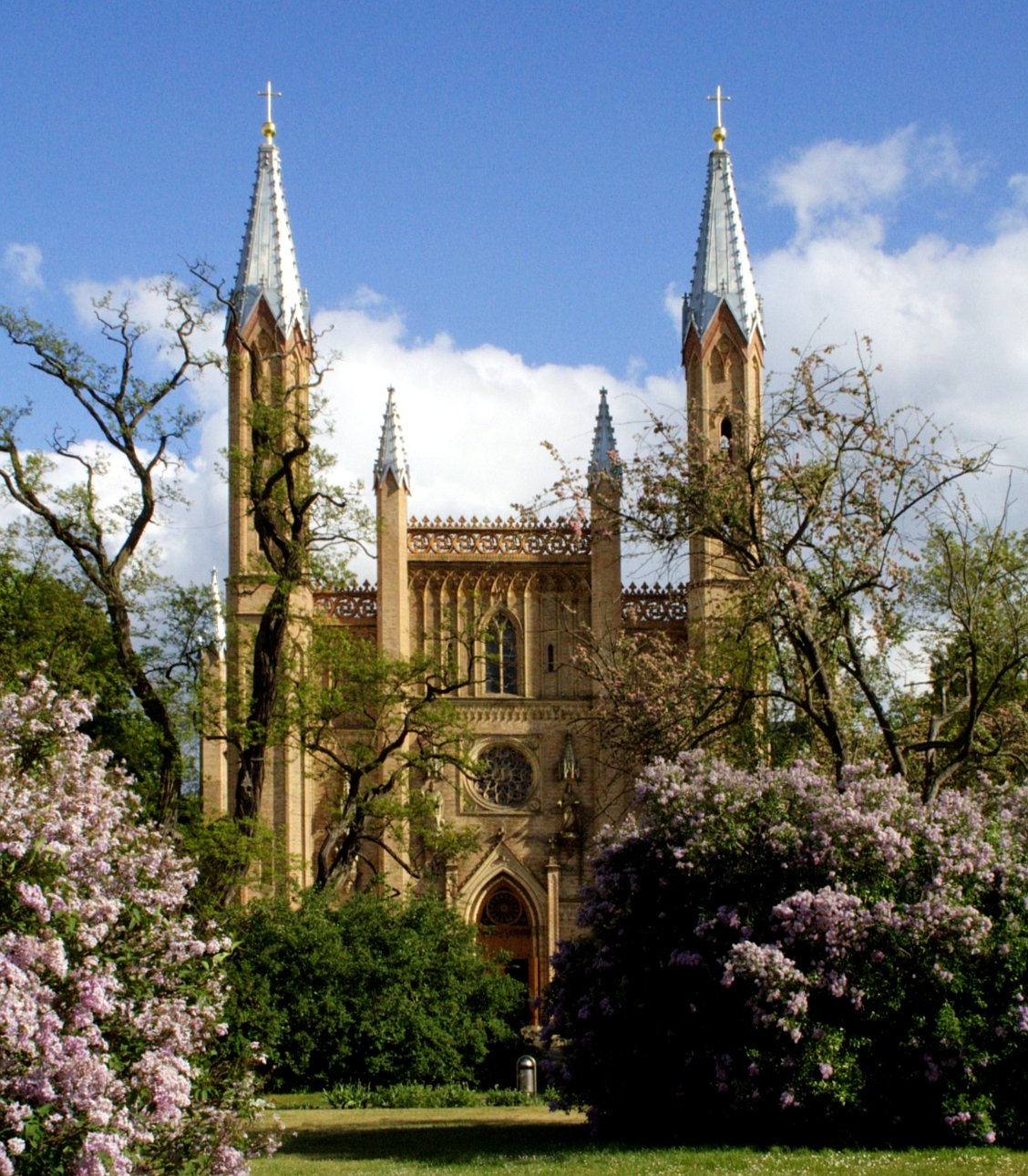
Die Schlosskirche
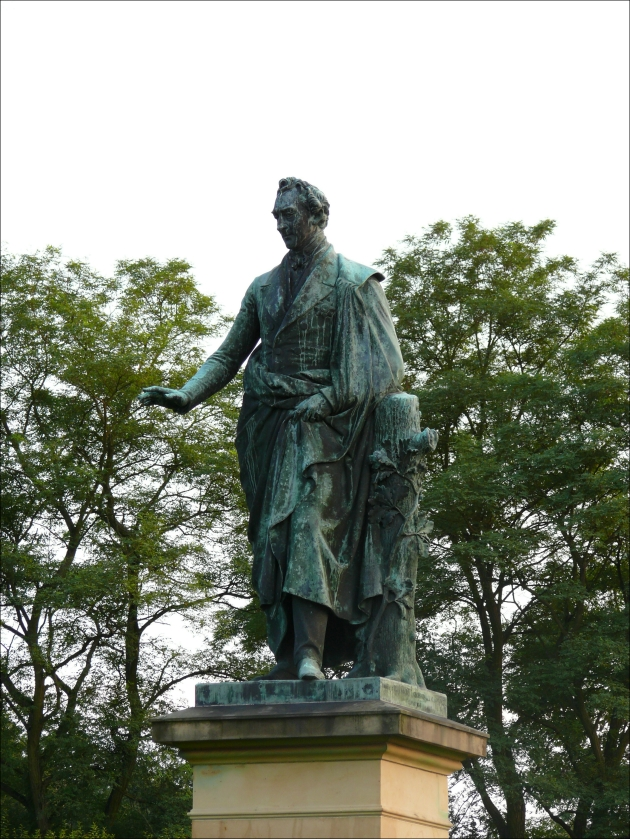
Das Georgsdenkmal vor der Schlosskirche
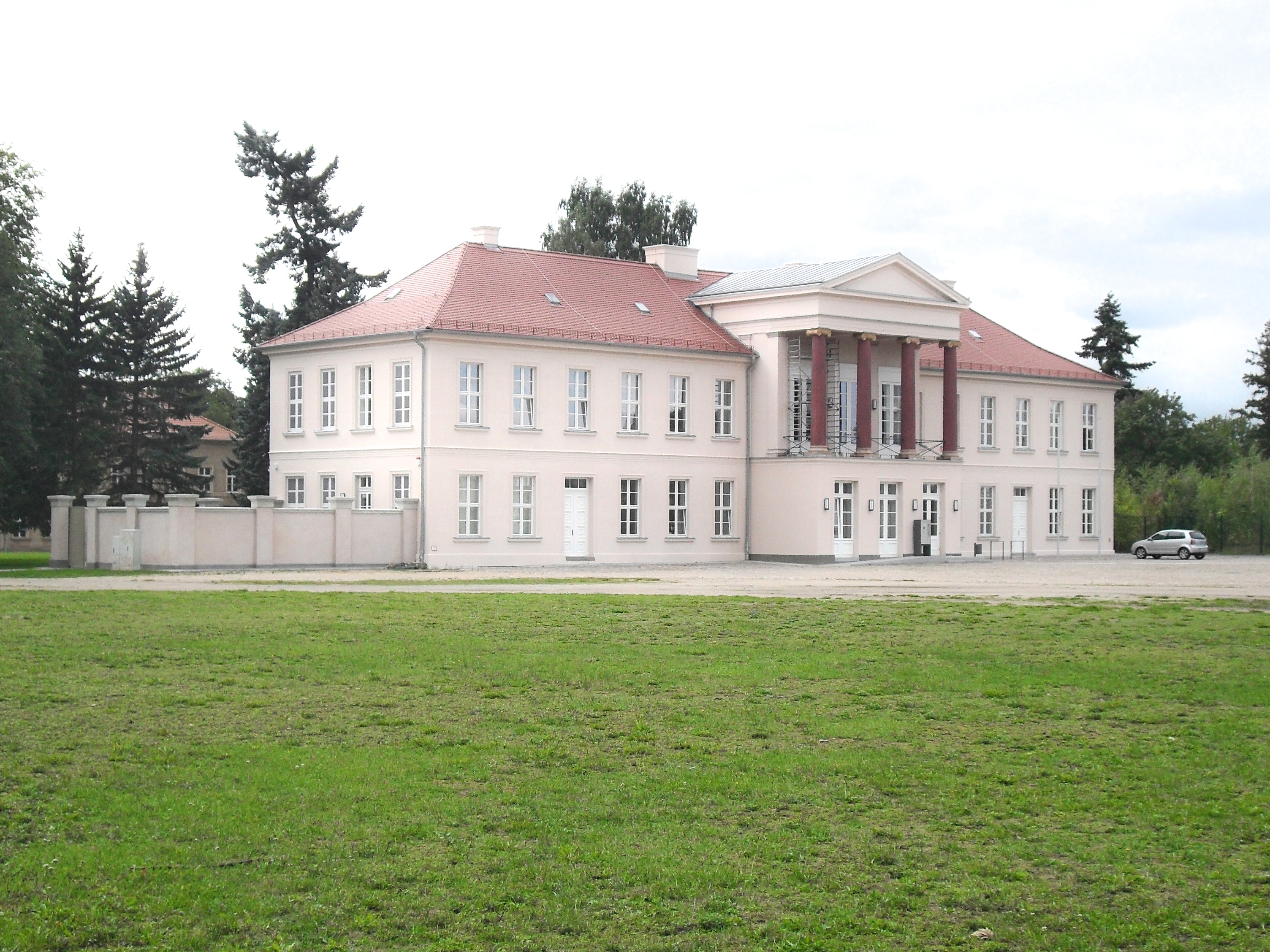
Das Kavaliershaus

- Die Neustrelitzer Orangerie wurde 1755 als Winterquartier für tropische Pflanzen am Rande des Schlossparks errichtet.[78] Friedrich Wilhelm Buttel baute den eingeschossigen Bau unterstützt von Christian Daniel Rauch und Karl Friedrich Schinkel von 1840 bis 1842 zu einem der schönsten Gartensalons Norddeutschlands um.[78] Die drei großen Säle im Inneren wurden dabei beibehalten und in den Landesfarben Rot, Blau und Gelb gestaltet, wobei die Deckenmalereien und Arabesken im pompejanischen Stil gehalten wurden.[78] Rundbogennischen und Konsolen mit zahlreichen antiken Plastiken und Reliefs klassizistischer Bildhauer wie Christian Daniel Rauch und Bertel Thorvaldsen schaffen eine repräsentative Raumwirkung. Im Gartens der Orangerie wurde eine Kopie der Bronzeplastik Der betende Knabe (Original: Staatl. Museum Berlin) auf einer korinthischen Säule in der Mitte aufgestellt und der Kinderbrunnen von Albert Wolff vor der breiten Eingangsterrasse platziert.[78] Die gut erhaltenen Innenräumen werden als Restaurant und für Veranstaltungen genutzt.
- Das Hobe-Haus gegenüber dem Landestheater, auch „Weißes Herrenhaus“ genannt, wurde 1740 erbaut. Im Festsaal befindet sich das Standesamt der Stadt.
- Das Marienpalais an der Ecke Tiergartenstraße/Hertelstraße wurde zwischen 1850 und 1870 in zwei Bauetappen in den Formen der Berliner Bauschule (Schinkel–Nachfolge) erbaut.[80][81] 1874 war das Palais Wohnsitz von Großherzogin-Witwe Marie, der Witwe des 1860 verstorbenen Großherzogs Georg.[78] Ab April 1950 beherbergte das ehem. Palais die Erweiterte Oberschule Clara Zetkin. Von 1997 bis 2009 leerstehend, wurde das Gebäude teilweise vom Landestheater genutzt. Nach der Teilung in mehrere Wohneinheiten dient das ehemalige Palais heute wieder als Wohnhaus.

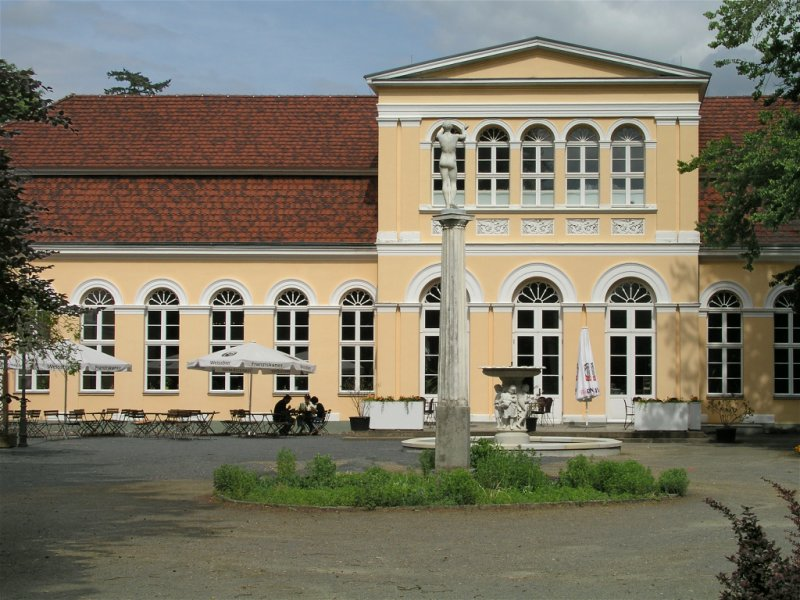
Orangerie
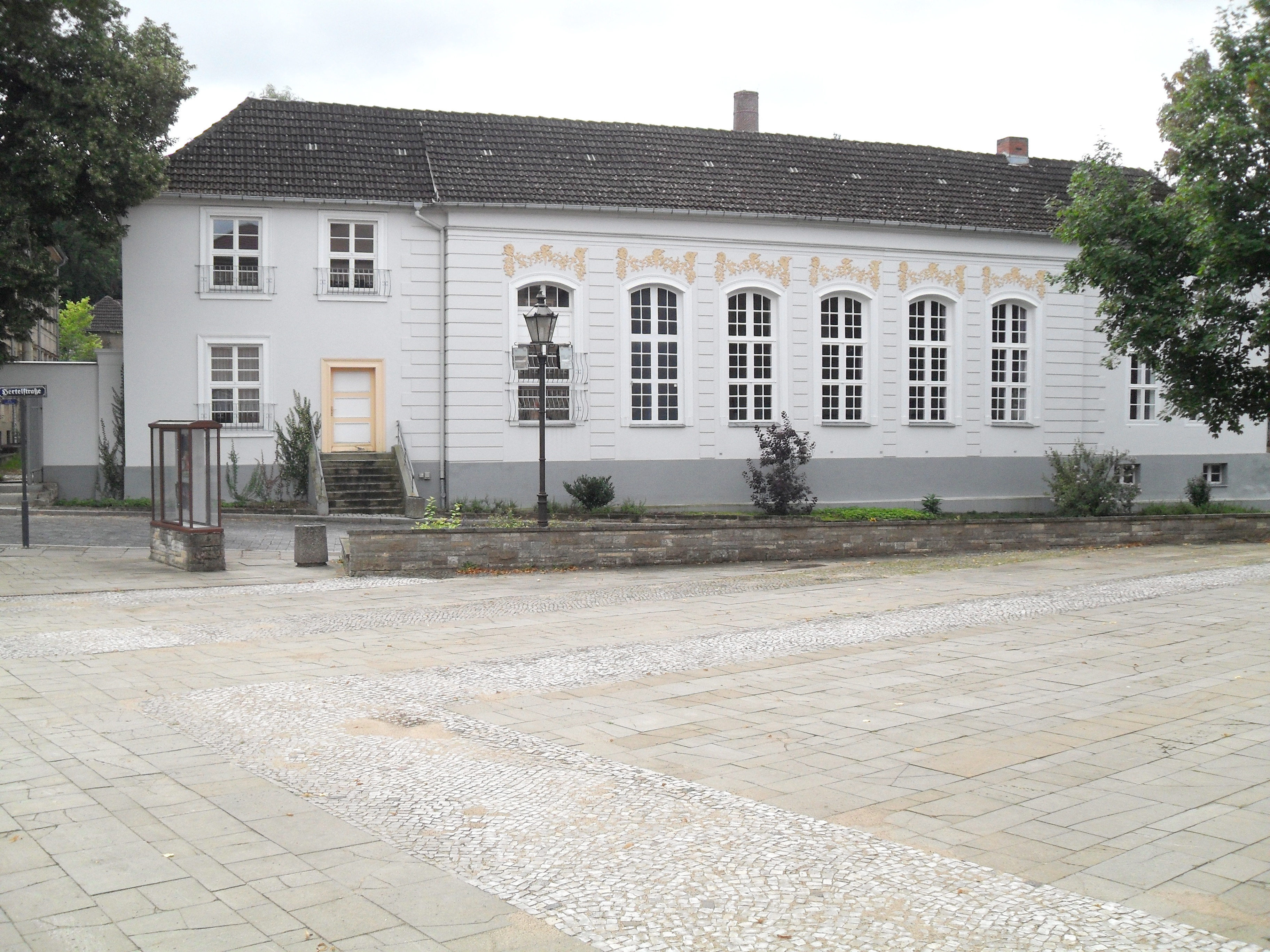
Hobe-Haus
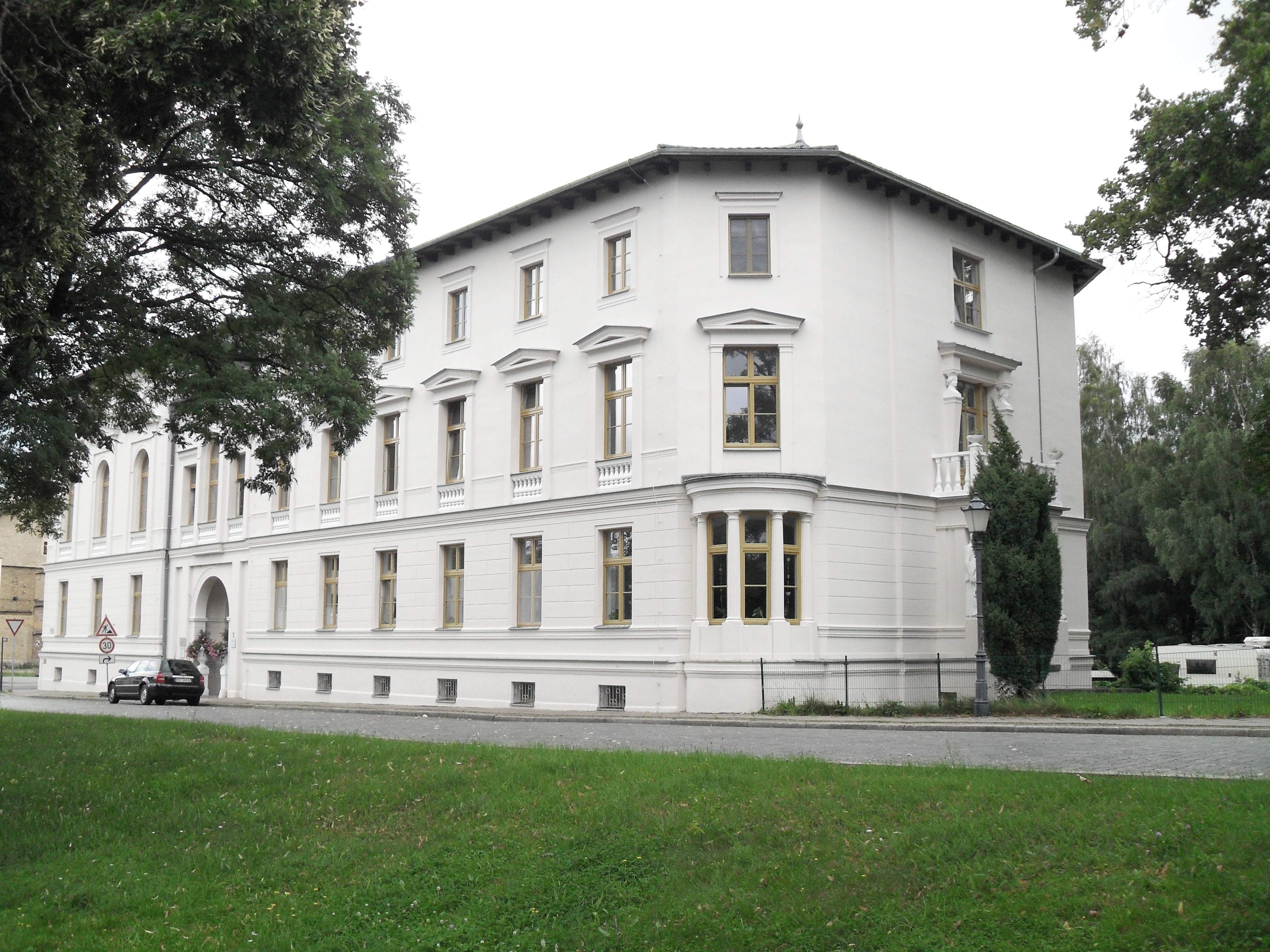
Marienpalais

- Das Landestheater Neustrelitz trug ab 1779 die Bezeichnung Mecklenburgisch-Strelitzsches Hoftheater und wurde nach dem Ende der Monarchie 1919 in Landestheater Neustrelitz umbenannt. Das heutige Gebäude wurde 1925–1928 errichtet, nachdem das frühere im Januar 1924 abgebrannt war.
- Das Carolinenpalais wurde 1850 nach einem Entwurf F. W. Buttels im Tudorstil erbaut und der Herzogin Caroline gewidmet.
- Der Marstall wurde 1846 nach einem Entwurf von Friedrich Wilhelm Buttel erbaut und bis um 1870 unter Baurat Richard vollendet.

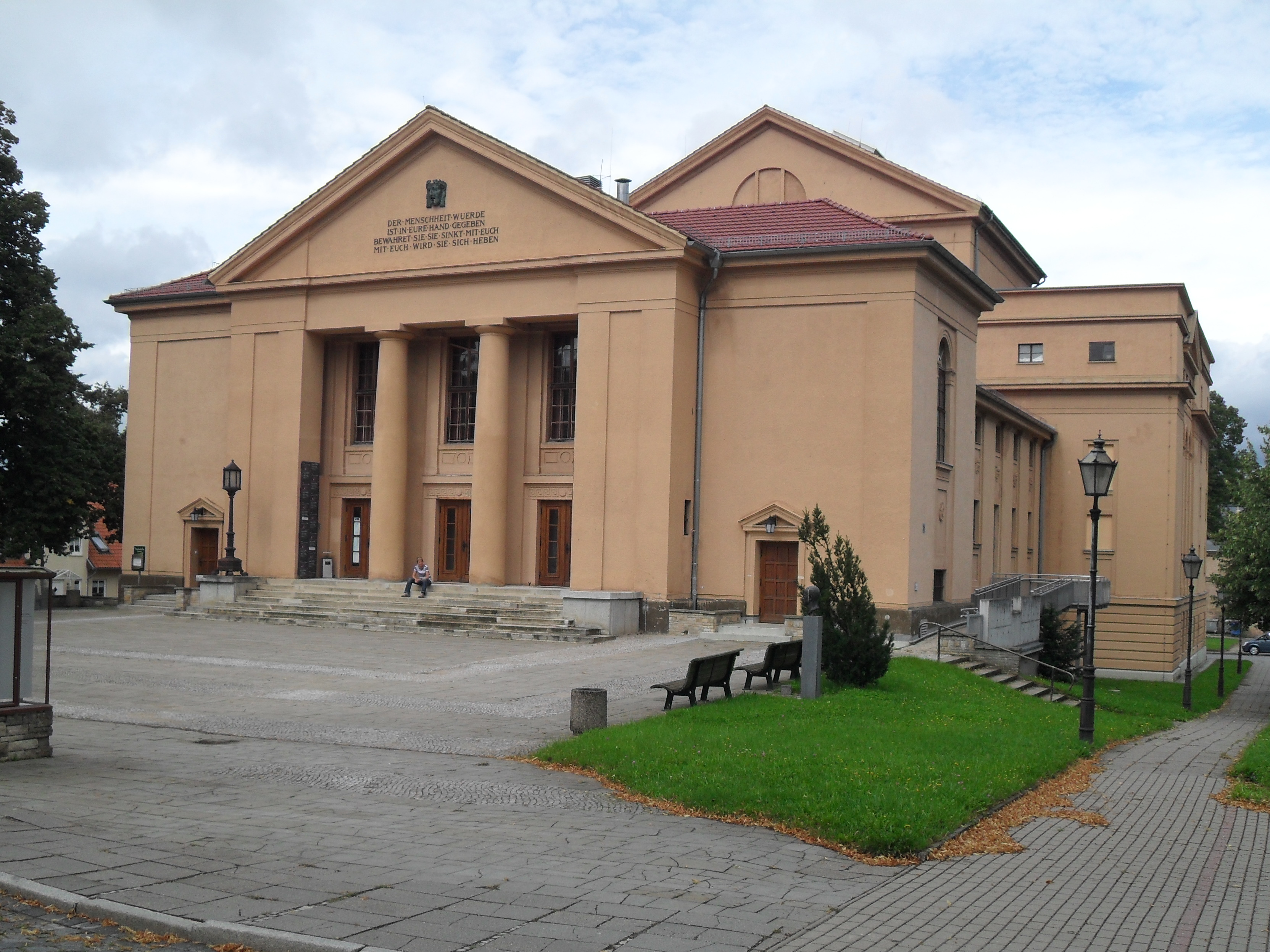
Landestheater Neustrelitz
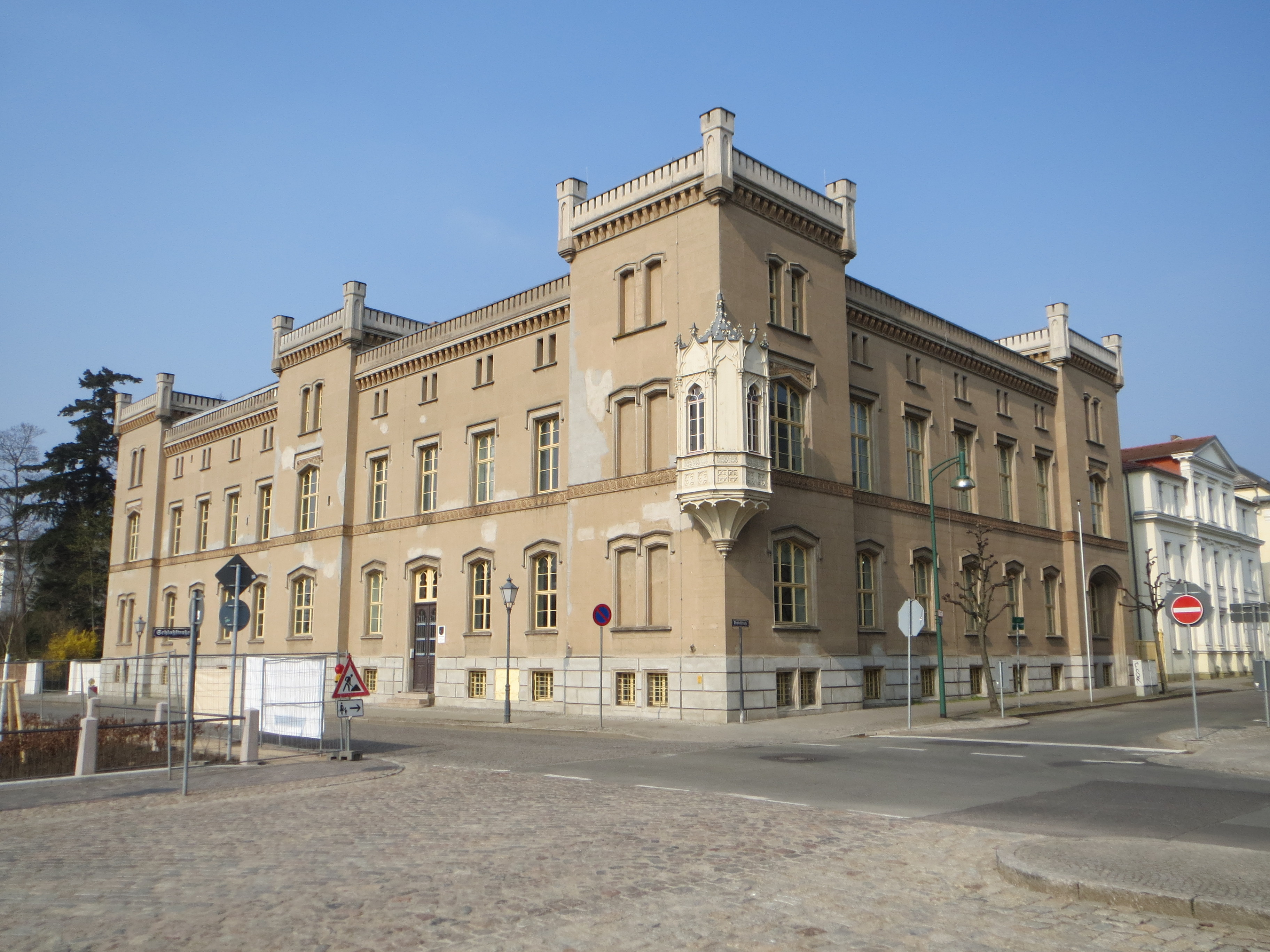
Carolinenpalais
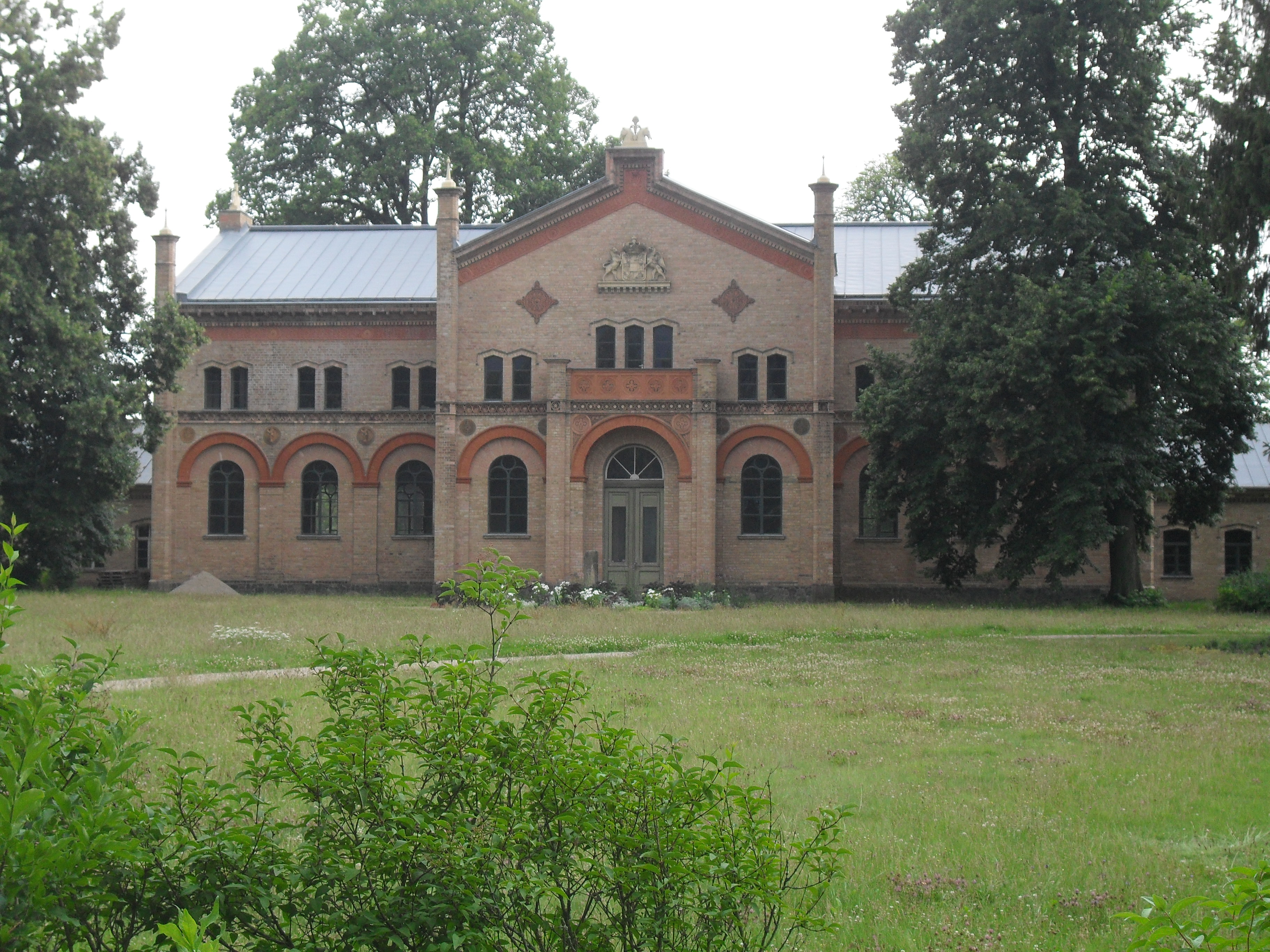
Marstall

#### Schlosspark

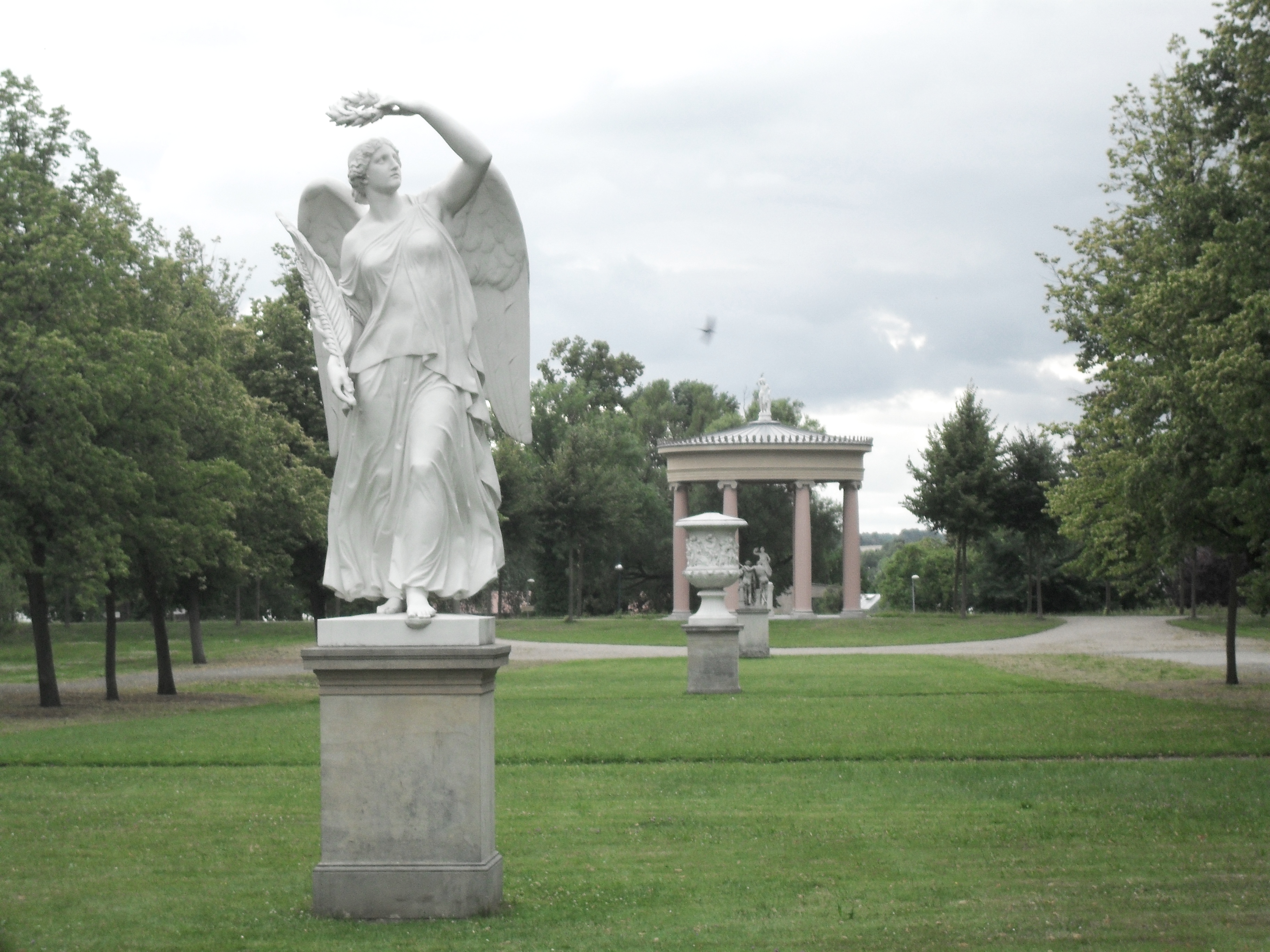
Sicht auf die barocke Mittelachse

Der Neustrelitzer Schlosspark, Bindeglied zwischen Schloss, Stadt und Landschaft, entstand 1731/32 nach Plänen von Julius Löwe. Später wurde der auf das Schloss ausgerichtete Barockgarten mehrfach umgestaltet und erweitert. Mit dem Hebetempel am Ende der erhaltenen barocken Sichtachse, dem auf einem Hügel errichteten Luisentempel im „Englischen Garten“ und einer Reihe von Kopien antiker und klassizistischer Bildwerke zeugt der Park vom Kunstgeschmack früherer Zeiten. Die historische Gartenanlage wurde zwischen 2011 und 2019 umfänglich saniert und rekonstruiert.
- Die Mittelachse des Parks findet ihre Fortsetzung in der Hauptallee des Tiergartens.[85] Dieser wurde 1721 südöstlich des Schlosses angelegt. Früher erfolgte der Zugang vom Residenzviertel aus durch das Hirschtor. Es wurde zwischen 1824/1825 von F. W. Buttel als Portal errichtet und 1826 durch zwei von C. D. Rauch als Pendants ausgeführte Bronzehirsche ergänzt. Als Vorlage hatte Rauch Kupferstiche von J. E. Rieger verwendet. Ziseliert wurden die Figuren in einer Pariser Werkstatt.[86]
- Der Hebetempel wurde in der Mitte des 19. Jahrhunderts als Point de vue im barocken Teil des Schlossparks auf dem Schnittpunkt von barocker Sichtachse und Tempelallee anstelle eines früheren Bauwerks errichtet. In der Mitte des Tempels wurde 1856 eine Kopie der 1796 von Antonio Canova geschaffenen Hebe–Statue aufgestellt.[87]
- Der Luisentempel wurde 1891 als Gedächtnishalle für die 1810 auf Schloss Hohenzieritz verstorbene Königin Luise von Preußen errichtet.[88][89] Der klassizistische Tempel steht am Rande des Schlossparks auf einem um 1830 aufgeschütteten Hügel.[89] Als Baumaterial verwendete der Architekt Bernhard Sehring schlesischen Sandstein.[88] Im Inneren befindet sich eine Kopie der zweiten Fassung des 1827 von Christian Daniel Rauch geschaffenen Sarkophags mit der Grabststatue der Königin Luise. Nach einem vom Original dieser Fassung genommenen Gipsabdruck, fertigte Rauchs Schüler Albert Wolff 1891 die im Luisentempel befindliche Kopie aus Carrara-Marmor an.[88]

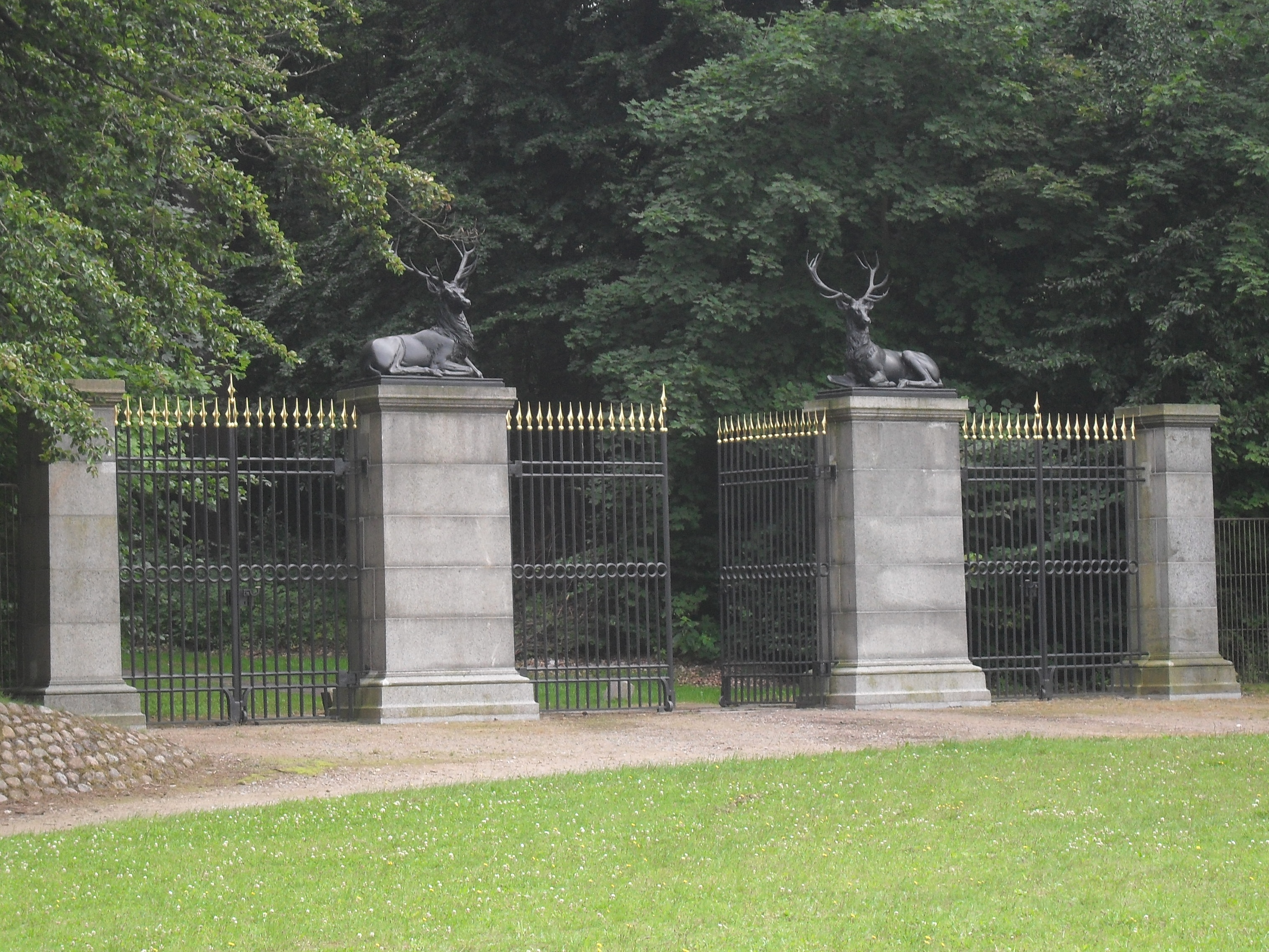
Hirschtor – histor. Zugang zum Tiergarten
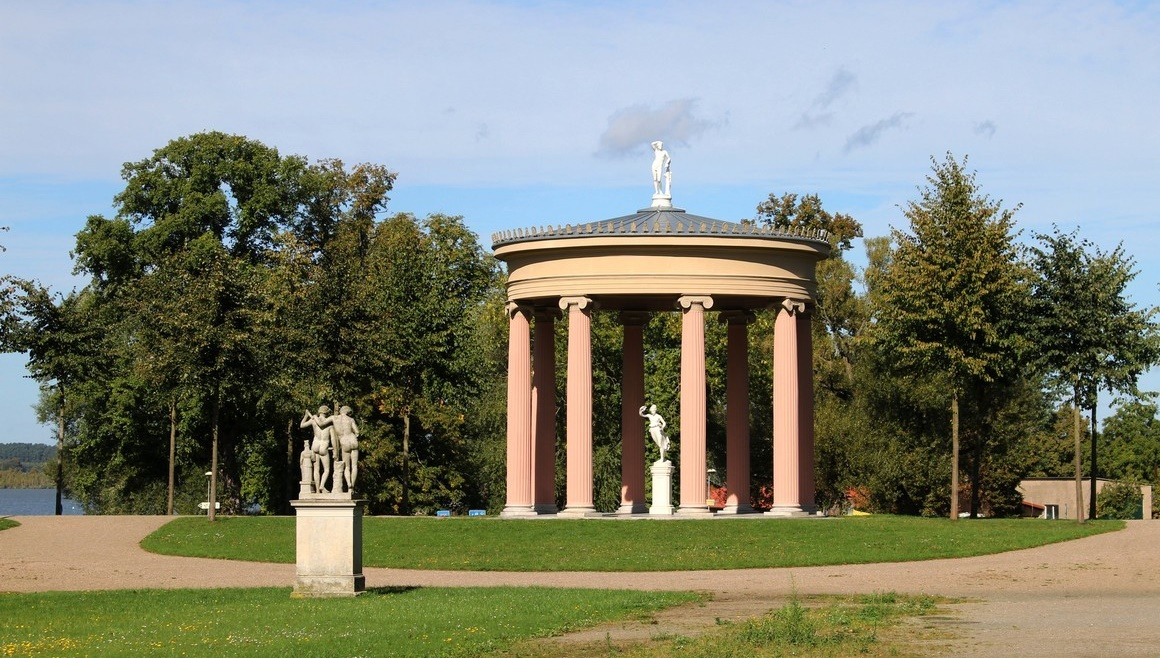
Hebetempel
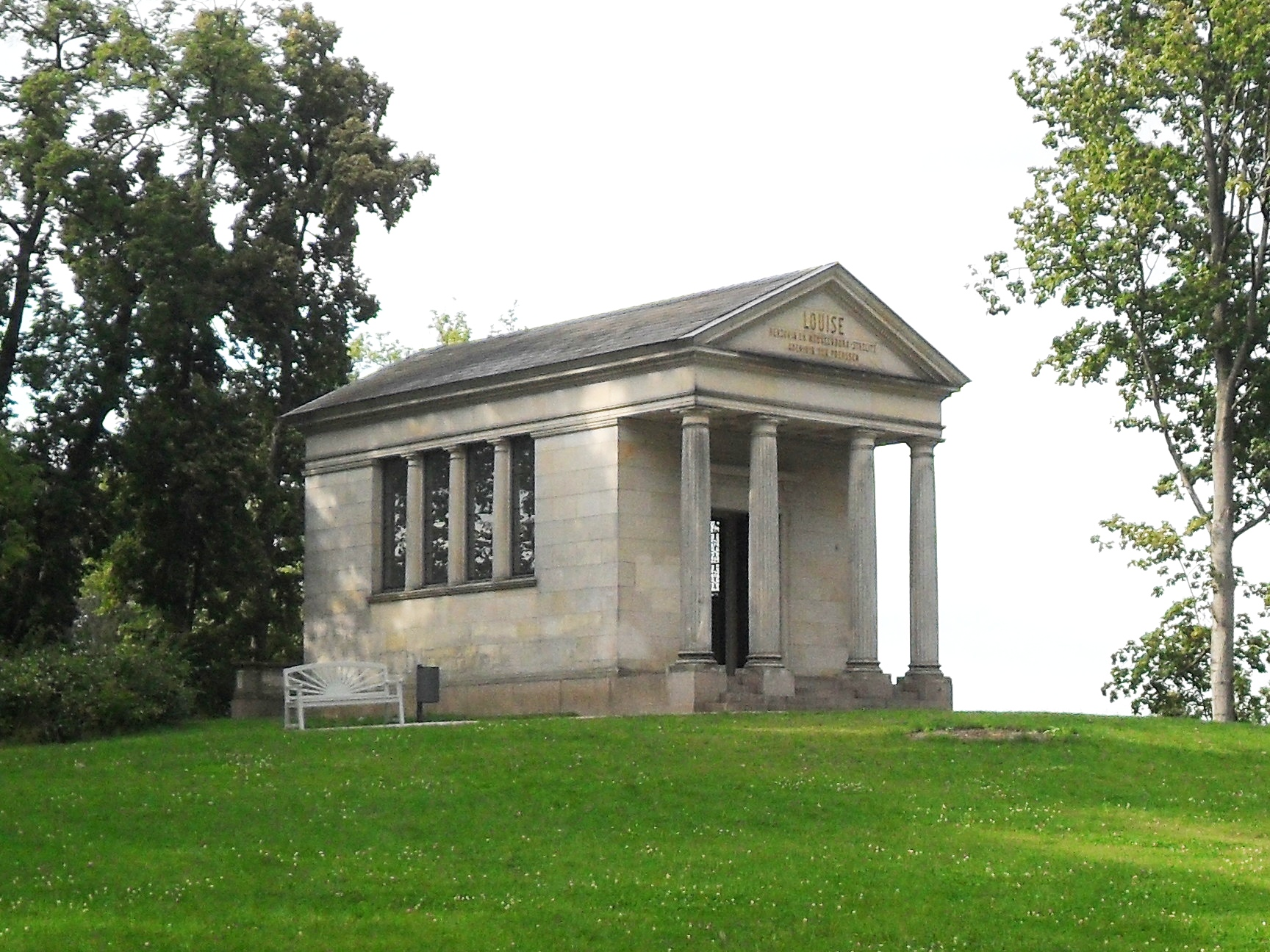
Luisentempel
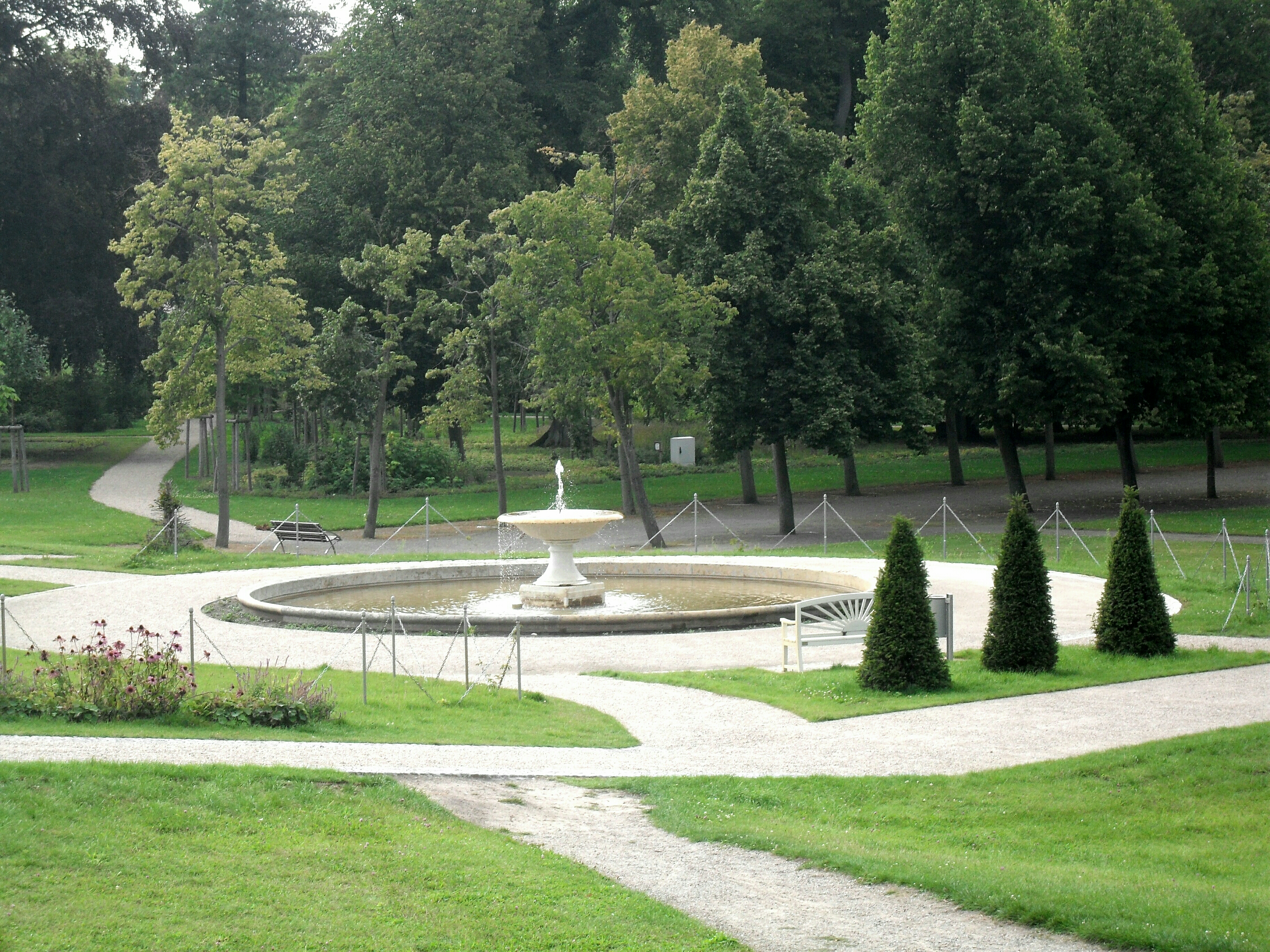
Marmorspringbrunnen auf der Hauptachse

#### Stadthafen am Zierker See
Unter Leitung des Mecklenburg-Strelitzschen Hofbaumeisters Friedrich Wilhelm Buttel wurde der Neustrelitzer Stadthafen (1840–1842) angelegt und der Kammerkanal (1840–1843) als Wasserstraße zwischen Zierker See und Oberer Havel-Wasserstraße gebaut.
Am Stadthafen wurden in der Mitte des 19. Jahrhunderts drei Getreidespeicher errichtet. Nach 1990 wurden die früheren Speichergebäude um- und ausgebaut und werden heute für Wohnzwecke als auch von der Gastronomie genutzt:
- im Kammerspeicher (Am Stadthafen 5) befindet sich heute das Hotel/Restaurant „Alter Speicher“ und das Café „BOHN APARTE“ mit eigener Kaffeerösterei[91]
- im größten, am Hafenkai gelegenen Speichergebäude befinden sich heute im Erdgeschoss ein Restaurant, ein Cafė und die Hafengalerie; die Obergeschosse wurden zu Eigentumswohnungen um- und ausgebaut.
- im an der Hafenzufahrt gelegene Speichergebäude befinden sich heute ausschließlich Eigentumswohnungen

Den ersten Getreidespeicher am Neustrelitzer Stadthafen ließ 1842 Getreidehändler Stüver aus Waren (Müritz) bauen, den zweiten 1846 Kaufmann Behn, der ebenfalls aus Waren (Müritz) stammte. 1852/53 ließ die Kammer von Mecklenburg-Strelitz als Bauherr, von Friedrich Wilhelm Buttel den Kammerspeicher bauen. Der Kammerspeicher unterscheidet sich von den anderen Speichergebäuden am Stadthafen durch die Verwendung von hellgelben Backstein für das Außenmauerwerk, dem von Buttel für diesen Verwendungszweck bevorzugten Baumaterial. Ein weiterer Speicher am Stadthafen wurde 1865 von den Getreidehändlern Reinke und Giese errichtet. Der Stadthafen war vorwiegend ein Umschlagplatz für Holz und Getreide. Ein Gleisanschluss an die Bahnstrecke Berlin–Stralsund verhalf dem Hafen Ende des 19. Jahrhunderts zu erneutem Aufschwung.
Der Hafen bietet nach dem Umbau zum Wasserwanderrastplatz 29 Liegeplätze für Boote, eine Hafenmeisterei mit Besucher-Infrastruktur und eine gut ausgerüstete Anlegestelle für Ausflugsschiffe. In Nachbarschaft des Hafens befindet sich ein Caravanstellplatz.

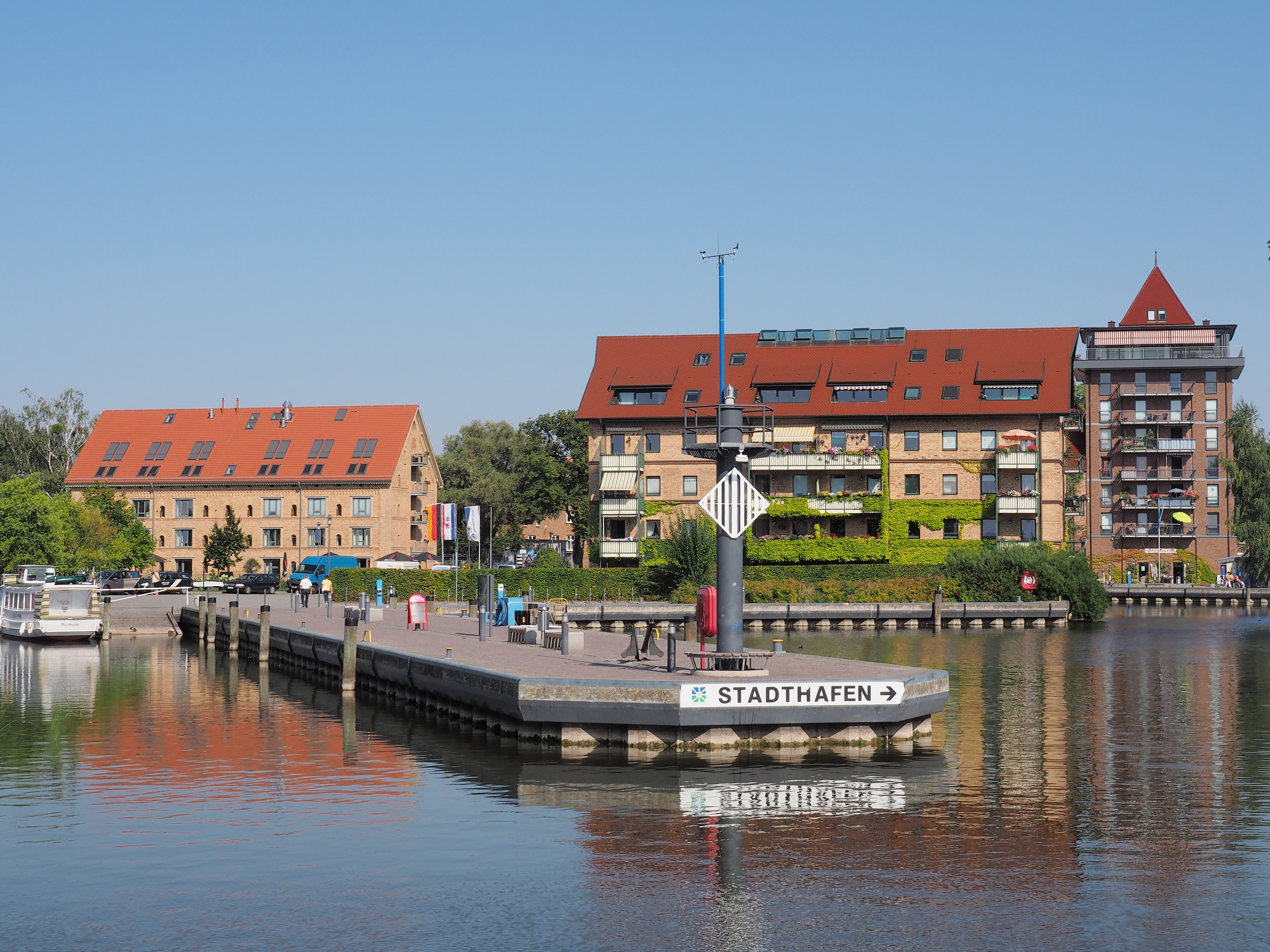
Mole an der Hafeneinfahrt, im Hintergrund ehem. Speicher
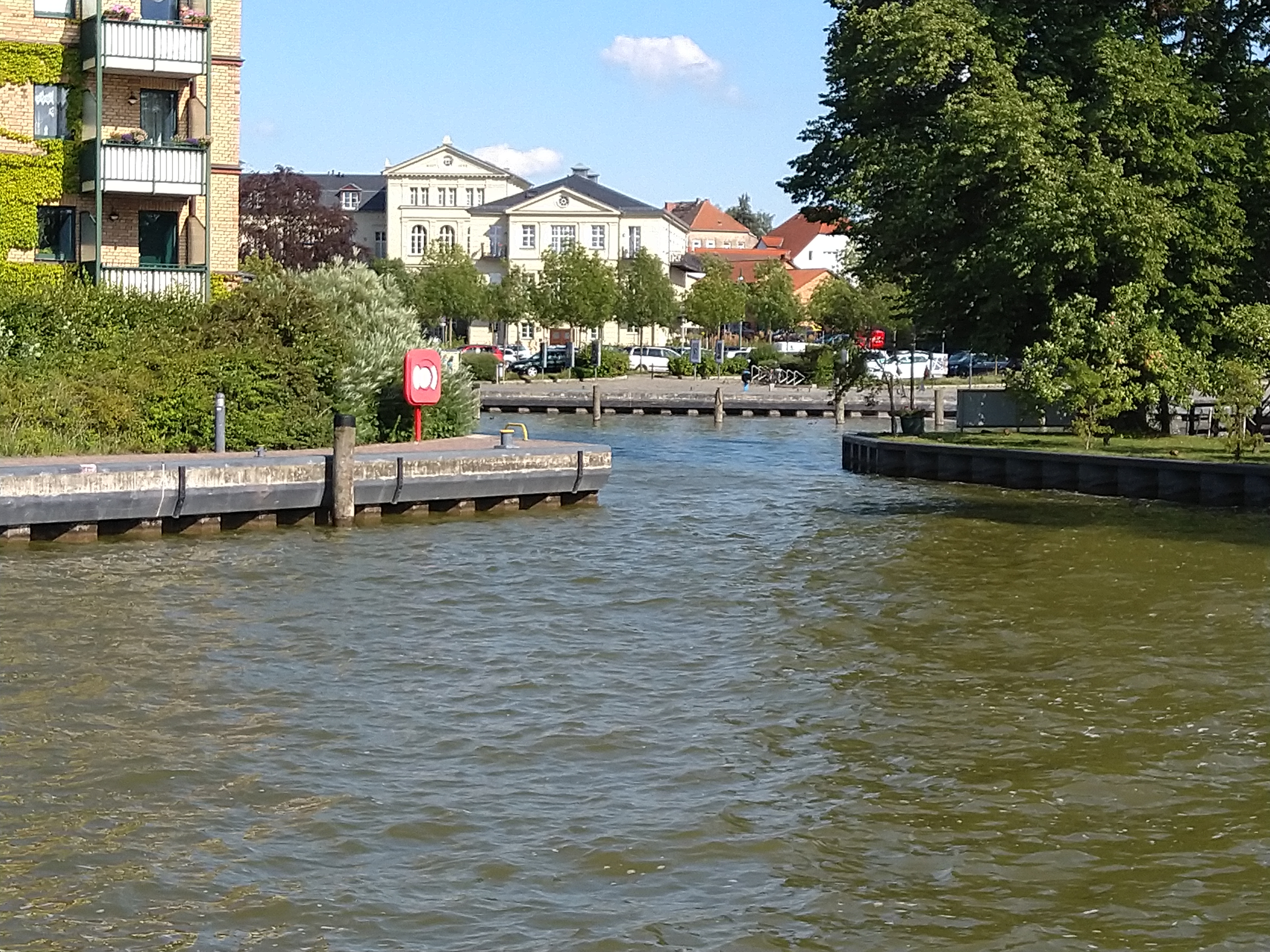
Hafeneinfahrt, im Hintergrund ehem. Carolinenstift
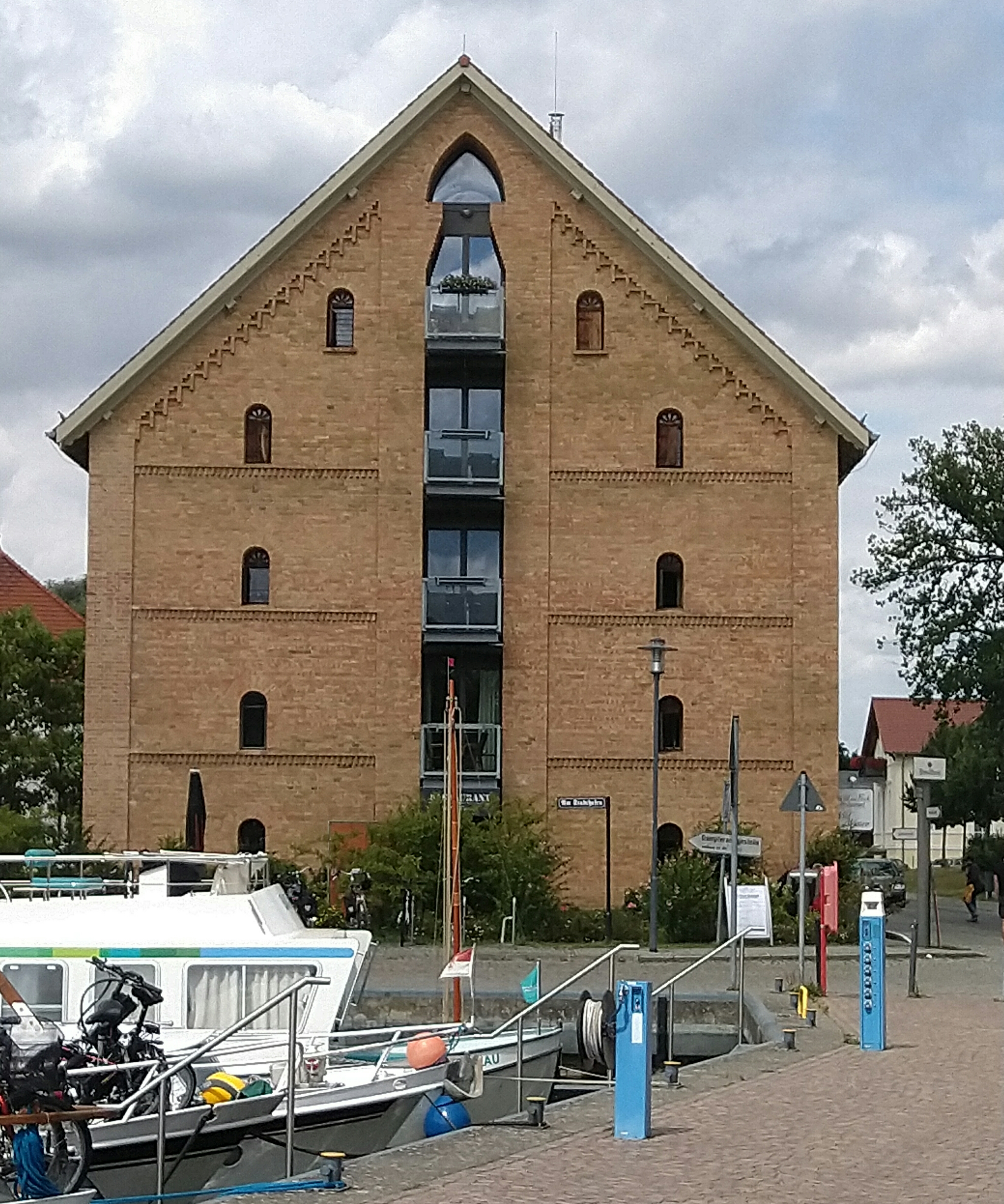
ehem. »Kammerspeicher«, jetzt Hotel/Restaurant
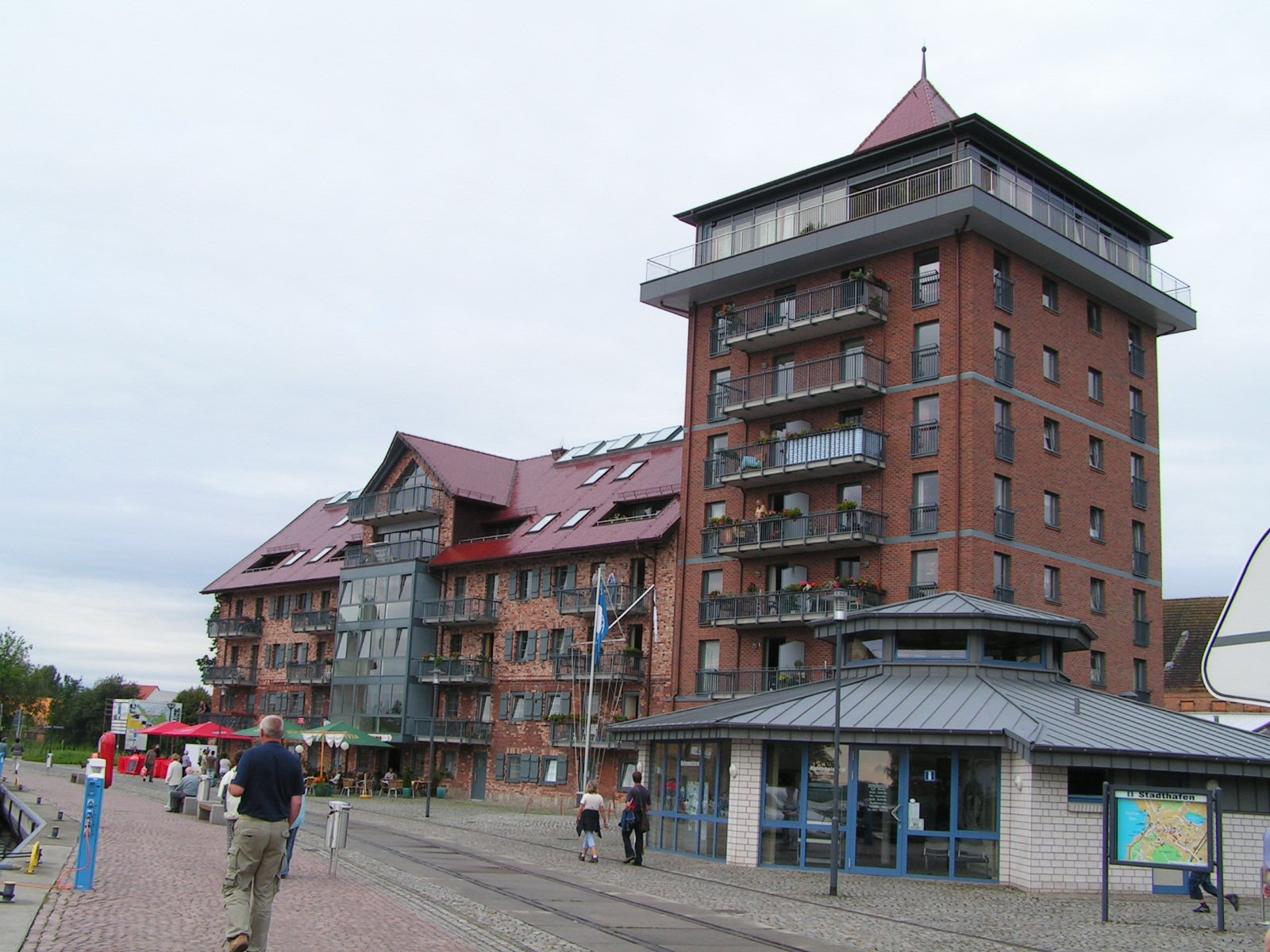
Am Stadthafen von Neustrelitz, im Vordergrund Hafenmeisterei

#### Uferbereich des Zierker Sees, zwischen Stadthafen und Weißer Brücke
- Chinesischer Pavillon nahe der Weißen Brücke – Der 1821 aus Holz erbaute Pavillon wurde als großherzogliches Wäschespülhaus nach Plänen von Friedrich Wilhelm Buttel im Zierker See errichtet und ist auch heute noch vom Ufer über einen Steg zu erreichen. Der Pavillon steht nach Absenkung des Wasserspiegels durch den Bau des Kammerkanals nicht mehr so weit wie früher im See. Er wird heute als Sommercafé genutzt.
- ehemaliges großherzogliches Waschhaus mit Speicher – Das 1821 nach Plänen von Friedrich Wilhelm Buttel an der Useriner Straße erbaute Haus wird heute als Familienzentrum Neustrelitz genutzt.
- Erlebniswelt Slawendorf am Zierker Seet[94] – Auf dem als Familienfreizeit- und Erlebnisstätte genutzten, umzäumten Gelände befinden sich zahlreiche, unterschiedlich gestaltete Gebäude und Unterstände, die im slawischen Baustil errichtet wurden.[95] Der bisherige Träger, die IPSE GmbH, wurde 2022 aufgelöst, der Betrieb aber in Trägerschaft der Prokultur gGmbH[94] mit Sitz in Berlin fortgeführt.[96]

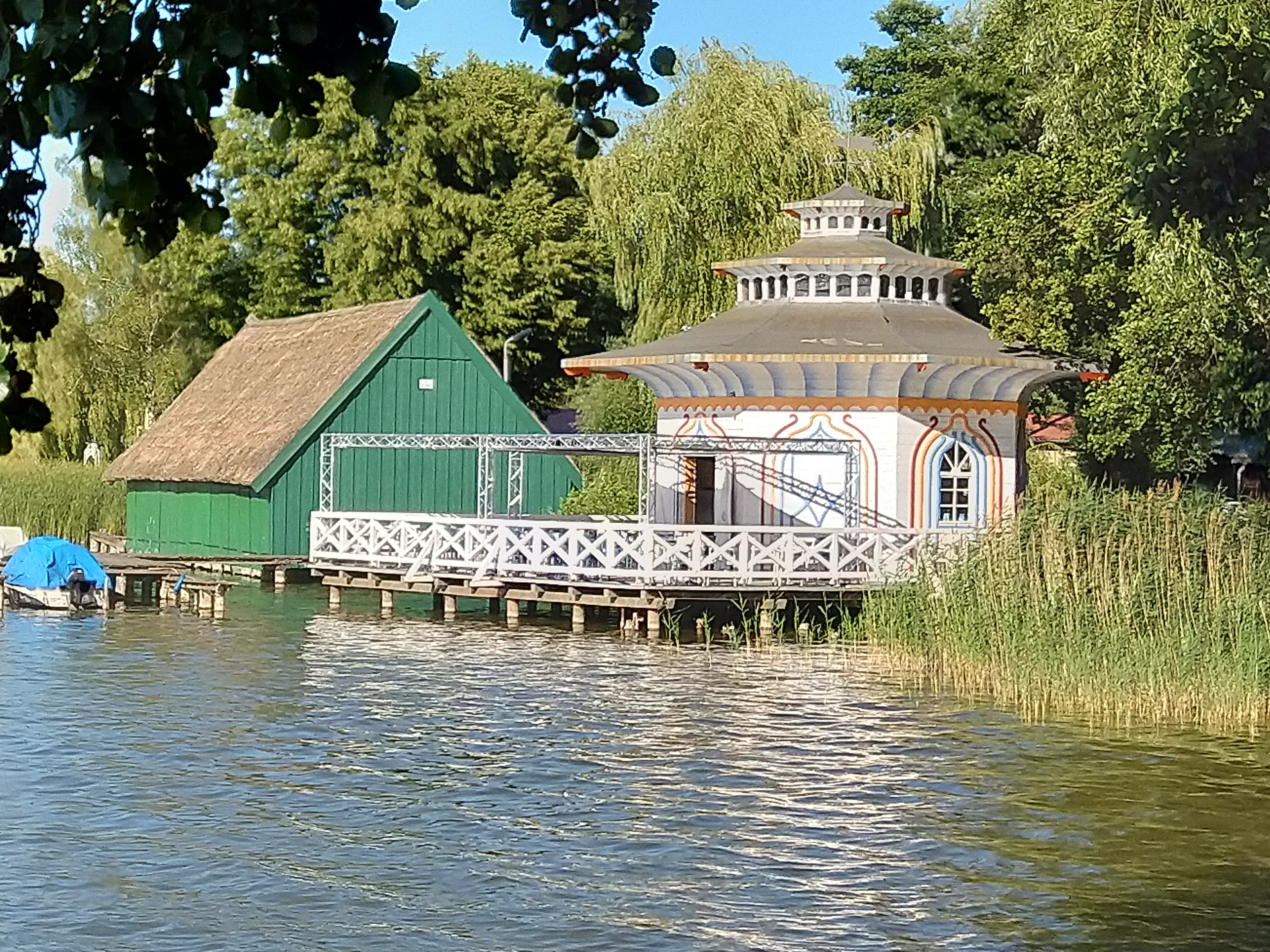
Chinesischer Pavillon
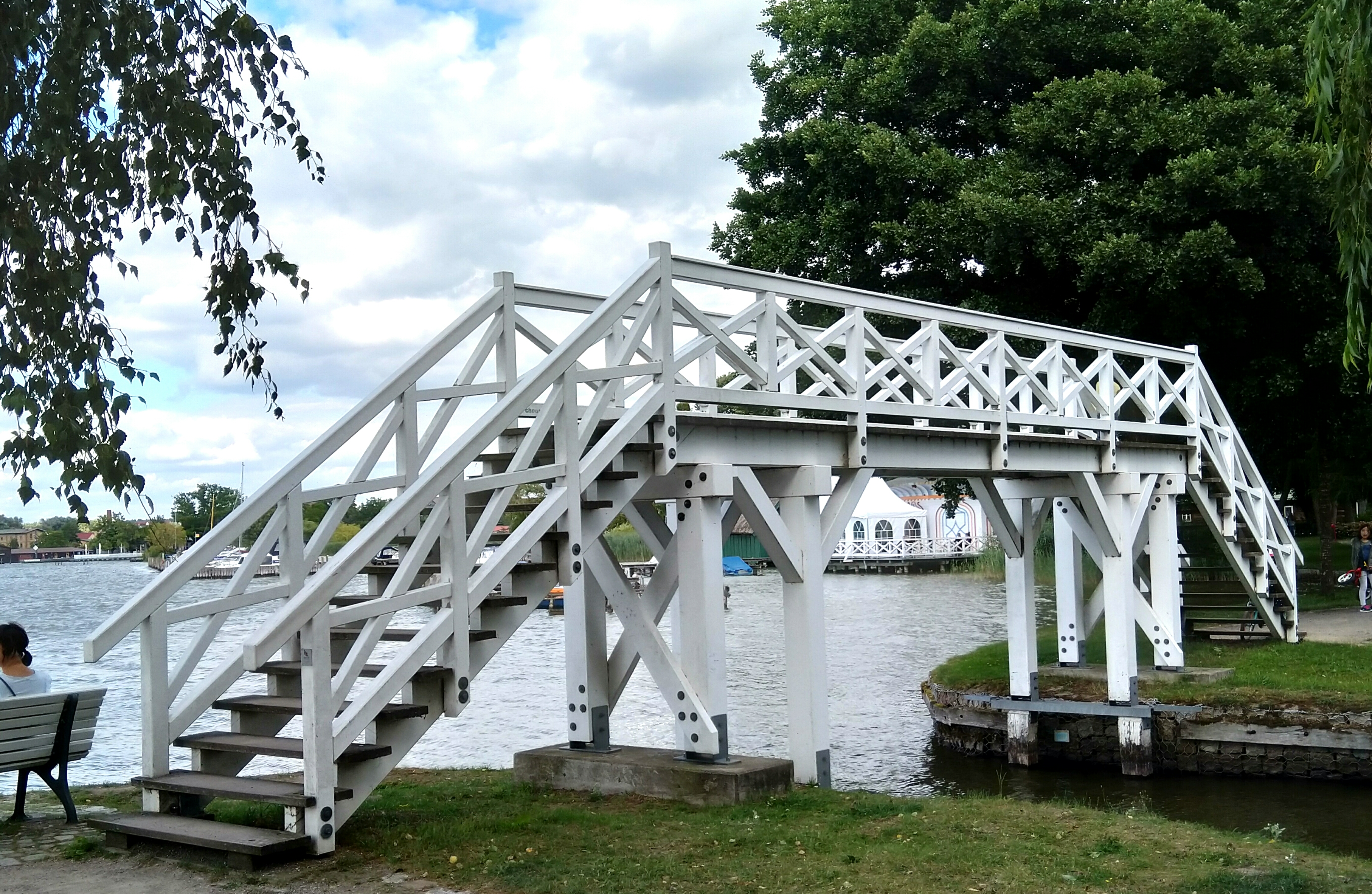
Weiße Brücke am Zierker See
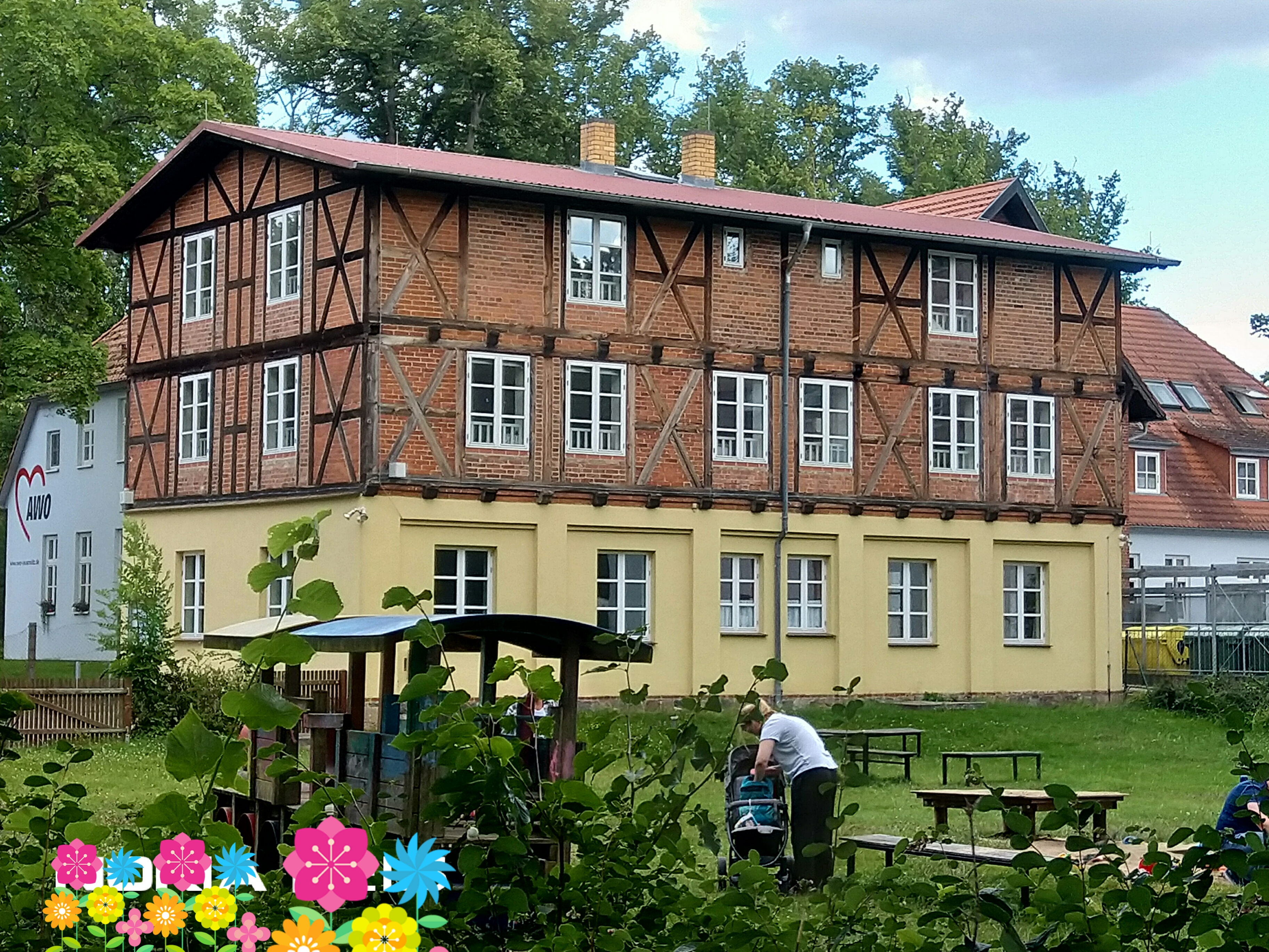
ehem. Waschhaus – heute Familienzentrum

#### Gebäudekomplex Tiergartenstraße/Ecke Töpferstraße
Zum Gebäudekomplex gehören das ehemalige großherzogliche Palais (Tiergartenstraße 5) und das 1865 nach einem Entwurf von Friedrich Wilhelm Buttel mit Gerichtssaal und Gefängnis erbaute ehem. Großherzogliche Landgericht (Töpferstraße 13 a).
Das Gebäude Tiergartenstraße 5 wurde im 18. Jahrhundert als Bürgerhaus erbaut, dann vom Herzog angekauft und zunächst als Militärverwaltungsgebäude genutzt. Später beherbergte es die großherzogliche Bibliothek mit Geheimen Archiv und den als „Georgium“ bekannten großherzoglichen Sammlungen (Münzen und Altertümer).
Zu DDR-Zeiten war das Gebäude Sitz einer Zweigstelle des Ministeriums für Staatssicherheit (MfS). Das ursprünglich für das Großherzogliche Landgericht 1865 erbaute Gefängnis im Hof des Gebäudekomplexes wurde vom MfS als Untersuchungshaftanstalt genutzt und ist heute ein Erinnerungsort, auf den schwarze Stelen am Straßenrand der Tiergartenstraße hinweisen.
Im Jahre 2015 wurde das rekonstruierte Palais-Hauptgebäude des Landessozialgerichts Mecklenburg-Vorpommern (LSG M–V) und der Zweigstelle Neustrelitz des Amtsgerichtes (AG) Waren (Müritz). Das LSG M–V war auf Grund der Gerichtsstrukturreform vom 2. März 2015 von Neubrandenburg hierher verlegt worden. Das Gebäude des ehem. Großherzoglichen Landgerichtes an der Töpferstraße war vor der Gerichtsstrukturreform Sitz des daraufhin aufgelösten Amtsgerichtes Neustrelitz und ist heute Nebengebäude des LSG M–V und der Zweigstelle des AG Waren (Müritz).

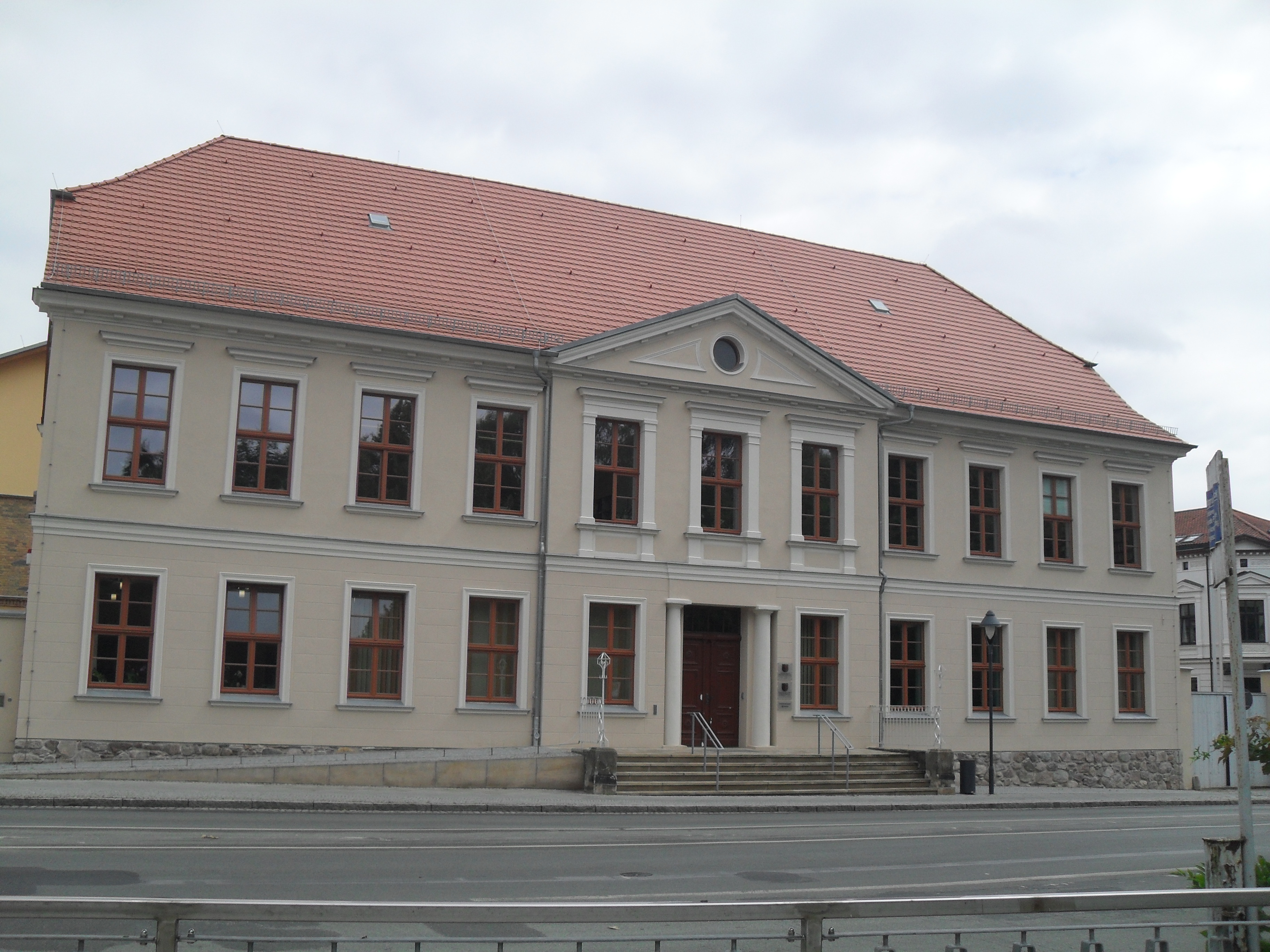
Hauptgebäude Landessozialgericht Mecklenburg-Vorpommern
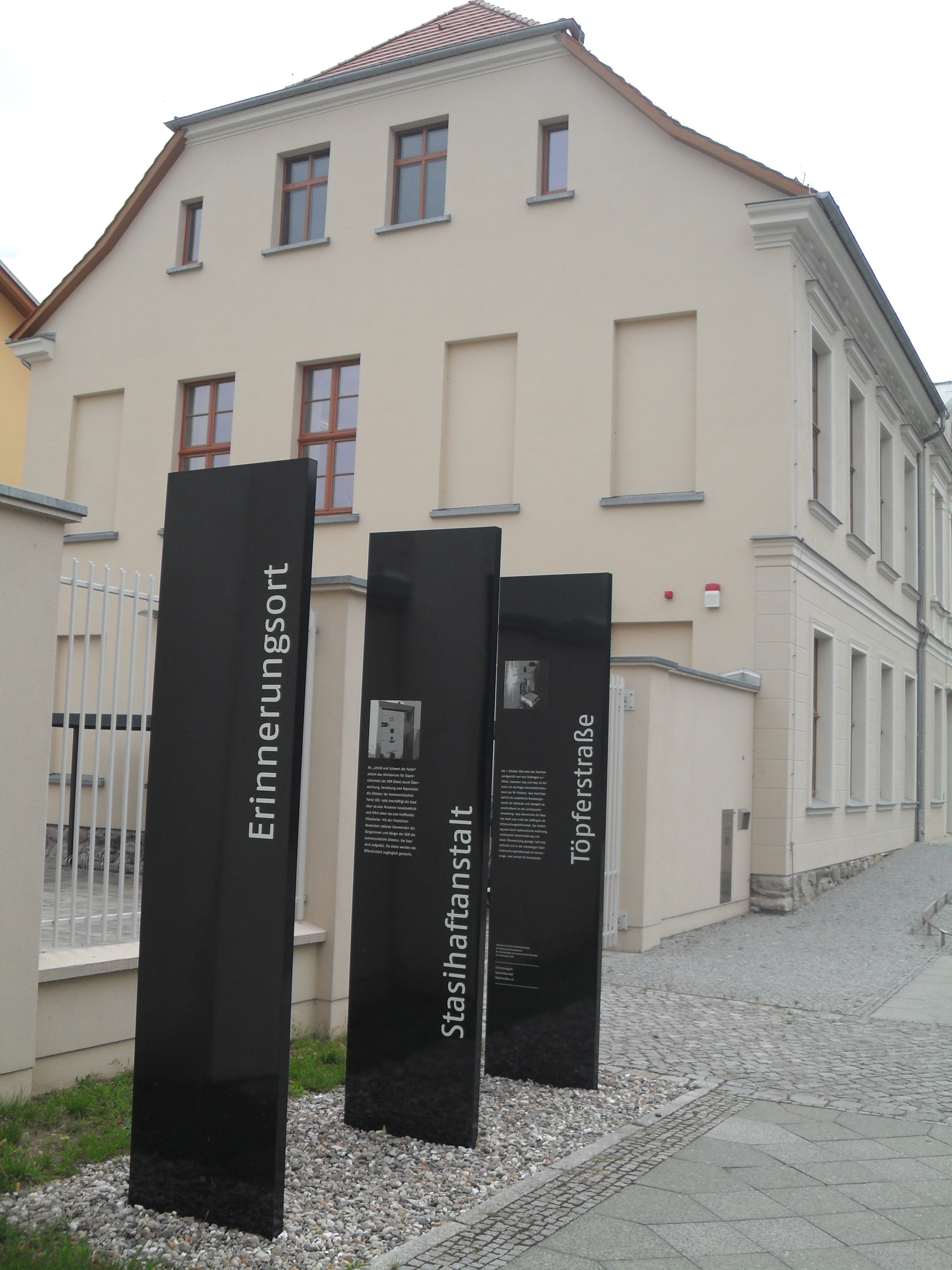
Schwarze Stelen vor der ehem. MfS-Untersuchungshaftanstalt
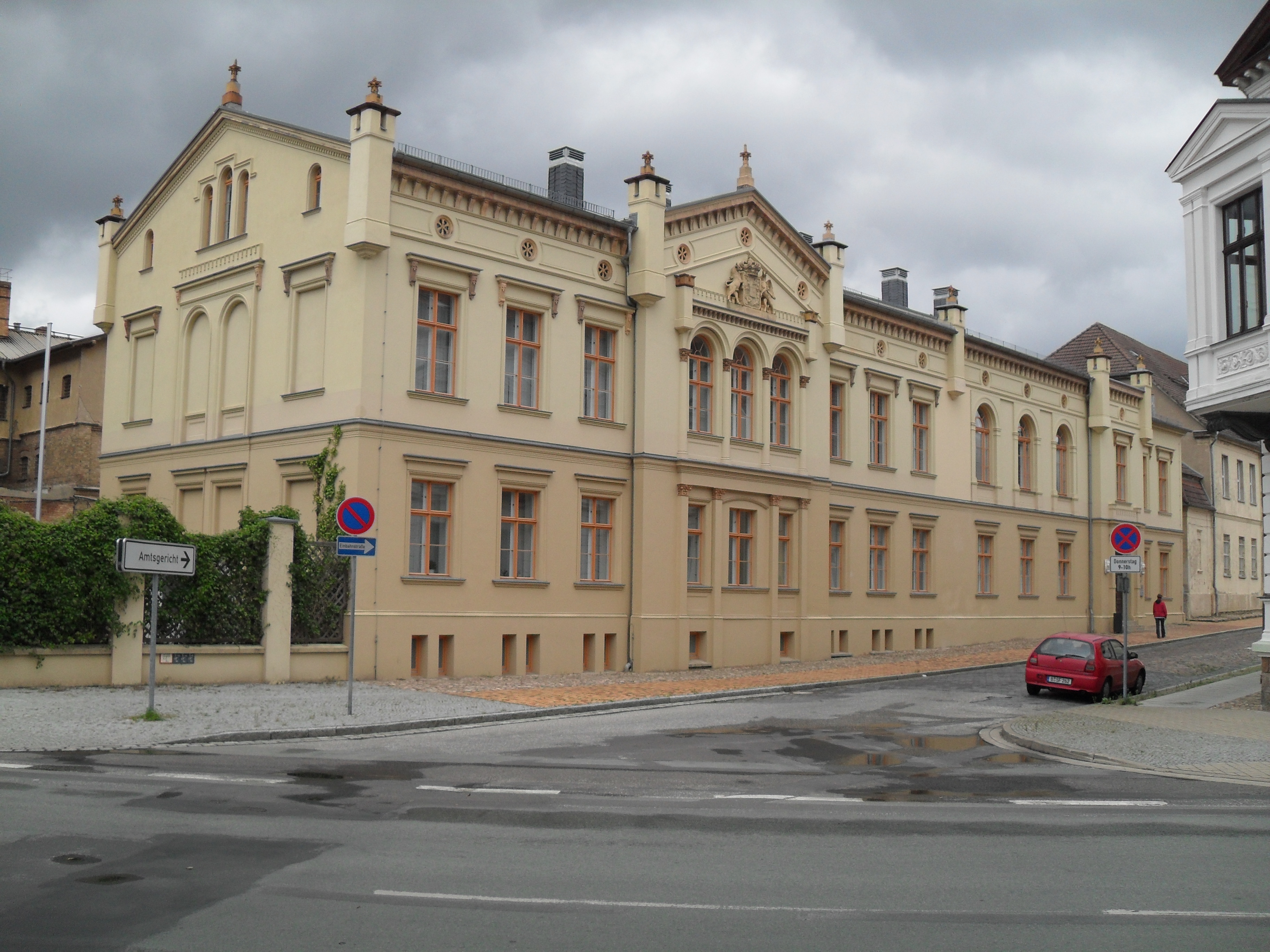
Ehemaliges Amtsgericht Neustrelitz

#### Sonstige Bauwerke
- Jugendstilfassade Glambecker Straße 3
- ehemalige Landesirrenanstalt Domjüch am Domjüchsee
- ehemalige Alte Kaserne mit Reithalle an der Strelitzer Straße, von 1846 und 1857 nach Plänen von Friedrich Wilhelm Buttel, heute Einkaufszentrum Husarenmarkt
- ehemalige Altstrelitzer Wasserturm, erbaut 1907 auf einer Anhöhe an der Fürstenberger Straße, Wahrzeichen des Ortsteils Strelitz-Alt, 1997 restauriert, temporär für Besucher geöffnet

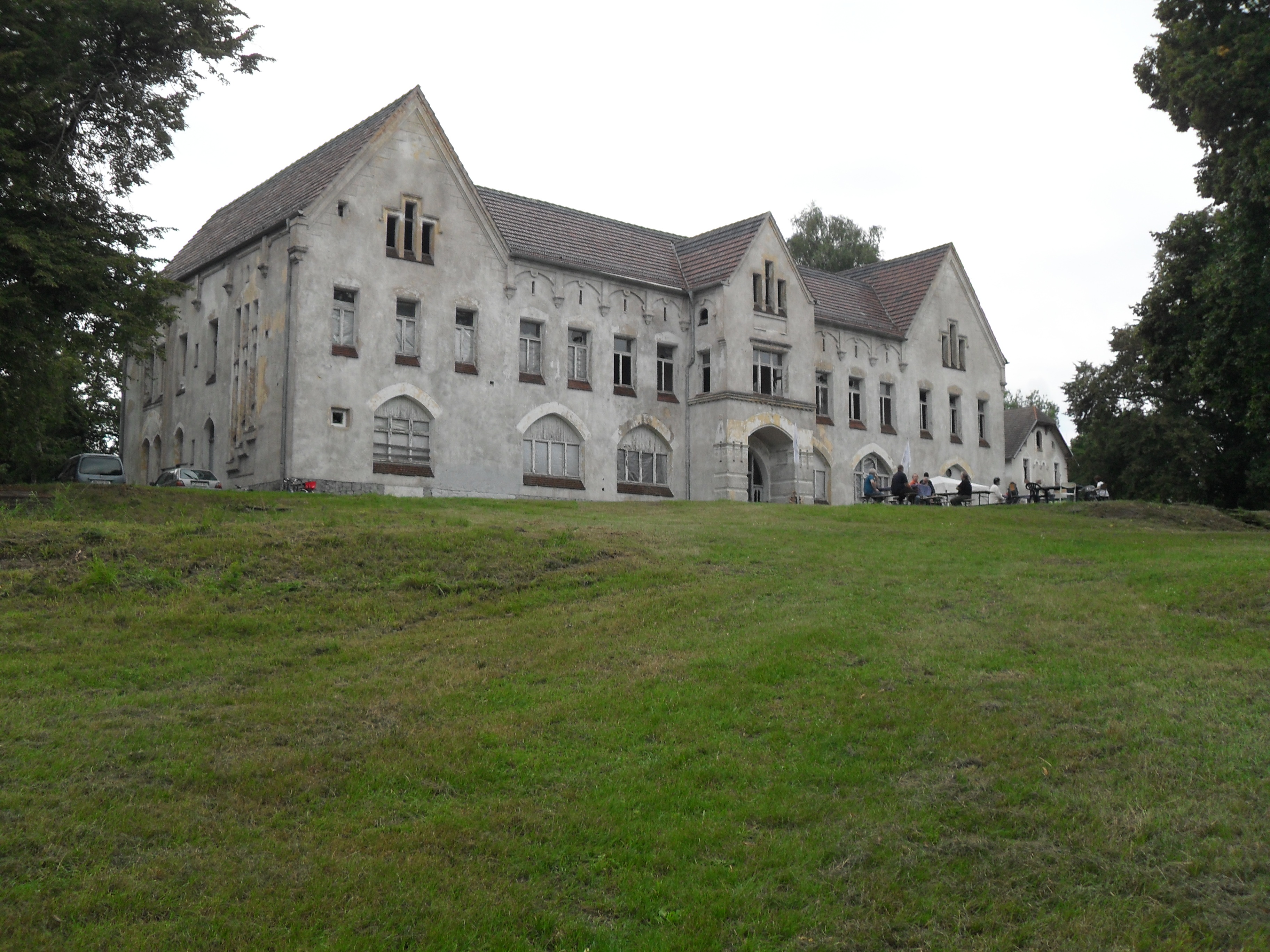
Landesirrenanstalt Domjüch
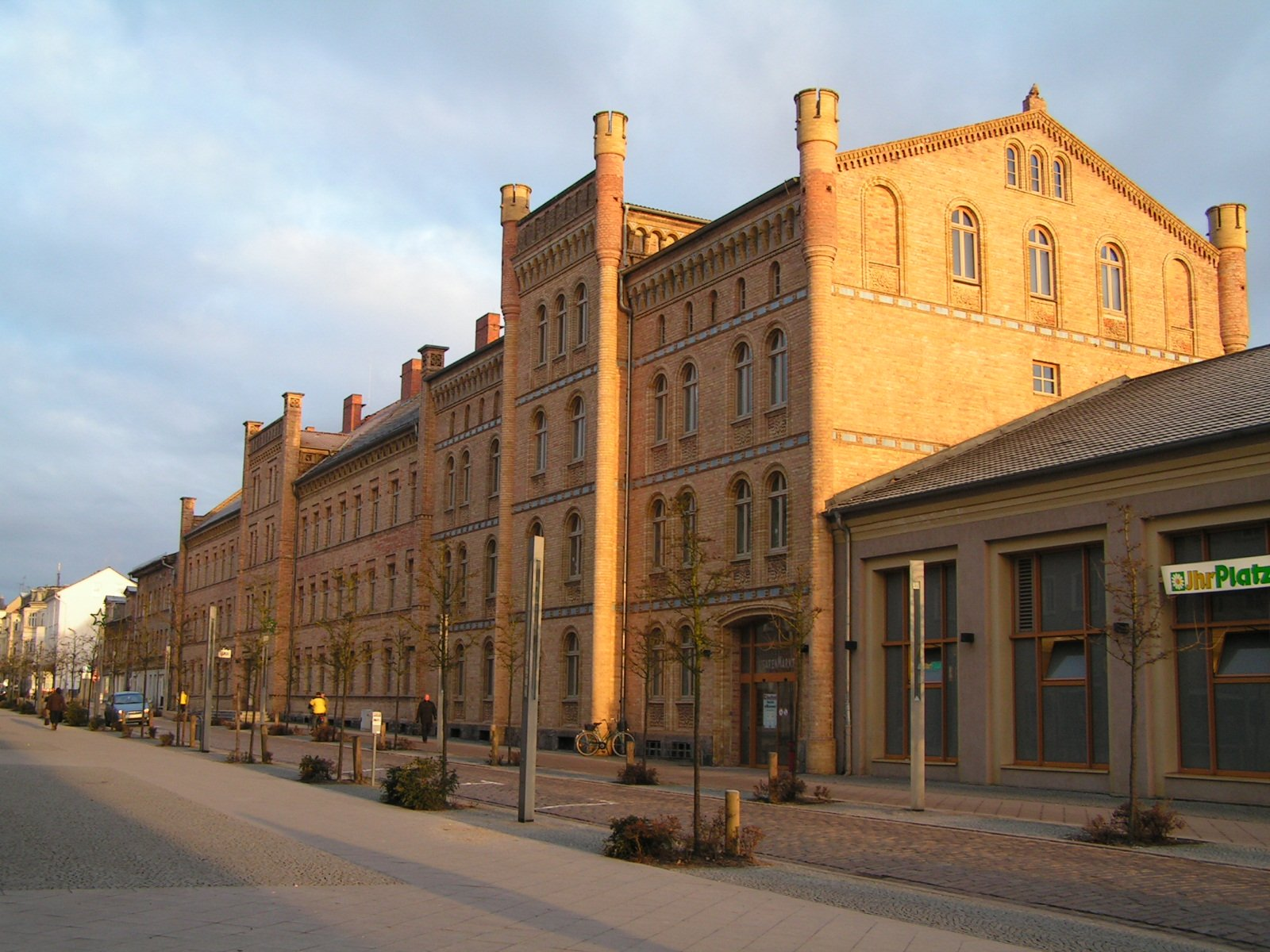
Kaserne mit Reithalle
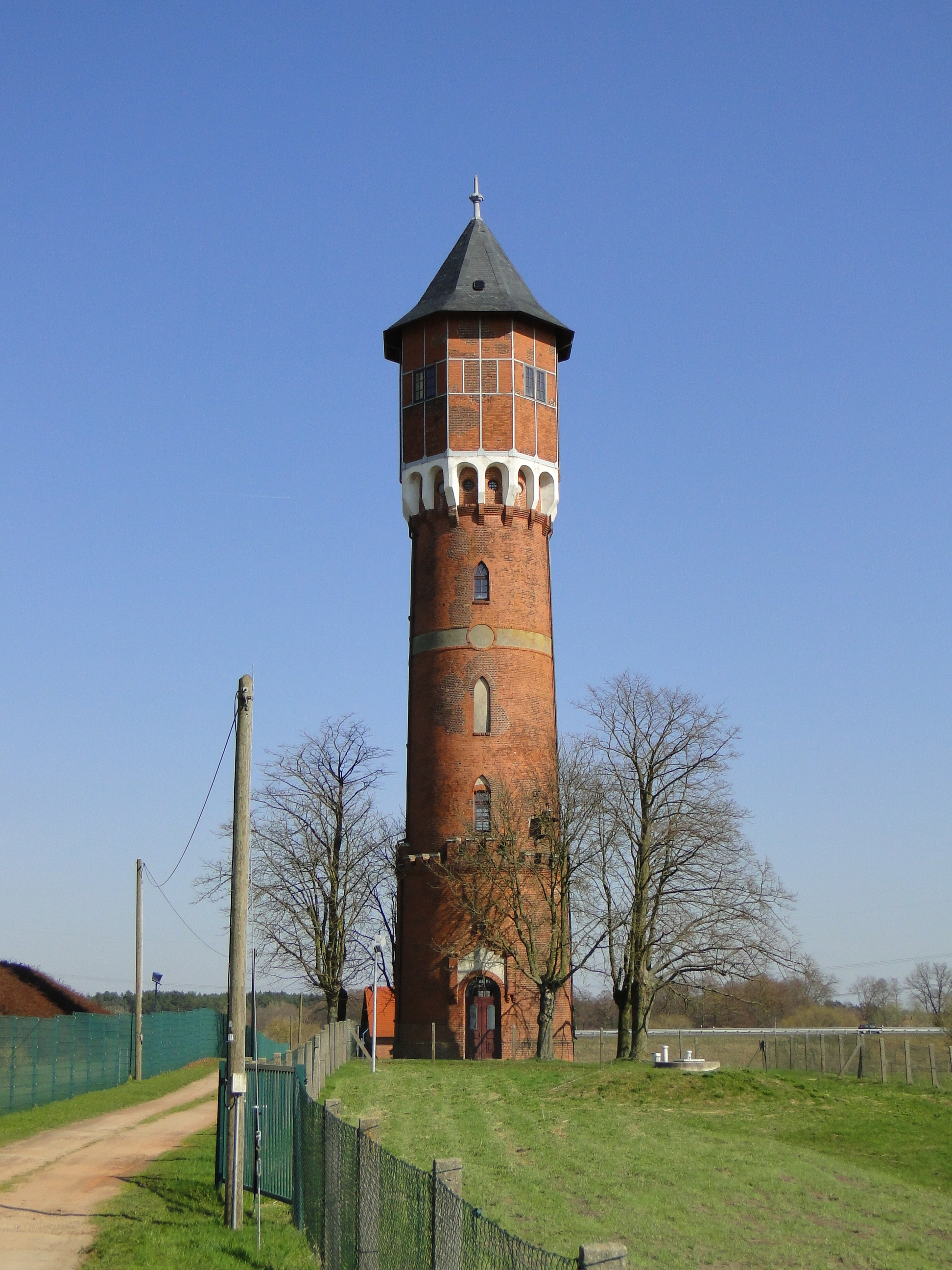
Altstrelitzer Wasserturm

- ehemalige Luisenstiftung an der Mühlenstraße, erster Kindergarten in Mecklenburg-Strelitz, jetzt Privathaus
- ehemalige Mädchenschule hinter der Stadtkirche von 1831
- Katholische Kirche, von 1875 nach Plänen des Landbaumeisters Carl Rahne, und Denkmal für den 1944 hingerichteten Neustrelitzer Pfarrer Bernhard Schwentner (1891–1944)

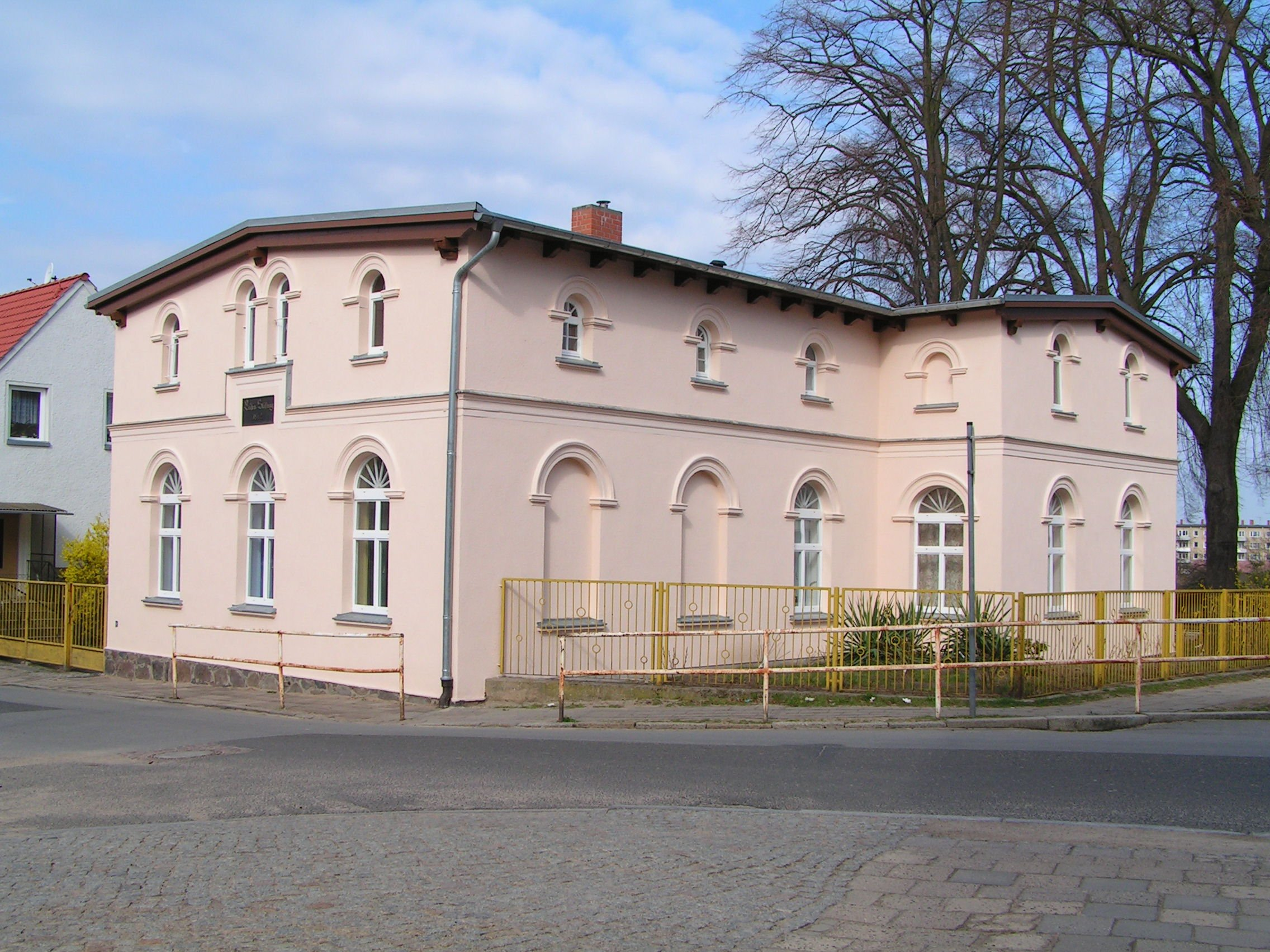
Luisenstiftung
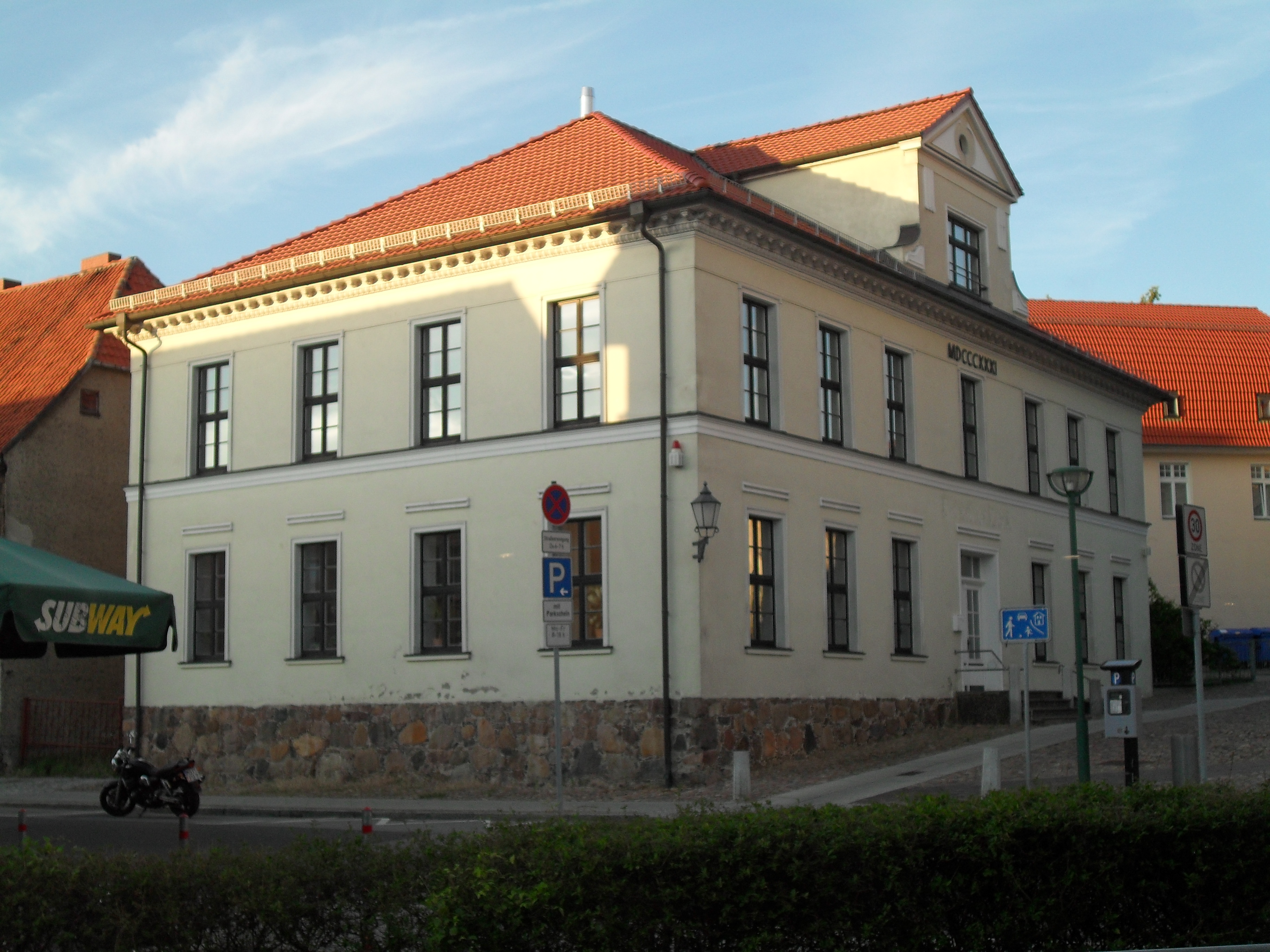
Mädchenschule
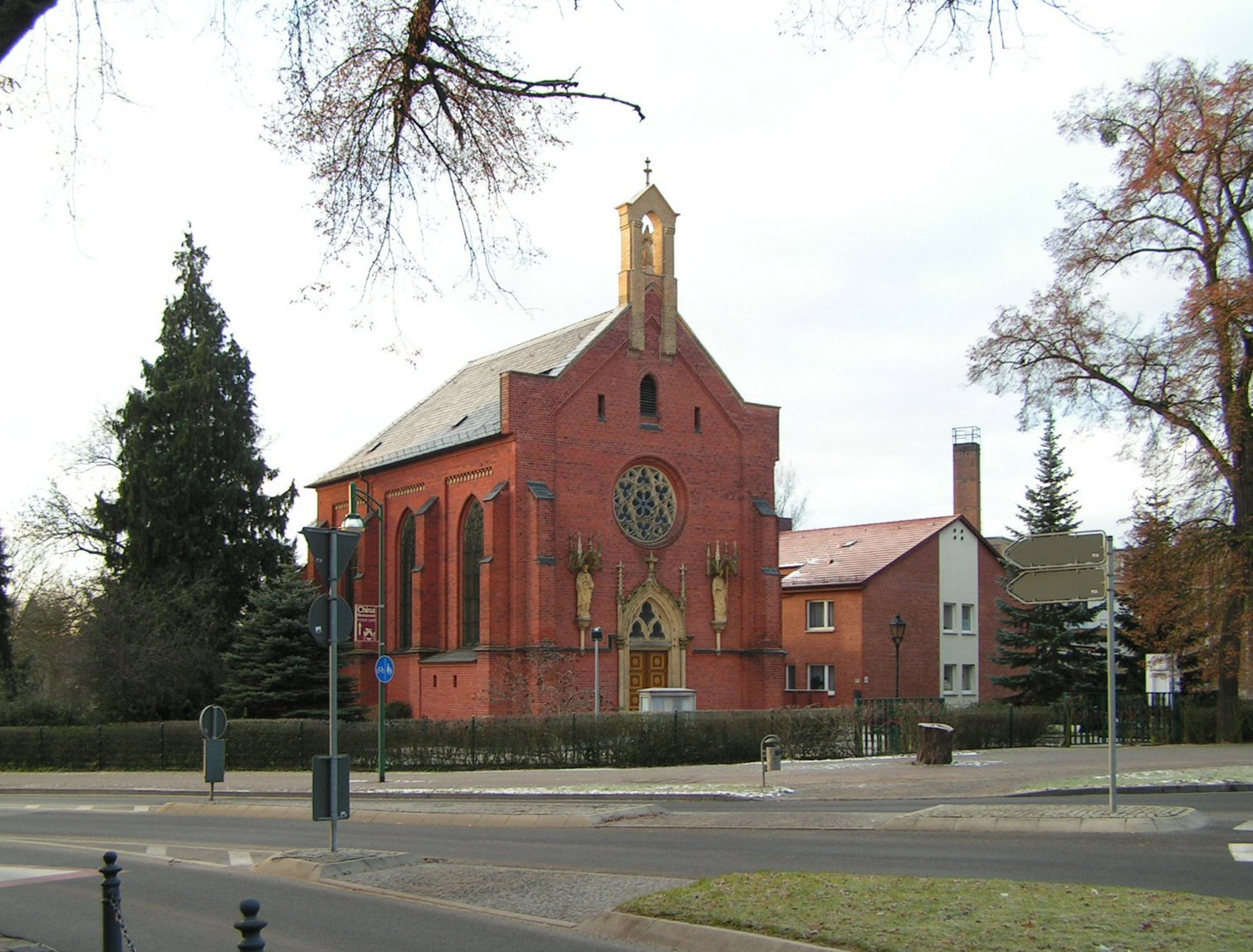
Katholische Kirche

- Das als Carolinenstift bezeichnete ehem. Krankenhaus wurde 1855 nach Renovierung eines vorhandenen Gebäudes am Hafen mit acht bis zehn Betten eröffnet. Zuvor hatte Herzogin Caroline zu Mecklenburg das Gebäude gekauft.[98] Schon bald wurde ein Neubau mit 60 Betten notwendig. Nach weiterem Ausbau waren Mitte der 1930er Jahre 150 Betten verfügbar. Ab 1947 erfolgte die Aufteilung in eine Chirurgische und Innere Abteilung. Später wurde um Gynäkologie-Geburtshilfe und Kinderheilkunde erweitert. In den 1980er Jahren kam ein neues Bettenhaus mit einer Gesamtzahl von rund 160 dazu. Nach Neubau eines Krankenhauses an der Penzliner Straße wurde das denkmalgeschützte Gebäude saniert und wird nun als Wohngebäude genutzt; das Bettenhaus wurde abgerissen.
- ehemaliges Bankgebäude gegenüber der Orangerie, gebaut als Mecklenburg-Strelitzsche Hypothekenbank, zu DDR-Zeiten zeitweilig Zweigstelle der Staatsbank der DDR im Bezirk Neubrandenburg
- ehemaliger Wasserturm Neustrelitz von 1901 am Glambecker See, an der Friedrich-Wilhelm-Straße, 2001 als Wohnung und Büro ausgebaut

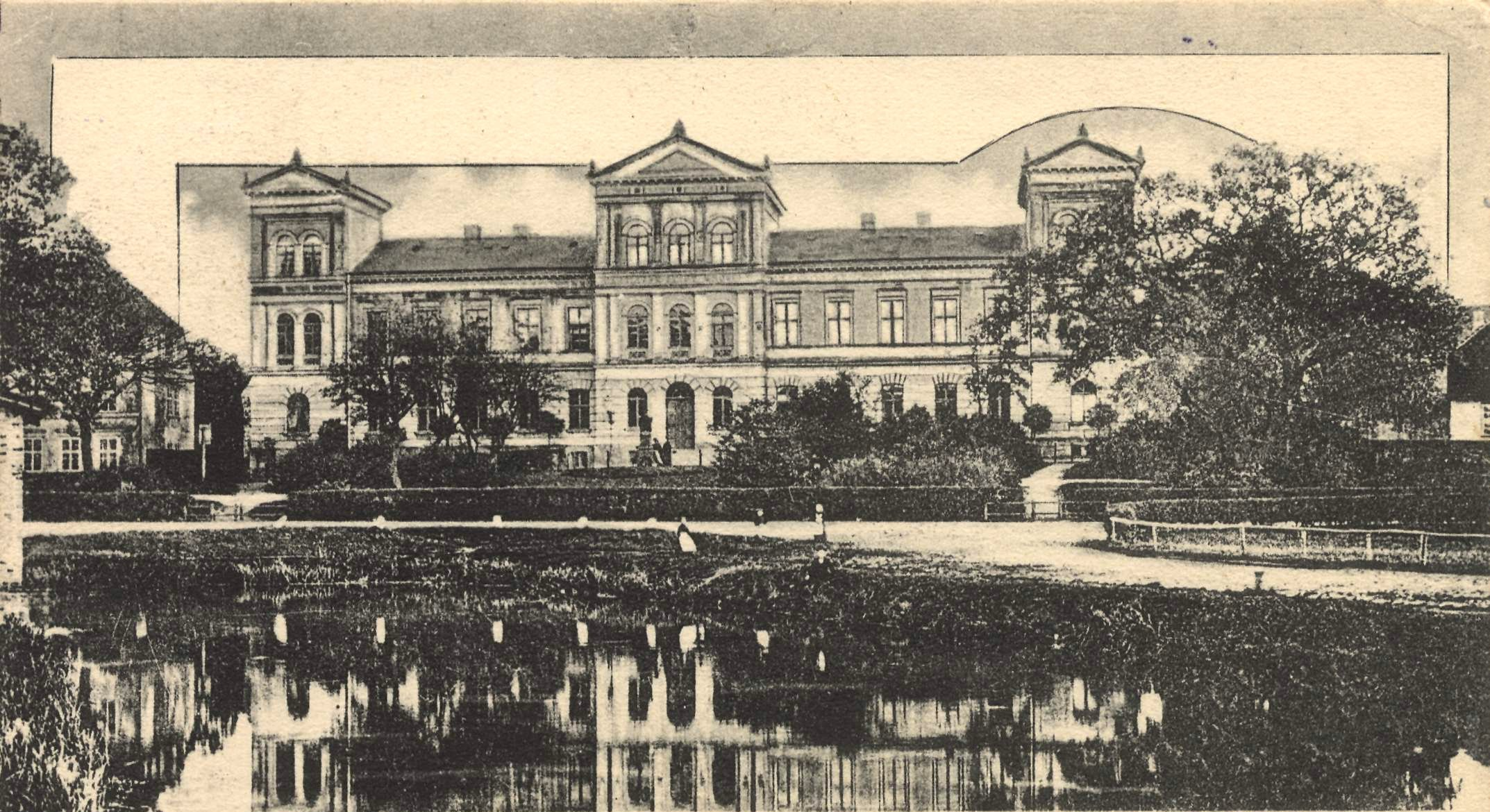
Carolinenstift
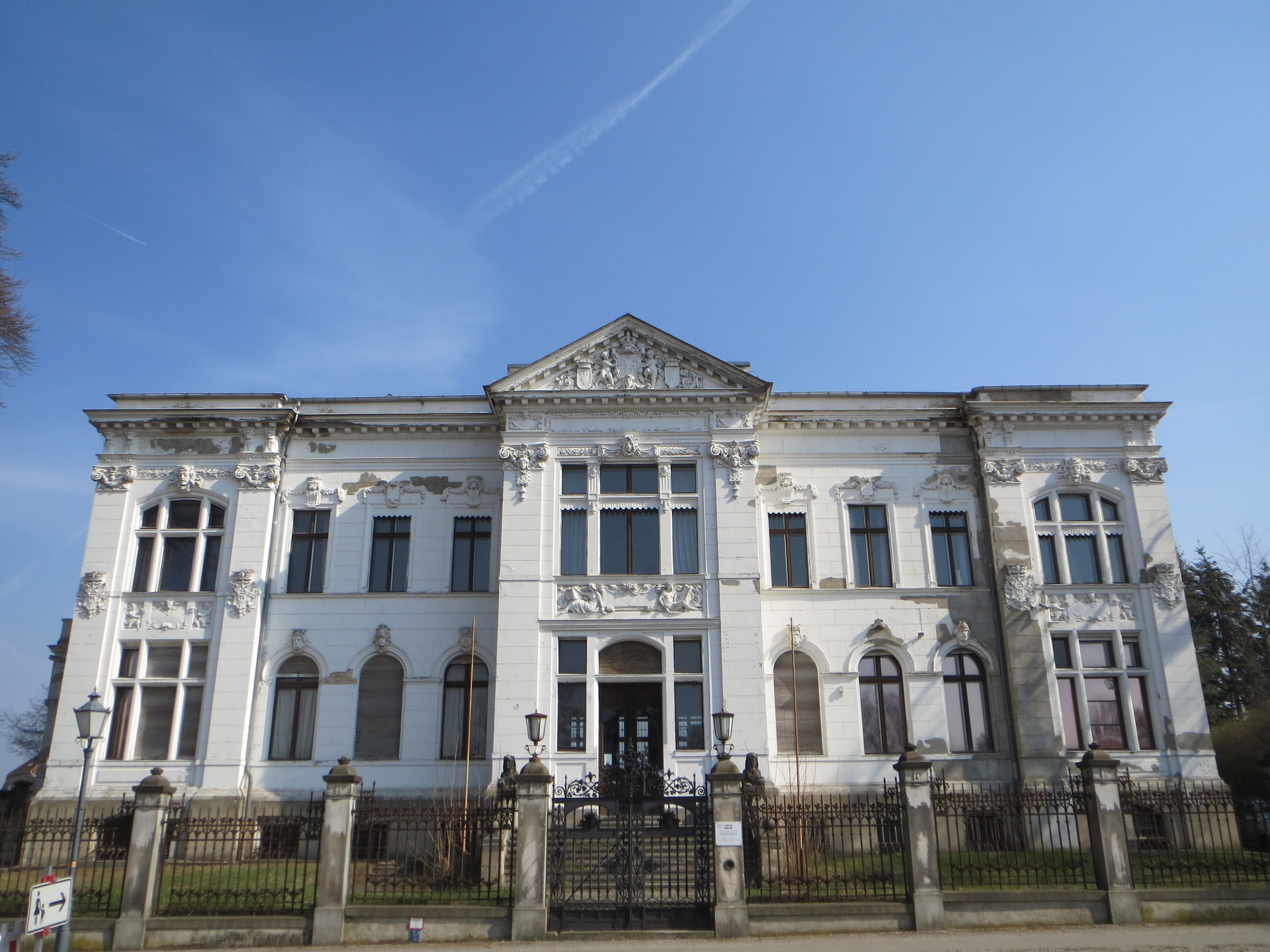
Ehem. Bankgebäude
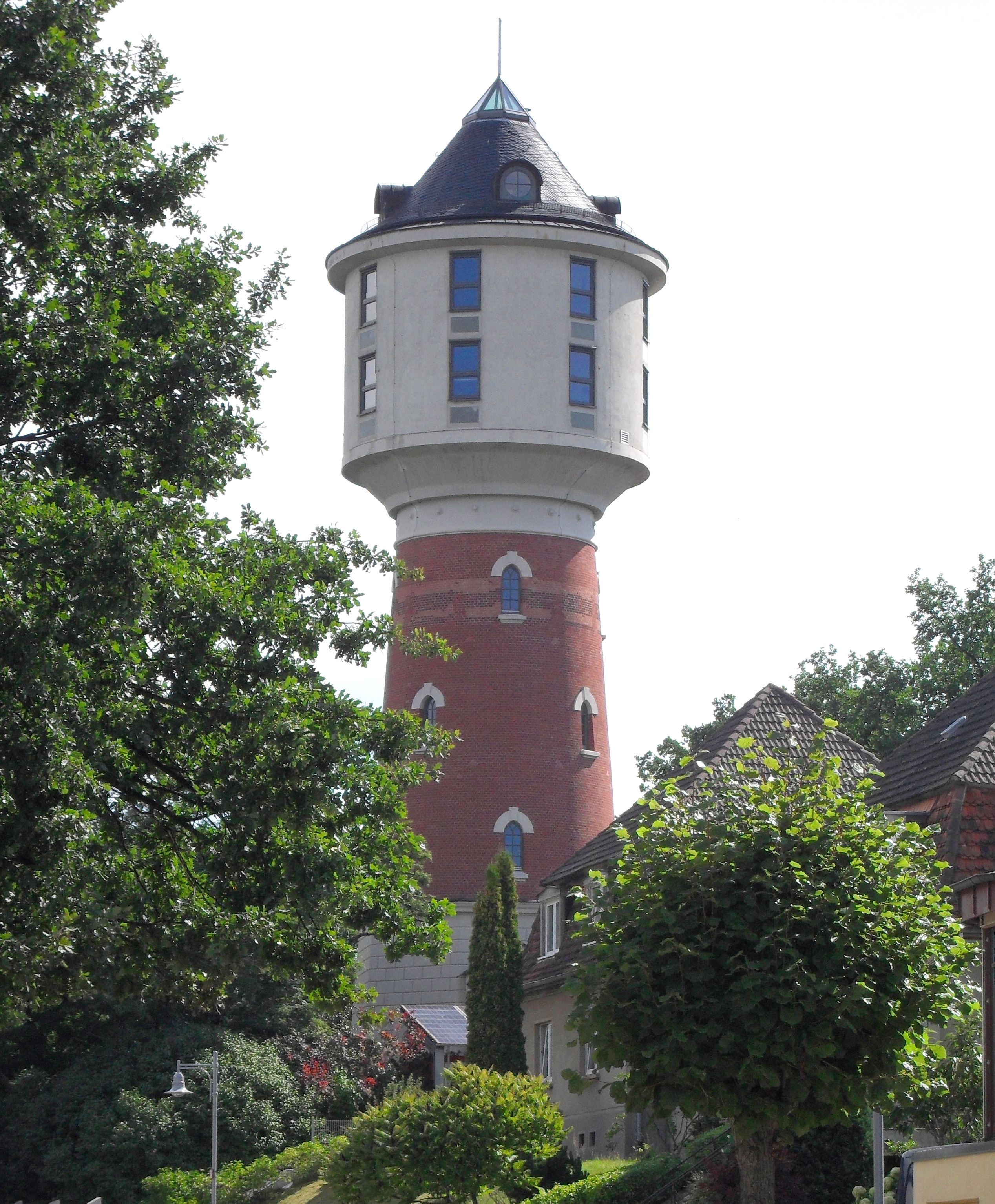
ehem. Wasserturm (Neustrelitz)

- ehemaliges Lyzeum für Mädchen am Christian-Daniel-Rauch-Platz, jetzt evangelische Grundschule
- ehemaliges Haus der Werktätigen (HDW) unweit des Theaters, früher Offizierskasino, jetzt zum Wohnhaus umgebaut und baulich verändert
- ehemaliges Bahnbetriebswerk mit fast original erhaltenem Ringlokschuppen
- großes Wandbild im Stil des Sozialistischen Realismus als Intarsienarbeit in der ehemaligen Kantine des Bahnbetriebswerks
- ehemaliges Schliemann-Gymnasium an der Glambecker Straße, erstes Gymnasium Carolinum, erbaut 1803–1807 von Friedrich Wilhelm Dunckelberg, jetzt Musikschule

### Gedenkstätten, Kunst-Denkmäler und Gedenktafeln

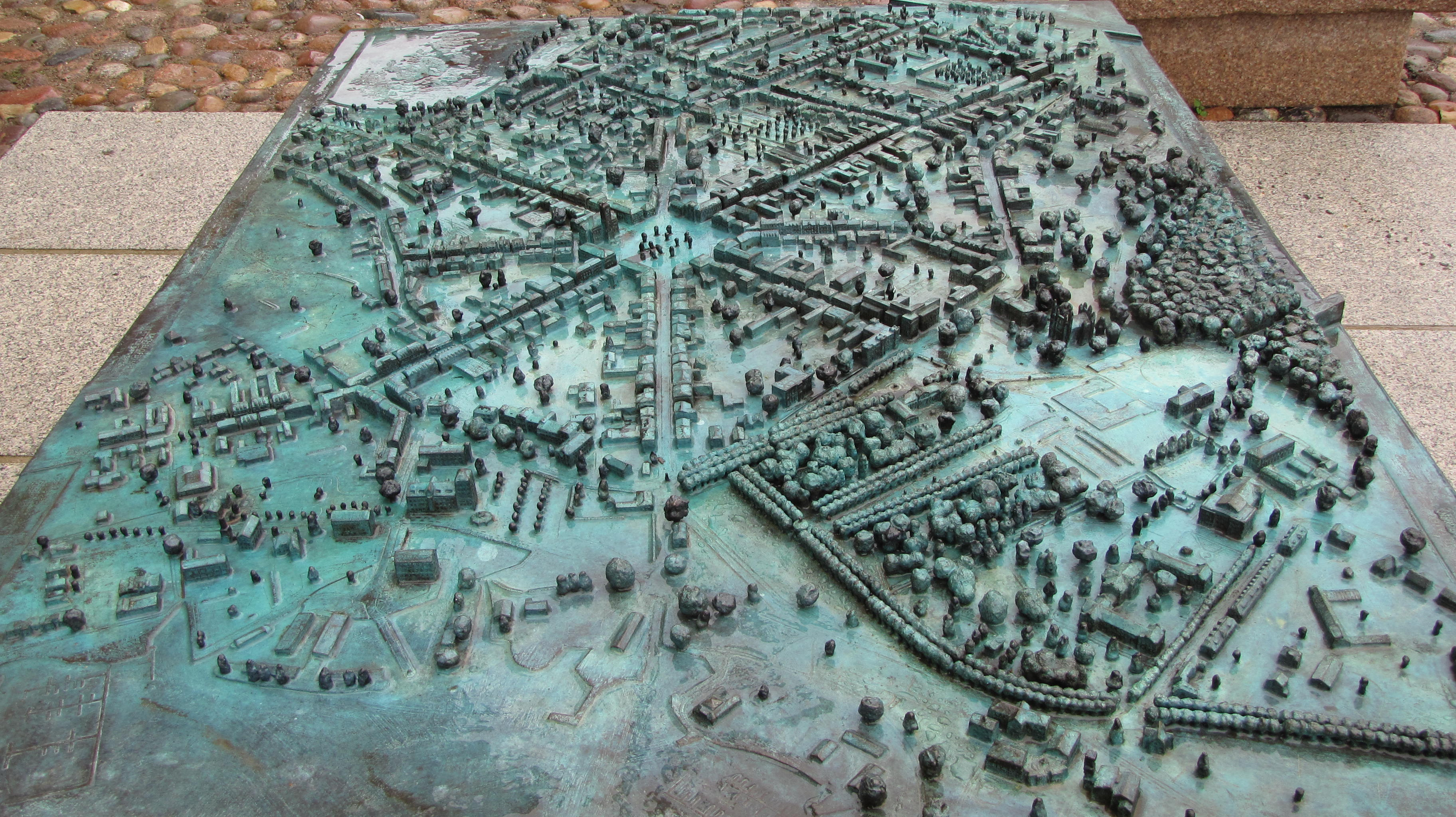
Stadtmodell von Neustrelitz auf dem Marktplatz von 2010 (Wolfgang Friedrich), neben dem Denkmal für Hofbaumeister Julius Löwe

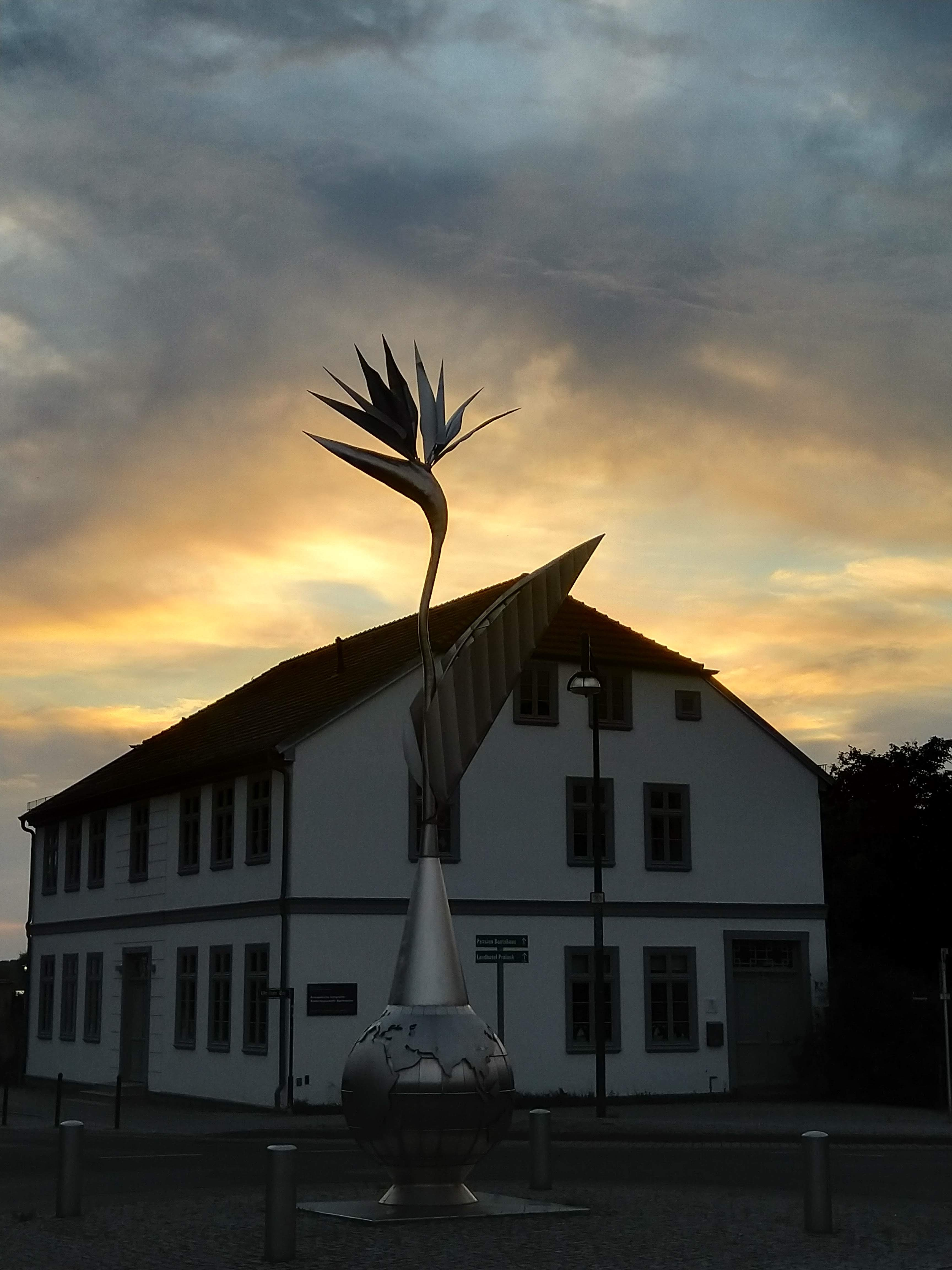
Edelstahlskulptur der Strelitzie – Wahrzeichen der Stadt Neustrelitz

- Sowjetischer Ehrenfriedhof für im Zweiten Weltkrieg gefallene Soldaten der Roten Armee im früher als Englischer Garten bezeichneten Areal des Neustrelitzer Schlossparks
- Jüdischer Friedhof in der Kernstadt von Neustrelitz beim Hauptbahnhof sowie Jüdischer Friedhof (Strelitz Alt) am Kalkhorstweg im Stadtteil Strelitz-Alt mit Gedenkstein an die Opfer der Shoa
- Friedhof aus der Zeit nach 1945 am Rande des Neubaugebietes Kiefernheide in der Nähe der Pestalozzistraße
- Neuer Friedhof Neustrelitz, Parkfriedhof mit verschiedenen Erbbegräbnissen, Ehrengräbern und einer Friedhofskapelle von Buttel
- Mahnmal von 1949 an der Marienstraße für die Opfer des Faschismus
- Zwei Gedenksteine an der Katholischen Kirche für den katholischen Pfarrer Bernhard Schwentner, der 1944 in Brandenburg-Görden ermordet wurde
- Gedenktafel von 1988 an der Schloßstraße 5 für den bürgerlichen Antifaschisten Hans-Jürgen Graf von Blumenthal, der zum Widerstandskreis des Attentats vom 20. Juli 1944 gehörte und in Berlin-Plötzensee ermordet wurde
- Gedenktafel von 1992 am Parkhaus, einer Villa an der Parkstraße 3, für den militärisch widerständigen Generalleutnant Hans von Sponeck, der 1944 ermordet wurde
- Gedenkstein von 1968 am Bahnhofsvorplatz für den jüdischen Kommunisten Rudi Arndt, der 1940 im KZ Buchenwald ermordet wurde
- Gedenkstein von 1988 am Alexanderplatz im Stadtteil Strelitz-Alt an die beim Novemberpogrom 1938 von den Nationalsozialisten niedergebrannte Synagoge
- Gedenktafel am früheren Hotel Reichshof am Markt, letzter Aufenthalt Engelbert Humperdincks vor seinem Tod
- 1818 hatte die britische Königin Charlotte ihrer herzoglichen Familie in Mecklenburg-Strelitz eine Strelitzienstaude zum Geschenk gemacht. Die auch als Paradiesvogelblume bekannte Pflanze, die in der Orangerie am Schlossgarten ihren Platz fand, blühte dort erstmals 1822 als erste Pflanze ihrer Art in Deutschland. 1995 wurde die aus dem südlichen Afrika stammende farbenprächtige Blütenpflanze Stadtblume von Neustrelitz. Unterstützt vom Bürgerverein schuf der Künstler René Winter 2008 eine Edelstahlskulptur der Pflanze, die als Wahrzeichen der Stadt unweit des Schlossgartens in der Mitte des dort befindlichen Kreisverkehrs aufgestellt wurde.[99]

### Kunst und Kultur

#### Theater

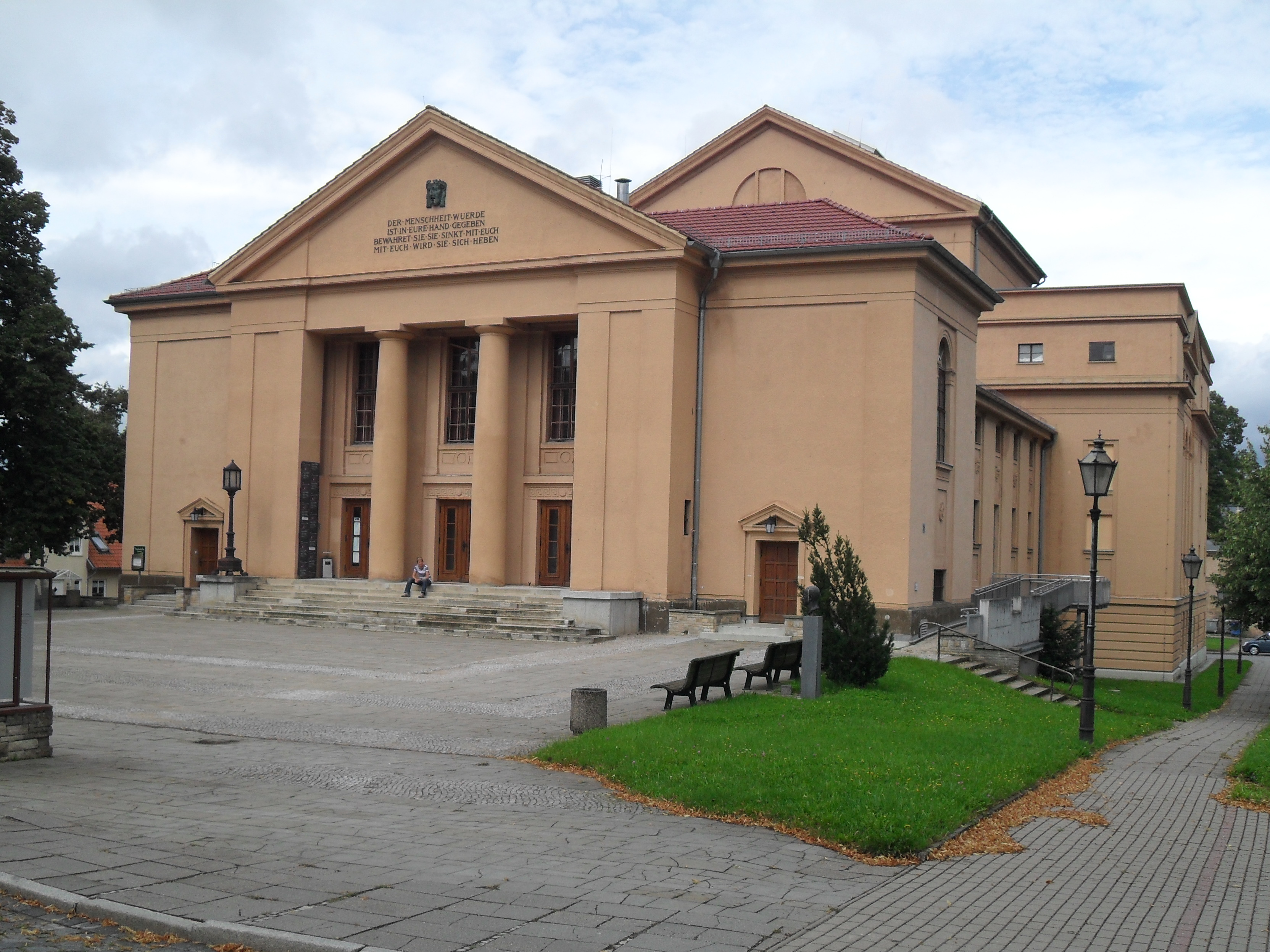
Landestheater Neustrelitz

Das Landestheater Neustrelitz mit 400 Zuschauerplätzen im Großen Haus ist die Stammspielstätte der Theater und Orchester GmbH Neubrandenburg/Neustrelitz. Neben Musiktheater- und Schauspielinszenierungen werden auch philharmonische Konzerte und Ballettabende präsentiert.
Während der Sommermonate bildete der benachbarte Schlossgarten die Kulisse für die Festspiele im Schlossgarten. Seit der Sanierung des Parks und mit der Spielzeit 2013 wird der erhöht liegende Platz vor dem einstigen Kavaliershaus dazu genutzt.
Ein kleines, privat betriebenes Theater befindet sich am Hafen von Neustrelitz – das Inseltheater Helgoland.

#### Deutsche Tanzkompanie
Videozusammeschnitt aus dem Tanzpoem LUFT
 ©️ Norddeutscher Rundfunk

Link zum Bild

Mit einem breiten Spektrum, das von klassischen bis modernem Tanztheater reicht, macht die Deutsche Tanzkompanie nicht nur regional, sondern auch bei Gastspielen deutschlandweit und im Ausland von sich reden. Darüber hinaus wirkt das 1991 als gemeinnützige Stiftung gegründete Ensemble in vielen Produktionen des Neustrelitzer Theaters mit und veranstaltet in Neustrelitz Tanzkurse für Kinder und Erwachsene. Der jüngsten Uraufführung „Luft“ im „Zyklus der Elemente“ folgt bereits im Juni 2025 die Doppel-Premiere „Momentum / Camille“, unter anderem mit eigenen Choreografien von Ensemblemitgliedern.

#### Museen und Galerien

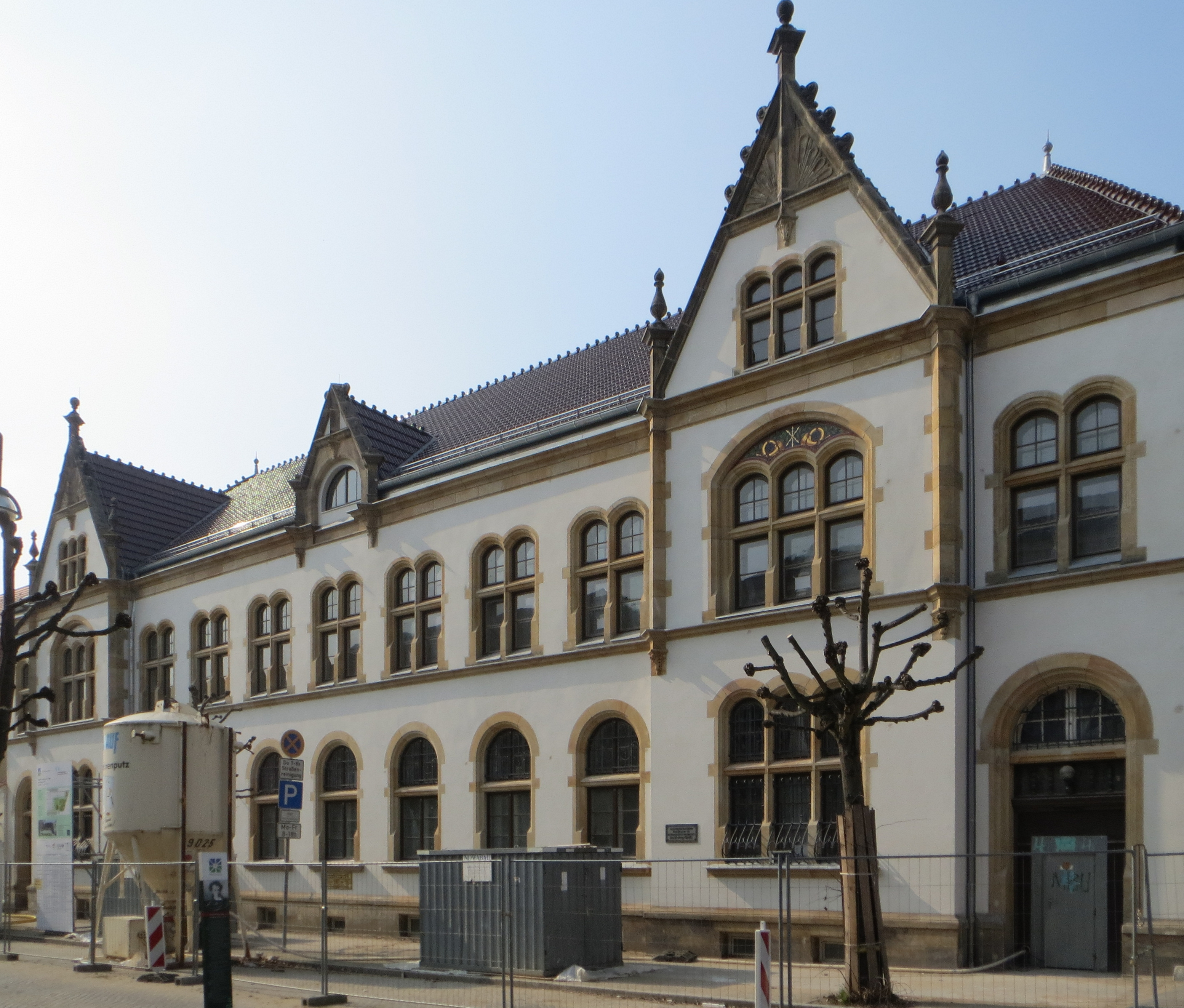
Kulturquartier Mecklenburg-Strelitz

Das Kulturquartier Mecklenburg-Strelitz präsentiert seit dem 3. Oktober 2015 die Kultur und das historische Gedächtnis der Region unter dem Dach der Alten Post in der Schloßstraße. In den Räumlichkeiten des sanierten Gebäudes befinden sich das Stadtmuseum, die heimatkundliche Sammlung des Karbe-Wagner-Archivs, das Archiv des Landestheaters Neustrelitz und die Stadtbibliothek. Am 23. April 2016 wurde eine Dauerausstellung mit ca. 800 Exponaten zur Geschichte von Mecklenburg-Strelitz eröffnet.
In den Räumen des Stadtmuseums werden unter anderem Gemälde, Abbildungen und Einrichtungsgegenstände des Neustrelitzer Schlosses gezeigt, die vor der Zerstörung 1945 gerettet werden konnten, Plastiken des Bildhauers Christian Daniel Rauch und im monatlichen Wechsel Expositionen von Künstlern und Fundstücken aus der Region.
Die Plastikgalerie in der Schlosskirche zeigt von Mai bis Oktober in jährlich wechselnden Ausstellungen wertvolle Plastiken und Skulpturen.

#### Weitere Kultur- und Freizeitstätten
- Kino Movie Star
- Kulturzentrum Alte Kachelofenfabrik
- Frauenchor Freundschaft, Konzertchor Neustrelitz, Männerchor Liedertafel 1846 (2020 aufgelöst), Singakademie Neustrelitz von 1840
- Hans-Fallada-Klub
- Alternative Musik- und Kunst-Festivals und weitere Veranstaltungen in der ehem. Landesirrenanstalt Domjüch
- Tiergarten Neustrelitz, etwa 48 Hektar großer Tiergarten der Stadt Neustrelitz mit rund 450 Tiere darunter 40 vorwiegend heimische Arten

### Veranstaltungen

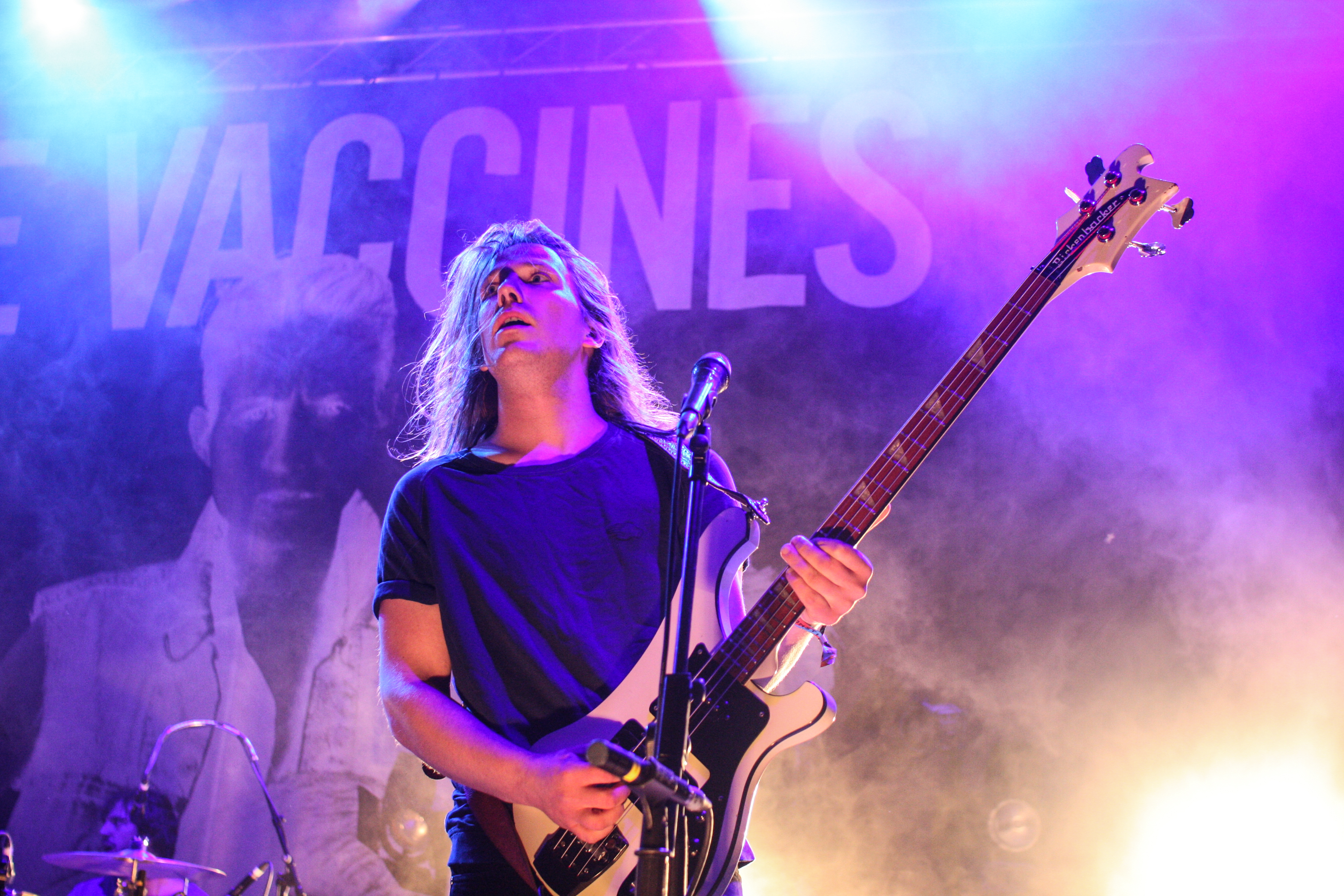
Immergut Festival

- Meist am letzten Maiwochenende findet seit dem Jahr 2000 jährlich das Indie-Rock-Festival Immergut Festival in Neustrelitz statt.
- An der ehemaligen Landesirrenanstalt Domjüch gibt es mehrere Festivals und alternative Kulturveranstaltungen wie das Natürlich Irre Open-Air.
- Im Rahmen der Festspiele im Schlossgarten werden seit 2001 jeden Sommer Freiluft-Operetten und Schauspielinszenierungen im/am Schlossgarten aufgeführt.
- Orangerie, Schlosskirche und Stadtkirche Neustrelitz sind häufig Spielorte der Festspiele Mecklenburg-Vorpommern.
- Vom 20. bis 22. Juni 2014 war Neustrelitz Gastgeber des MV-Tages. Unter dem Motto „Norddeutsch, natürlich, romantisch – das ist Mecklenburg-Vorpommern“ präsentierten sich auf dem Landesfest verschiedenste Aussteller mit Attraktionen für Einheimische und Besucher.[107]
- Im September 2015 wurde im Stadtteil Strelitz-Alt das 666. Jahr der Stadtgründung gefeiert. Höhepunkt der Feierlichkeiten war das 20. Stadtteilfest unter dem Motto Strelitz leuchtet auf.[108]

### Sport und Freizeit

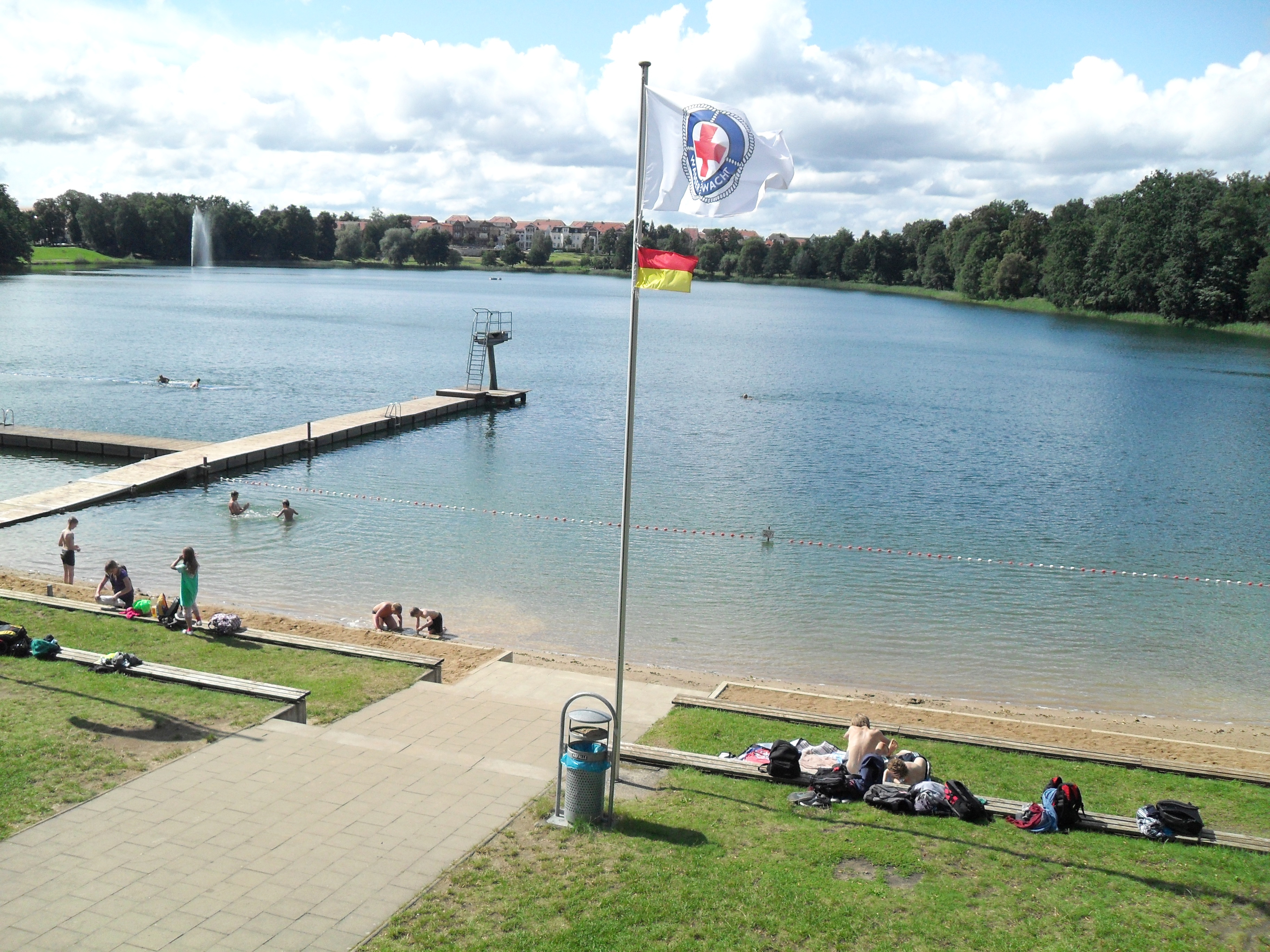
Badeanstalt am Glambecker See

#### Stadien und Sportplätze
- Parkstadion (Lage), ab 1997 saniert und nach und nach auf die heutige Kapazität von 7000 Zuschauern ausgebaut
- Rudolf-Harbig-Stadion (Lage)
- Jahn-Sportpark Strelitz-Alt (Lage), Eröffnung am 20. Mai 1956 im Rahmen des Nationalen Aufbauwerks[109]
- Ehemaliger Sportplatz Neustrelitz (Lage)

#### Fußballvereine
- Die TSG Neustrelitz spielte zwischenzeitlich in der zweitklassigen DDR-Liga und von 2012 bis 2018 in der Fußball-Regionalliga Nordost (4. Liga). In der Fußball-Regionalliga Nordost gewann TSG Neustrelitz   2014 die Meisterschaft. In der Saison 2023/24 spielt TSG Neustrelitz in der fünftklassigen Oberliga Nordost. Für Heimspiele nutzte der Verein das Parkstadion.
- Weitere Fußballvereine sind die SpVgg Victoria Neustrelitz, der FC Neustrelitz 07 und der Strelitzer FC.

#### Sonstige Sportvereine
- Der PSV Neustrelitz ist insbesondere im Volleyball erfolgreich (2. Bundesliga Nord)
- Tennisverein TC Neustrelitz
- Wassersportverein WSV Einheit Neustrelitz
- ESV Lok Neustrelitz mit der Abteilung Angeln
- DLRG-Strelitz mit Mitgliedschaft im Schwimmverband
- Fanfarenzug des Feuerwehrvereins Neustrelitz

#### Freibäder und kommunale Badestellen
- Städtische Badeanstalt am Glambecker See (kurz Glammi genannt) nahe dem Zentrum mit Wasserwacht vom DRK Kreisverband Mecklenburgische Seenplatte
- Badestelle am Großen Prälanksee in der Nähe des Wander- und Radweges um den Zierker See.
- Badestelle am Großer Fürstenseer See im Ortsteil Fürstensee, etwa 10 km vom Stadtzentrum entfernt
- Badestelle in Stadtnähe am Langen See
- Badestelle an der zurückgebauten Altstrelitzer Badeanstalt am Domjüchsee

## Infrastruktur

### Allgemein
- Rathaus Neustrelitz im Stadtkern, Markt 1
- Standesamt im Prinzenpalais, Hertelstraße 12
- Tourist- und Nationalparkinformation Neustrelitz, Strelitzer Straße 1
- Straßenbauamt Neustrelitz im Kavaliershaus, Hertelstraße 8

### Bildung

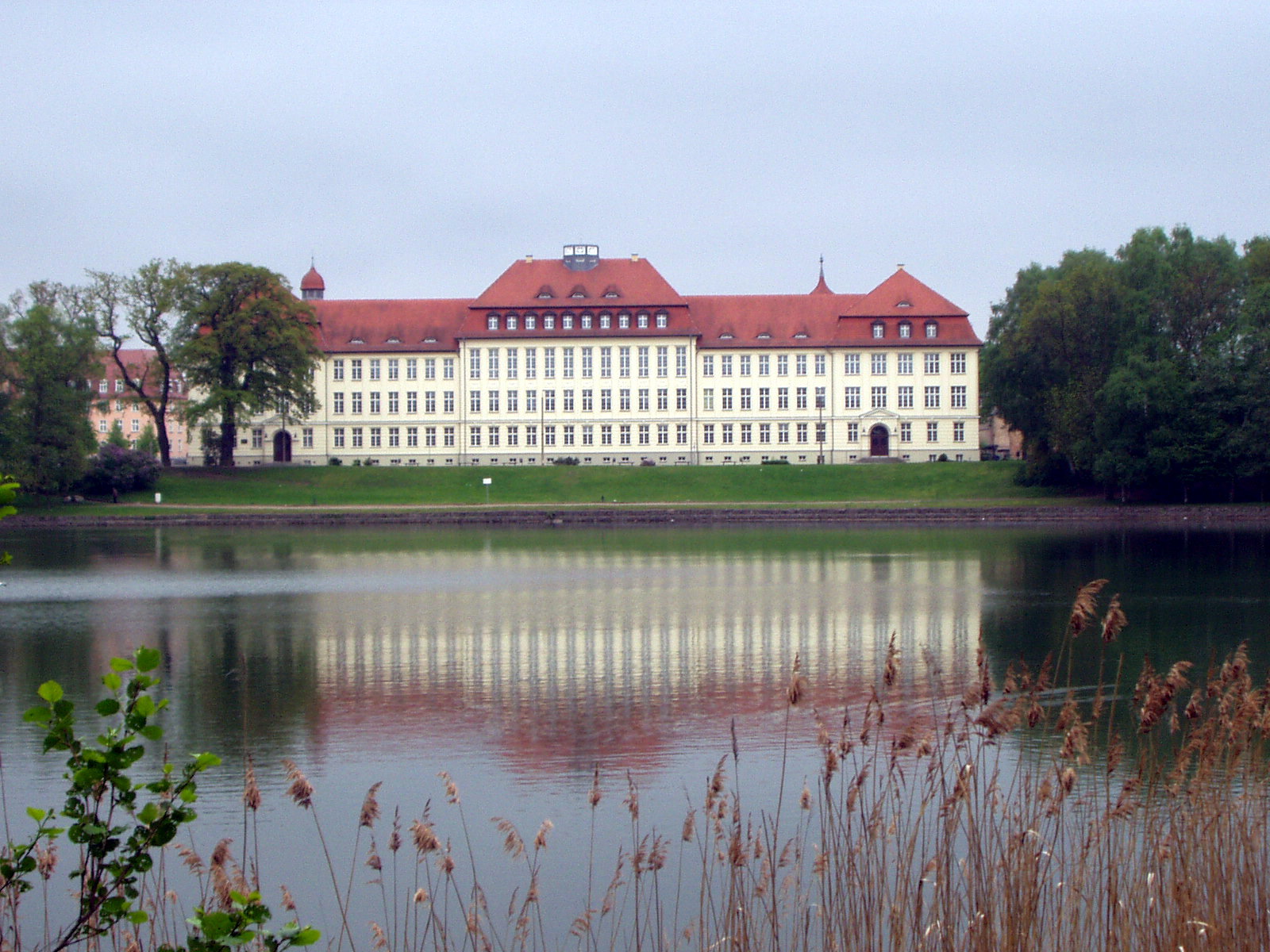
Gymnasium Carolinum am Glambecker See

- Allgemeinbildendes und altsprachlichen Gymnasium Carolinum von 1795 am Glambecker See.
- Regionalschule Jawaharlal Nehru (UNESCO-Schule)
- Integrierte Gesamtschule Walter Karbe
- Grundschulen Kiefernheide, Sandberg, Daniel Sanders und die Evangelische Grundschule
- Berufliche Schule
- Volkshochschule (VHS) Mecklenburgische Seenplatte
- Sonderpädagogisches Förderzentrum, die Schule für geistig Behinderte Tom Mutters
- Musikschule Kon.centus
- Polizeiaus- und -fortbildungszentrum Neustrelitz der Bundespolizei (BPOLAFZ NZ) mit ca. 250 Mitarbeitern und ständig ca. 300 Auszubildenden bzw. Seminarteilnehmern

### Bibliotheken und Archive
Als Landeshauptstadt von Mecklenburg-Strelitz war Neustrelitz zugleich Sitz der Mecklenburg-Strelitzschen Landesbücherei, die mit dem Mecklenburg-Strelitzschen Hauptarchiv (Landesarchiv) und dem erst in den 1920er Jahren aus ehemals fürstlichen Sammlungen formierten Mecklenburg-Strelitzschen Landesmuseum eine Verwaltungseinheit bildete. Die Landesbücherei (Landesbibliothek) war an der Schwelle des 19. Jahrhunderts aus verschiedenen fürstlichen Büchersammlungen formiert worden und fungierte lange als Mecklenburg-Strelitzsche Regierungsbibliothek sowie als Adressat für Büchergeschenke von Verlagen und Autoren. Nach 1918 verlor die Landesbibliothek zunehmend an Bedeutung. Die Bestandsergänzung stagnierte, und die Benutzerzahlen waren stark rückläufig. Nachdem das Landesarchiv bereits 1934 ins heutige Landeshauptarchiv Schwerin überführt worden und das Landesmuseum bereits 1945 beim Schlossbrand weitgehend untergegangen waren, wurde schließlich auch die Landesbücherei 1950 aufgelöst und ihre Bestände auf verschiedene andere wissenschaftliche Bibliotheken aufgeteilt. Die regionalkundliche Sammlung der Landesbibliothek verblieb dabei in der Neustrelitzer Stadtbibliothek. Erhaltene Restbestände (ca. 2000 Bestandseinheiten) bilden später den Grundstock der landeskundlichen Präsenzsammlung der Stadt- und Bezirksbibliothek Neubrandenburg (heute: Regionalbibliothek Neubrandenburg) und zogen mit ihr in die damalige Bezirksstadt Neubrandenburg um. Die Handschriftensammlung der Landesbücherei mit über 200 Exponaten gilt seit 1950 als verschollen.
Die Neustrelitzer Stadtbibliothek umfasst heute einen Bestand von rund 40.000 Medien.
Das Karbe-Wagner-Archiv beherbergt eine heimatkundliche Sammlung über Geschichte, Kunst, Natur, Persönlichkeiten, Druck- und Literaturwesen der Region sowie die Nachlässe oder Nachlassteile einzelner Heimatforscher aus der Region Mecklenburg-Strelitz wie Walter Karbe, Annalise Wagner, Walter Gotsmann, Hermann Schüßler, Reinhard Barby, Konrad Hustaedt und Friedrich Winkel.
Neben dem Neustrelitzer Stadtarchiv befindet sich in Neustrelitz auch das Kreisarchiv Mecklenburg-Strelitz.

### Forschung

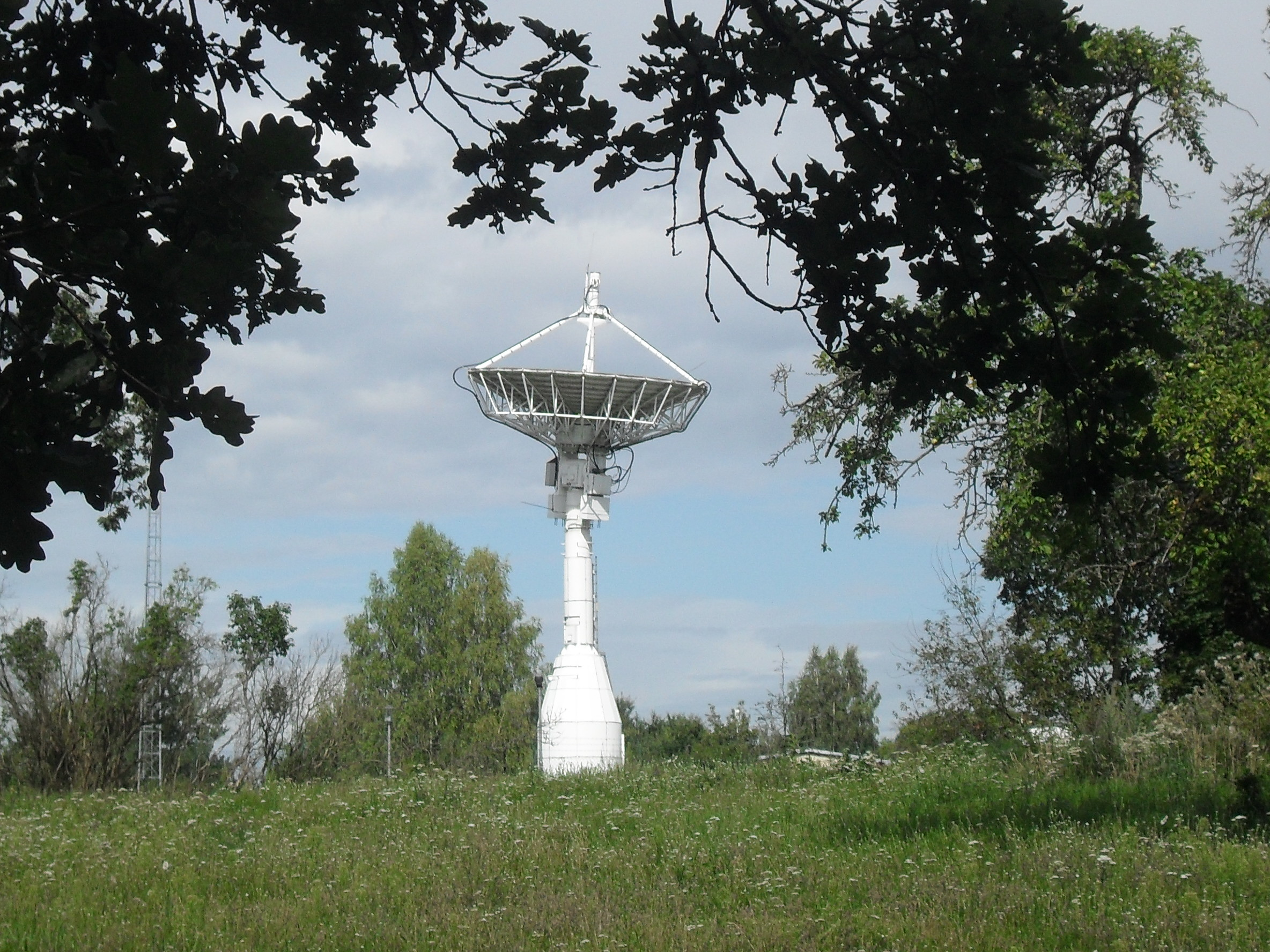
Satellitenantenne des DLR an der Kalkhorst

Das Deutsche Zentrum für Luft- und Raumfahrt (DLR) unterhält in Neustrelitz Zweigstellen des in Oberpfaffenhofen ansässigen Deutschen Fernerkundungsdatenzentrums sowie der Institute für Kommunikation und Navigation bzw. für Methodik der Fernerkundung. Am Standort Neustrelitz-Kalkhorst befand sich jahrzehntelang eine Satelliten-Bodenstation, die nach der Wende durch das DLR weitergenutzt und erweitert wurde. Annähernd 60 Wissenschaftler, Ingenieure und Angestellte sind am Neustrelitzer DLR-Standort beschäftigt, der an der Entwicklung des europäischen Satellitennavigationsprogramms Galileo beteiligt ist. Am Standort des DLR Neustrelitz ist ein DLR School Lab eingerichtet, das Schülern verschiedener Altersstufen Experimente und Wissen rund um die Erforschung des Weltraums vermittelt.

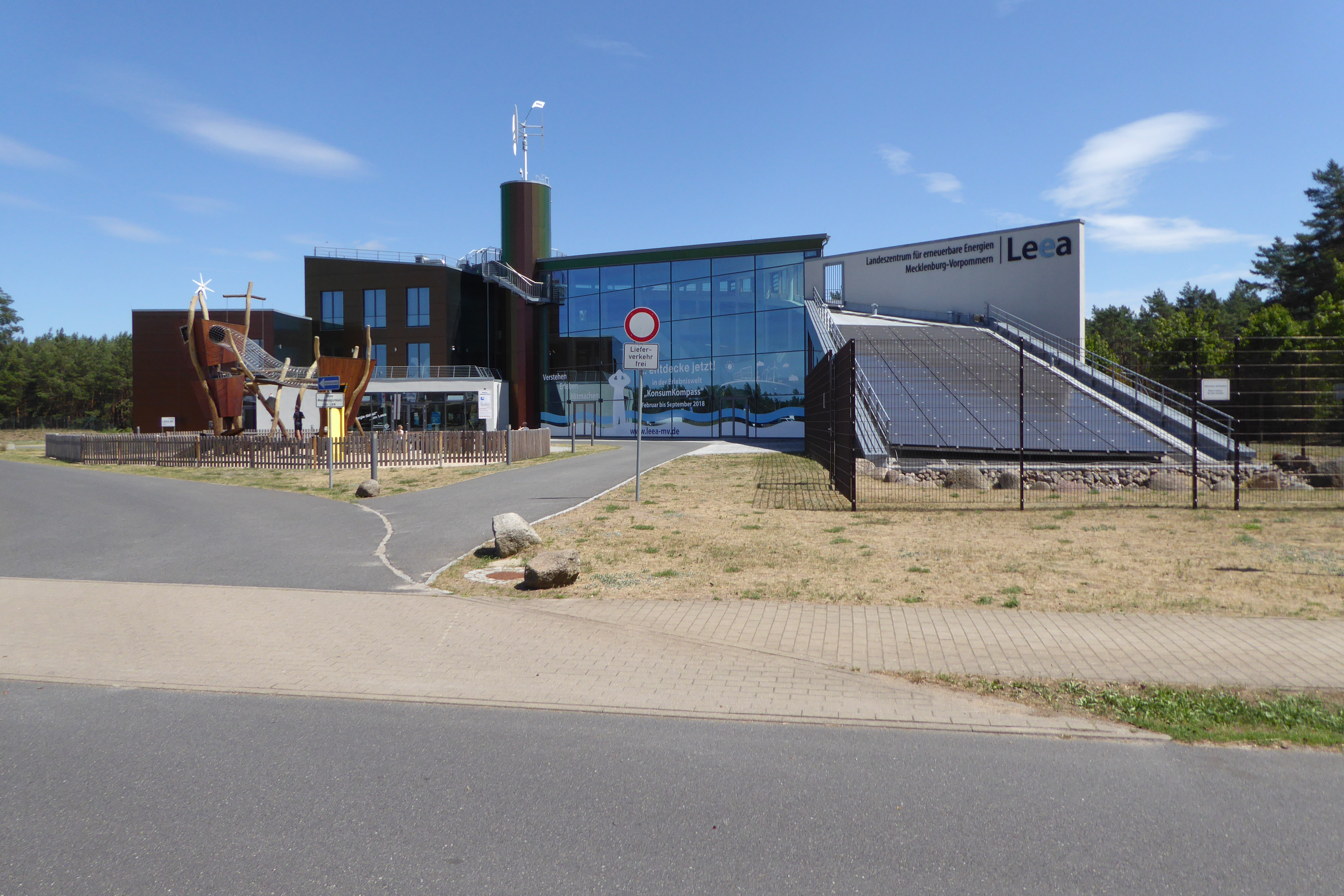
Leea MV am Kiefernwald 1

Im Landeszentrum für erneuerbare Energien Mecklenburg-Vorpommern (Leea MV) wird die Forschung zur Anwendung erneuerbarer Energien dargestellt; es gibt themenbezogene Schülerprogramme, Ausstellungen und entsprechende Veranstaltungen, ein Schülerlabor, eine XXL-Carrera-Bahn und im Außenbereich den Abenteuerspielplatz „Energie-Kraft-Werk“. Die Dauerausstellung Ressourcenkammer Erde behandelt die Themen „Müritz-Ötzi“, Wald, Wasser, Sonne, Erdwärme, Wind und Biomasse.

### Gesundheit
Das Neustrelitzer Krankenhaus, ein Grundversorger in Trägerschaft des DRK, steht am Rande der Stadt an der Penzliner Straße und umfasst die Abteilungen Innere Medizin, Chirurgie, Gynäkologie-Geburtshilfe, Anästhesie, Intensivstation und Belegabteilungen für Urologie sowie HNO. Der Neubau wurde im April 2010 mit 144 Betten eröffnet und ersetzt das Carolinenstift. Seit 2012 hält das Haus 164 Betten vor. In enger Nachbarschaft befinden sich seit 2003 eine Wachkomastation sowie seit 2011 ein Altenpflegeheim mit einem angegliederten Hospiz, ebenfalls in Trägerschaft des DRK.
Neben dem Krankenhaus gibt es seit 1996 einen Luftrettungsstandort. Zunächst wurde durch den Bundeswehrhubschrauber SAR 93, eine Bell UH-1D, die Versorgung gesichert, seit 2006 werden die Einsätze durch Christoph 48, einen Eurocopter EC 135 des ADAC, geflogen.

### Soziales
Die Deutsche Stiftung für Engagement und Ehrenamt hat in Neustrelitz ihren Sitz.

## Wirtschaft und Verkehr

### Wirtschaft
Bis zur deutschen Wiedervereinigung (1990) gab es in Neustrelitz einen für das Be- und Entladen von Lastschiffen genutzten Binnenhafen am Zierker See, der über eine Hafenbahn an das Schienennetz der Deutschen Reichsbahn angeschlossen war. In der Stadt waren landwirtschaftliche Betriebe und Firmen des Maschinen- und Anlagenbaus ansässig. Großenteils ausrüstungstechnisch veraltete und unrentable Betriebe und Einrichtungen wurden nach 1990 geschlossen, wie das Neustrelitzer Krankenhaus, der Elektroanlagenbau Neustrelitz (EAB), der Kraftfahrzeuginstandsetzungsbetrieb Neustrelitz (KIB), die Neustrelitzer Eisengießerei, die Bekleidungswerke Neustrelitz, der Landtechnische Anlagenbau Neustrelitz (LTA), die Technische Gebäudeausrüstung Neustrelitz (TGA) und die Maschinenfabrik Rogge; andere wurden in Größe und Mitarbeiterzahl stark reduziert, wie das Bahnbetriebswerk Neustrelitz, das von 1000 auf 70 Mitarbeiter schrumpfte. Nur die Ostmecklenburgische Bahnwerk GmbH, die hier ein Instandhaltungswerk für Eisenbahnfahrzeuge betreibt, konnte ihre Tätigkeiten in reduzierter Form weiterführen. Des Weiteren siedelte sich die Deutsche Post AG DHL mit dem Paketzentrum 17 hier an. Im Norden der Stadt hat die Firma IBC Solar einen 25 Hektar großen Solarpark errichtet. In der Stadt sind auch einige größere Dienstleister angesiedelt, wie das Unternehmen KDW Neustrelitz. Auch das 2010 eröffnete DRK-Krankenhaus Neustrelitz, die Neustrelitzer Stadtwerke, die Neustrelitzer Wohnungsgesellschaft mbH (neuwo), sowie Behörden wie das Straßenverkehrsamt, das Bundespolizeiaus- und Fortbildungszentrum, das Landesamt für Gesundheit und Soziales Mecklenburg-Vorpommern, die Jugendhaftanstalt Neustrelitz und die Arbeitsagentur sind wichtige Arbeitgeber in der Stadt.
Eine zunehmende Rolle im wirtschaftlichen Leben der Stadt spielt nach strukturellen Umwandlungen und Investitionen in die Infrastruktur, wie in den Stadthafen am Zierker See und in den Neustrelitzer Schlosspark, seit der politischen Wende im Osten Deutschlands auch der Tourismus in Mecklenburg-Vorpommern für die Stadt Neustrelitz. Hier ansässige Dienstleistungsunternehmen der Gastronomie und des Handels aber auch Kultureinrichtungen, wie das Landestheater Neustrelitz, können davon profitieren.
Namhafter Arbeitgeber in der Region ist das Deutsche Zentrum für Luft- und Raumfahrt (siehe Abschnitt Forschung). Das Einkaufszentrum Husarenmarkt entstand nach 2009 in der ehemaligen Artillerie- und Infanteriekaserne Neustrelitz.

### Medien
Die zum Nordkurier gehörende Strelitzer Zeitung mit Sitz am Markt 7, ist die Lokalzeitung der Stadt und erscheint als Tageszeitung. Dreiwöchentlich erscheint das amtliche Bekanntmachungsblatt Strelitzer Echo.
Der im Kabelfernsehen zu empfangene Regionalfernsehsender neu.eins berichtet regelmäßig unter anderem auch über Neustrelitz.

### Verkehr
Neustrelitz bildet für den Eisenbahn-, Straßen- und Binnenschifffahrtsverkehr einen wichtigen Knotenpunkt im südlichen Mecklenburg-Vorpommern.

#### Straßenverkehr
In Neustrelitz kreuzen sich die Bundesstraßen 96, 193 und 198.
Die Bundesautobahn 20 (Rostock–Stettin) ist 36 km entfernt (Anschlussstellen Neubrandenburg-Ost und Neubrandenburg-Nord), die Bundesautobahn 19 (Berlin–Rostock) 52 km (Anschlussstelle Röbel/Müritz).
Zudem halten seit Juni 2015 in Neustrelitz am Rudi-Arndt-Platz (ZOB) auch Busse des Fernbusunternehmens FlixBus DACH, auf dem Weg von Greifswald nach Leipzig über Berlin, wo Anschlussmöglichkeiten vom und ins Vogtland bestehen.

#### Schienenverkehr

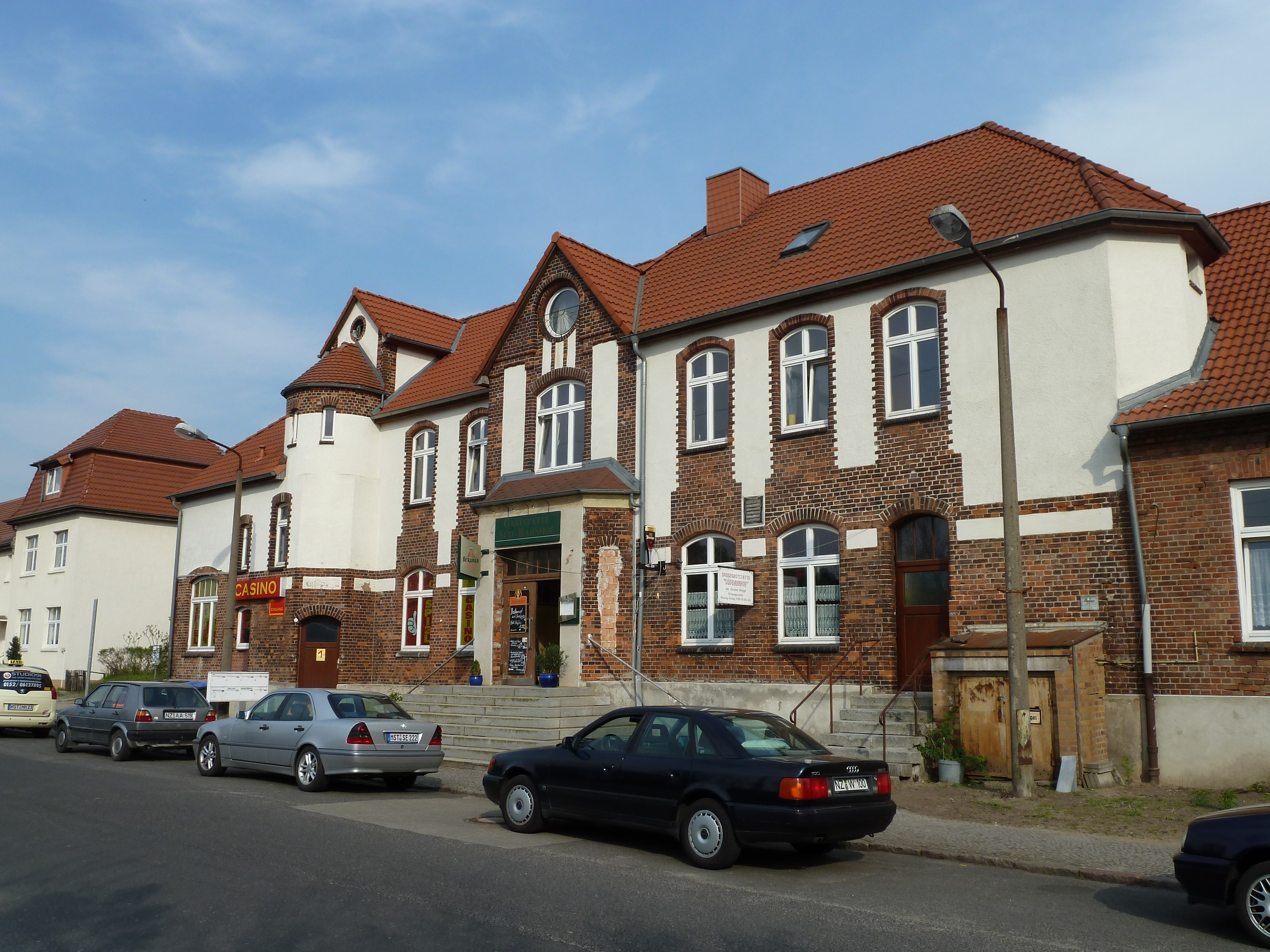
Bahnhof Neustrelitz-Süd, einer von vier historischen Bahnhöfen im Stadtgebiet

Neustrelitz Hauptbahnhof ist ein regionaler Eisenbahnknoten, an dem zahlreiche Eisenbahnstrecken zusammentreffen. Im Einzelnen sind dies die Berliner Nordbahn (Berlin–Neustrelitz–Neubrandenburg–Stralsund), die Bahnstrecke Neustrelitz–Rostock–Warnemünde (Lloydbahn), sowie die nur noch auf dem Abschnitt bis Mirow befahrene Bahnstrecke Wittenberge–Strasburg. Die Bahnstrecke Neustrelitz–Feldberg wurde im Dezember 2000 stillgelegt. Seitdem verkehrt im Personenverkehr die Buslinie 619 parallel zur Strecke.
Durch den Integralen Taktfahrplan bestehen in Neustrelitz stets zur vollen Stunde verschiedene Umsteigemöglichkeiten. Im Fernverkehr hält neben dem seit dem 10. Juni 2007 verkehrenden ICE-Zugpaar von Rostock nach München (Linie 28, teilweise weiter bis Innsbruck) auch seit 2014 ein EuroCity-Zugpaar zwischen Rostock Hbf und Prag.
Für den Güterverkehr existiert mit dem Südbahnhof ein separater Güterbahnhof.

#### Öffentlicher Personennahverkehr

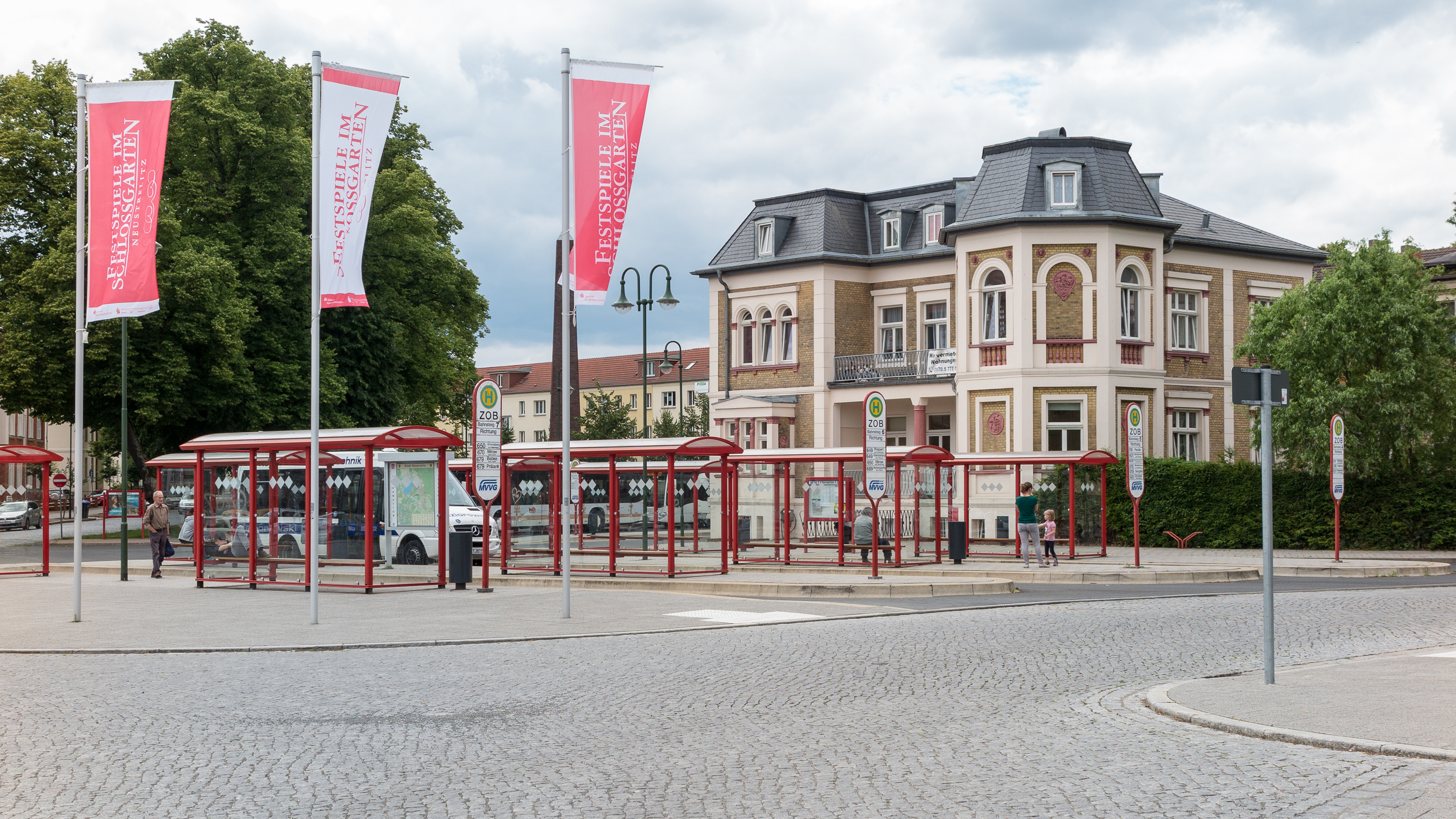
Neustrelitz ZOB

Das örtliche Busunternehmen B.B.-Reisen bedient den Stadtverkehr Neustrelitz für die Mecklenburg-Vorpommersche Verkehrsgesellschaft (MVVG). Das Stadtbusnetz erschließt auf vier Linien die inneren Stadtteile. Für die Verbindung mit dem Umland sorgen verschiedene regionale Buslinien der MVVG, die am Zentralen Omnibusbahnhof (ZOB) vor dem Hauptbahnhof zusammentreffen.

#### Verbindung mit überregionalen Gewässern
Über den Kammerkanal besteht eine schiffbare Verbindung mit überregionalen Gewässern. Der Kanal verbindet den Zierker See, an dem die Stadt Neustrelitz liegt, mit dem Woblitzsee. Von diesem Havelsee, an dem die Stadt Wesenberg liegt, können Schiffe über die Obere Havel-Wasserstraße und die anschließenden Wasserstraßen bis zur Ostsee, in die Müritz oder in die Berliner Gewässer gelangen. Der Woblitzsee, der Kammerkanal und der Zierker See bis Neustrelitz (km 94,4) sind Teilstrecken der Oberen Havel-Wasserstraße.

## Sonstiges
- Kfz-Zeichen: 01/1991 bis 05/1994 NZ (für Neustrelitz), danach MST (für Mecklenburg-Strelitz), seit 2014 MSE (Mecklenburgische Seenplatte); in der DDR: CT für Motorräder, CM für LKW, Busse und Traktoren, CL, CZ und später CIB bis CIZ für Pkw. NZ wird wieder vergeben.
- Seit 2008 trägt der ICE-2-Triebzug 237 der Deutschen Bahn den Namen Neustrelitz.
- Das 1988 in der Wolgaster Peene-Werft gebaute Einsatzschiff BP 22 der Bundespolizei trägt den Namen Neustrelitz; im Jahr 2017 außer Dienst gestellt.[124] Nach der Verschrottung in Dänemark wurde es aus dem Schiffsregister gelöscht.[125]